# 2008年のテレビ (日本)
2008年のテレビでは、2008年のテレビ分野（主に日本）の動向についてまとめる。

## テレビ番組関係の出来事
- 1月1日
  - 日本テレビ開局55年記念プロジェクトの一環で、ステーションロゴを日テレ55に。
  - 朝日放送は2008年6月23日の新社屋移転に伴い、斜体ロゴに変更。
- 1月19日 - 『やりすぎコージー』出演芸人が、『着信御礼!ケータイ大喜利』（NHK総合）の携帯電話で大喜利の答えを投稿（『やりすぎコージー』出演芸人のうち、『ケータイ大喜利』出演者側の今田耕司、板尾創路、千原ジュニアは除く）、『やりすぎコージー』で後日（2月2日の放送分）芸人が投稿する様子を紹介。テレビ東京との間接越局コラボとなった。
- 2月14日 - 17日 - 『クイズ!ヘキサゴンII』がつるの剛士と野久保直樹主演による舞台「ヘキサな二人」を新宿シアターアプルで上演。
- 2月17日 - 『爆笑レッドカーペット』（フジテレビ）放送1周年。
- 2月27日 - フジテレビが4月改編発表で19時台にクイズ番組を横並びにした通称“ベルトクイズF&F”を提唱。
- 3月
  - 細木数子が本業に専念したいとの意向で、『ズバリ言うわよ!』、『幸せって何だっけ〜カズカズの宝話〜』が打ち切り。
- 3月8日 - 『MUSIC FAIR 21』（フジテレビ）が『ミュージックフェア』から通算で放送2200回目。
- 3月31日 - NHK教育テレビの長寿子供番組『おかあさんといっしょ』のうたのおにいさんが今井ゆうぞうから横山だいすけに、うたのおねえさんがはいだしょうこから三谷たくみへ5年ぶりに交代[1]。
- 4月1日 - 『めざましテレビ』（フジテレビ）放送開始15周年。15周年を記念し、日本全国の道に花の種を植える「めざましフラワーロード」を展開。
- 4月12日 - 『VS嵐』が放送開始。初代天の声は伊藤利尋[2]。
- 4月14日、4月21日、4月28日、5月5日 - フジテレビが「SMAP SPECIAL MONDAY NIGHTS」（SSMN）と称しSMAP×SMAPの2時間拡大版や4月28日はドラマレジェンドスペシャル『世にも奇妙な物語 SMAPの特別編』を放送。計26パターンのテレビコマーシャルはすべて石井克人演出。
- 4月29日 - 『ズームイン×スッキリ!!』（日本テレビ）で5:20 - 9:55、1日限りの融合番組。
- 5月28日 - 大分放送（TBS系）が当日18:55 - 20:54にOBS開局55周年記念スポーツスペシャルと題してセ・パ交流戦「横浜ベイスターズ対福岡ソフトバンクホークス第1回戦」の模様を新大分球場から生中継。プロ野球チームを有しない地域の局が本来のゴールデンタイムの全国ネット番組（当日は「水トク!・知っとこ!スペシャル版」）を差し替えてプロ野球中継を放映するのは極めて異例である（なお、TBSニュースバードともサイマル放送された。またホークスの地元でもあるRKB毎日放送は未放送＝「水トク!」を放送）。
- 6月6日 - 6月8日 - NHK総合が同日から翌々8日にかけて環境問題をテーマにした長時間特別番組「SAVE THE FUTURE」（総合司会：藤原紀香、松本和也アナウンサー）を放送。
  - 6月8日 - 日本テレビが先述の「SAVE - 」同様環境問題をテーマにした長時間特別番組「Touch! eco 2008 明日のために…55の挑戦?スペシャル」（総合司会：みのもんた、メインパーソナリティ：関ジャニ∞ほか）を8:00 - 21:00に放送。なお「SAVE - 」と生放送時間が被っている他、よみうりテレビなど一部ネット局では同番組を中断し同局制作の「たかじんのそこまで言って委員会」を通常放送していた。
- 6月14日 - テレビ宮崎の生放送番組「JAGAJAGA天国」で柳田哲志アナウンサーが水田に頭から突っ込み、一時全身麻痺の重傷を負う。
- 6月17日 - 『はなまるマーケット』（TBS）、放送3000回目。放送3000回のこの日限定で1時間拡大版。
- 7月12日 - 日本テレビでネプチューン・くりぃむしちゅー・チュートリアルによるバラエティ番組『しゃべくり007』が放送開始（2025年現在も継続中）。
- 7月13日 - 始まったばかりの『サキヨミ』（フジテレビ）のメインキャスター・山本モナがスキャンダルにより出演自粛。
- 9月1日 - NHKと民放テレビ各局、通常番組放送中の21時30分頃、福田康夫内閣総理大臣（当時）の辞任会見を生中継。フジテレビでは『太陽と海の教室』を30分中断して会見の模様を放送した。
- 10月5日 - 中部日本放送は前日10月4日に覚醒剤取締法及び大麻取締法違反で現行犯逮捕されたある俳優が出演中のひるドラ『キッパリ!!』の打ち切りを発表。
- 10月13日 - 「ナショナル劇場」（TBS）、スポンサーの社名変更に伴い放送枠タイトルを「パナソニック ドラマシアター」に改称。

## その他のテレビに関する話題
- 1月9日 - 新潟放送で午前中に放送用電源装置定期点検ミスで放送事故。
- 『朱蒙』の主演・チュモン役声優が36話以降、宮野真守→小杉十郎太と変更、波紋を呼ぶ。
- 1月16日早朝 - 日本海テレビジョン放送で電波伝送装置に異常をきたし放送事故。
- 1月24日 - NHKの橋本元一会長、永井多恵子副会長が職員によるインサイダー取引問題を巡り任期満了当日に辞任。前任者の海老沢勝二に続き2代続けての辞任となった。
- 1月25日 - NHKの新会長に福地茂雄元アサヒビール会長が就任。池田芳蔵（三井物産会長）以来、20年ぶりの外部出身者。
- 3月3日早朝 - テレビ熊本のデジタル放送が約50分間にわたり、一部メーカーのテレビで受信出来なくなるトラブルが発生。ワンセグも5時間45分にわたり受信できない状態になった。アナログ放送には異常はなかった。
- 3月31日 - NHKの堀尾正明アナウンサー、テレビ東京の亀井京子アナウンサーが同局を退職。
- 4月1日 - 改正放送法が施行され、ワンセグ放送の地上アナログ/デジタル放送との非サイマル放送が可能となる。日本テレビはプロ野球・巨人戦のワンセグ独自中継を試験的に実施。
- 4月17日 - 『発掘!あるある大事典II』の捏造問題で日本民間放送連盟を除名された関西テレビが北京オリンピック中継の放送に影響が出ることから同連盟に制限付き（会員活動の停止）で再入会した。同年10月27日に制限が解除され民放連に完全復帰した。
- 7月4日 - 地上・BSデジタル放送（WOWOW等一部のチャンネルを除く）のコピー・ワンスが緩和され、ダビング10が導入される。権利者団体と録画機器メーカー団体の対立で約1ヶ月延期された。
- 7月6日 - 青森朝日放送の取材ヘリコプターが大間崎沖に墜落し、同局の木村慎吾アナウンサーら4人が行方不明に。
- 7月24日 - 地上アナログ放送の停波まで3年。テレビ各局がアナログ放送停波の周知徹底を強化[3]。
- 10月5日 - 日テレアナウンサー20名（鷹西美佳、松本志のぶら）が『言葉を発する楽器』となり、東京都交響楽団と合同でコンサート「アナウンサーコンチェルト」（東京 渋谷Bunkamuraオーチャードホール）を開催、11月2日に日テレで放送。
- 12月29日 - NHK教育テレビが節電とCO2削減のため12:30から21:30まで9時間の短縮放送を実施。
- 12月 - 金融危機でテレビ局、減益減収相次ぐ。

## 周年

### 番組
- 2月
  - 放送開始5周年 - 『プリキュアシリーズ』（朝日放送）[注 1]
- 3月
  - 放送開始20周年 - 『探偵!ナイトスクープ』（朝日放送）
  - 放送開始10周年 - 『FNNスーパーニュース』（フジテレビ）
- 4月
  - 放送開始35周年 - 『ポンキッキシリーズ』（フジテレビ、BSフジ）[注 2]
  - 放送開始20周年 - 『ワールドビジネスサテライト』（テレビ東京）
  - 放送開始15周年 - 『NHKニュースおはよう日本』、『NHKニュース7』、『クローズアップ現代』（以上NHK総合）、『天才てれびくん』シリーズ（NHK教育）[注 3]、『忍たま乱太郎』シリーズ（NHK）、『COUNT DOWN TV』（TBS）、『朝だ!生です旅サラダ』（朝日放送）
  - 放送開始10周年 - 『さわやか自然百景』（NHK札幌放送局 / NHK総合）、『情熱大陸』（毎日放送）
- 5月
  - 放送開始25周年 - 『レディス4』（テレビ東京）
- 8月
  - 放送開始30周年 - 『24時間テレビ 「愛は地球を救う」』（日本テレビ / NNN・NNS31局）[注 4]
- 10月
  - 放送開始25周年 - 『THE フィッシング』（テレビ大阪）
  - 放送開始20周年 - 『それいけ!アンパンマン』（日本テレビ）
  - 放送開始15周年 - 『ダウンタウンDX』（読売テレビ）、『クイズ!紳助くん』（朝日放送）、『どうぶつ奇想天外!』（TBS）
  - 放送開始10周年 - 『『ぷっ』すま』、『いきなり!黄金伝説。』[4]（以上、テレビ朝日）、『おじゃる丸』シリーズ（NHK教育）、『ドライブ A GO!GO!』（テレビ東京、現『ドラGO!』）
- 11月
  - 放送開始40周年記念 - 『HTBニュース』（北海道テレビ）

### 開局・放送開始
- 開局××周年番組が例年より多い。（札幌テレビ放送、北海道テレビ放送も実施）2008年の日本#周年も参照。
  - テレビ朝日開局50周年。

## 記念回

### 帯番組
- 3000回 - はなまるマーケット（6月17日、TBS）
- 2000回 - ちちんぷいぷい（4月24日、毎日放送）

### レギュラー番組
- 900回 - ダウンタウンのガキの使いやあらへんで!!（4月20日、日本テレビ）
- 700回
  - 2月11日 - 世界まる見え!テレビ特捜部（日本テレビ）
  - 12月13日 - チューボーですよ!（TBS）
- 600回
  - 3月1日 - ランク王国（TBS）
  - 8月24日 - どうぶつ奇想天外!（TBS）
  - 10月27日 - HEY!HEY!HEY! MUSIC CHAMP（フジテレビ）
  - 11月19日 - ためしてガッテン（NHK総合）
- 500回
  - 5月25日 - 情熱大陸（毎日放送）
  - 7月27日 - ドライブ A GO!GO!（テレビ東京）
  - 8月28日 - うたばん（TBS）
- 400回  - 美の巨人たち（4月12日、テレビ東京）
- 300回
  - 8月23日 - SmaSTATION!!（テレビ朝日）
  - 8月31日 - 行列のできる法律相談所（日本テレビ）

## 視聴率
数字・視聴率はビデオリサーチ関東地区調べ。その他地域別の視聴率はその他テレビに関する話題に。

### ニュース
| 順位 | 視聴率 | 放送日   | 番組名               | 放送局     |
| ---- | ------ | -------- | -------------------- | ---------- |
| 1    | 24.3%  | 8月16日  | NHKニュース7         | NHK総合    |
| 2    | 23.9%  | 6月8日   | ニュース・ 気象情報  | NHK総合    |
| 3    | 23.8%  | 8月8日   | ニュース・ 気象情報  | NHK総合    |
| 3    | 23.8%  | 8月30日  | ニュース・ 気象情報  | NHK総合    |
| 5    | 23.7%  | 8月9日   | NHKニュース7         | NHK総合    |
| 6    | 23.4%  | 2月3日   | ニュース・ 気象情報  | NHK総合    |
| 6    | 23.4%  | 10月5日  | ニュース・ 気象情報  | NHK総合    |
| 8    | 23.1%  | 7月27日  | ニュース・ 気象情報  | NHK総合    |
| 9    | 23.0%  | 9月7日   | ニュース・ 気象情報  | NHK総合    |
| 10   | 22.5%  | 8月12日  | ニュース・ 気象情報  | NHK総合    |
| 11   | 22.0%  | 7月13日  | ニュース・ 気象情報  | NHK総合    |
| 11   | 22.0%  | 11月30日 | ニュース・ 気象情報  | NHK総合    |
| 13   | 21.8%  | 6月15日  | ニュース・ 気象情報  | NHK総合    |
| 13   | 21.8%  | 7月6日   | ニュース・ 気象情報  | NHK総合    |
| 15   | 21.7%  | 1月27日  | ニュース・ 気象情報  | NHK総合    |
| 15   | 21.7%  | 3月2日   | ニュース・ 気象情報  | NHK総合    |
| 17   | 21.5%  | 8月24日  | ニュース・ 気象情報  | NHK総合    |
| 18   | 21.4%  | 4月13日  | ニュース・ 気象情報  | NHK総合    |
| 19   | 21.2%  | 6月8日   | NHKニュース7         | NHK総合    |
| 20   | 21.1%  | 2月24日  | ニュース・ 気象情報  | NHK総合    |
| 20   | 21.1%  | 6月29日  | ニュース・ 気象情報  | NHK総合    |
| 20   | 21.1%  | 7月20日  | ニュース・ 気象情報  | NHK総合    |
| 20   | 21.1%  | 9月28日  | ニュース・ 気象情報  | NHK総合    |
| 24   | 21.0%  | 1月20日  | ニュース・ 気象情報  | NHK総合    |
| 24   | 21.0%  | 6月29日  | ニュース・ 気象情報  | NHK総合    |
| 24   | 21.0%  | 8月29日  | NHKニュース7         | NHK総合    |
| 27   | 20.9%  | 5月11日  | ニュース・ 気象情報  | NHK総合    |
| 28   | 20.7%  | 2月3日   | 真相報道 バンキシャ! | 日本テレビ |
| 28   | 20.7%  | 10月12日 | NHKニュース7         | NHK総合    |
| 30   | 20.6%  | 2月3日   | NHKニュース7         | NHK総合    |
| 30   | 20.6%  | 2月9日   | NHKニュース7         | NHK総合    |
| 30   | 20.6%  | 3月9日   | NHKニュース7         | NHK総合    |
| 30   | 20.6%  | 5月14日  | NHKニュース7         | NHK総合    |
| 30   | 20.6%  | 5月30日  | NHKニュース7         | NHK総合    |
| 30   | 20.6%  | 9月6日   | NHKニュース7         | NHK総合    |
| 30   | 20.6%  | 3月18日  | 首都圏ニュース845    | NHK総合    |
| 30   | 20.6%  | 8月3日   | ニュース・ 気象情報  | NHK総合    |
| 38   | 20.5%  | 9月8日   | 首都圏ニュース845    | NHK総合    |
| 39   | 20.4%  | 3月16日  | ニュース・ 気象情報  | NHK総合    |
| 39   | 20.4%  | 4月20日  | ニュース・ 気象情報  | NHK総合    |
| 39   | 20.4%  | 5月18日  | ニュース・ 気象情報  | NHK総合    |
| 39   | 20.4%  | 6月12日  | NHKニュース7         | NHK総合    |
| 39   | 20.4%  | 8月21日  | NHKニュース7         | NHK総合    |
| 44   | 20.2%  | 6月10日  | 首都圏ニュース845    | NHK総合    |
| 44   | 20.2%  | 9月16日  | NHKニュース7         | NHK総合    |
| 44   | 20.2%  | 9月28日  | NHKニュース7         | NHK総合    |
| 47   | 20.1%  | 6月29日  | 真相報道 バンキシャ! | 日本テレビ |

### スポーツ
| 順位 | 視聴率 | 放送日               | 番組名                                                            | 放送局     |
| ---- | ------ | -------------------- | ----------------------------------------------------------------- | ---------- |
| 1    | 37.3%  | 8月8日 20:55-25:10   | 北京五輪開会式                                                    | NHK総合    |
| 2    | 30.6%  | 8月21日 19:30-22:30  | 北京五輪 ソフトボール決勝 「日本×アメリカ合衆国」                 | NHK総合    |
| 3    | 28.2%  | 11月9日 18:10-21:42  | 日本シリーズ第7戦 巨人対西武                                      | 日本テレビ |
| 4    | 28.1%  | 8月17日 8:00-11:30   | 北京五輪 女子マラソン                                             | 日本テレビ |
| 5    | 27.7%  | 1月3日 7:50-14:18    | 第84回箱根駅伝 復路                                               | 日本テレビ |
| 6    | 27.0%  | 8月13日 21:25-23:13  | 北京五輪 野球予選リーグ 日本×キューバ                             | NHK総合    |
| 7    | 26.3%  | 3月8日 19:43-20:54   | WBC世界フライ級タイトルマッチ「内藤大助×ポンサクレック」          | TBS        |
| 8    | 26.0%  | 8月17日 18:10-18:47  | 北京五輪 女子レスリング フリースタイル決勝63Kg級・72Kg級          | NHK総合    |
| 9    | 25.7%  | 3月9日 12:00-14:55   | 2008名古屋国際女子マラソン                                        | フジテレビ |
| 10   | 25.6%  | 12月23日             | WBC世界フライ級タイトルマッチ「内藤大助×山口真吾」                | TBS        |
| 11   | 25.4%  | 8月15日 19:05-21:04  | 北京五輪 柔道 男子100Kg級・女子78Kg級                             | NHK総合    |
| 12   | 25.4%  | 1月2日 7:50-14:05    | 第84回箱根駅伝 往路                                               | 日本テレビ |
| 13   | 25.1%  | 8月24日 20:55-23:00  | 北京五輪閉会式                                                    | NHK総合    |
| 14   | 24.4%  | 1月27日              | 大相撲初場所千秋楽                                                | NHK総合    |
| 15   | 24.9%  | 8月16日 18:04-19:07  | 北京五輪 女子レスリング フリースタイル決勝48Kg級・55Kg級他        | NHK総合    |
| 16   | 24.3%  | 3月21日              | 世界フィギュアスケート選手権2008 女子フリー                       | フジテレビ |
| 17   | 23.1%  | 12月21日 19:15-21:24 | 全日本フィギュアスケート選手権2009 女子フリー                     | フジテレビ |
| 18   | 22.9%  | 11月23日 17:00-18:00 | 大相撲九州場所千秋楽                                              | NHK総合    |
| 19   | 22.8%  | 8月17日 18:49-19:17  | 北京五輪 女子レスリング フリースタイル決勝63Kg級・72Kg級          | NHK総合    |
| 20   | 22.4%  | 8月20日 21:24-23:10  | 北京五輪 野球予選リーグ 「日本×アメリカ」 卓球女子シングルス3回戦 | NHK総合    |
| 21   | 21.9%  | 8月9日 19:00-20:43   | 北京五輪 柔道 女子48Kg・男子60Kg決勝                              | NHK総合    |
| 22   | 21.7%  | 2月16日              | 土曜プレミアム・四大陸フィギュアスケート選手権2008女子フリー      | フジテレビ |
| 23   | 21.6%  | 8月22日 20:27-22:30  | 北京五輪 陸上決勝男子400mリレー 新体操団体予選 他                 | NHK総合    |
| 24   | 21.5%  | 8月24日 8:20-11:00   | 北京五輪 男子マラソン                                             | NHK総合    |
| 25   | 21.2%  | 2月16日              | 北京五輪 バレーボール世界最終予選 日本×アルゼンチン               | フジテレビ |
| 26   | 21.1%  | 8月12日 19:30-21:20  | 北京五輪 競泳男子200m平泳ぎ予選 他                                | NHK総合    |
| 27   | 20.9%  | 11月8日 18:10-21:41  | 日本シリーズ第6戦 巨人対西武                                      | 日本テレビ |
| 27   | 20.9%  | 11月29日 19:30-20:45 | NHK杯フィギュアスケート 女子シングル・フリー                      | NHK総合    |
| 29   | 20.7%  | 10月25日             | クライマックスシリーズ・セ第4戦 巨人対中日                        | 日本テレビ |
| 30   | 20.6%  | 2月17日 9:00-11:40   | 東京マラソン                                                      | 日本テレビ |
| 31   | 20.5%  | 5月24日              | 大相撲夏場所14日目                                                | NHK総合    |
| 32   | 20.2%  | 8月19日 19:30-23:00  | 北京五輪 野球予選リーグ「中国×日本」                              | NHK総合    |
| 32   | 20.2%  | 11月6日 18:04-21:54  | 日本シリーズ第5戦 西武対巨人                                      | テレビ朝日 |

### テレビドラマ・映画
| 順位 | 視聴率 | 放送日               | 番組名                                                  | 放送局     |
| ---- | ------ | -------------------- | ------------------------------------------------------- | ---------- |
| 1    | 29.2%  | 11月30日             | 篤姫                                                    | NHK総合    |
| 2    | 28.1%  | 10月5日              | 篤姫                                                    | NHK総合    |
| 3    | 27.8%  | 12月7日              | 篤姫                                                    | NHK総合    |
| 4    | 27.7%  | 8月17日              | 篤姫                                                    | NHK総合    |
| 4    | 27.7%  | 9月7日               | 篤姫                                                    | NHK総合    |
| 6    | 27.4%  | 7月14日 21:00-22:24  | CHANGE（最終回）                                        | フジテレビ |
| 7    | 26.4%  | 4月19日 21:00-22:24  | ごくせん（初回）                                        | 日本テレビ |
| 7    | 26.4%  | 8月10日              | 篤姫                                                    | NHK総合    |
| 7    | 26.4%  | 8月24日              | 篤姫                                                    | NHK総合    |
| 10   | 26.3%  | 10月19日             | 篤姫                                                    | NHK総合    |
| 11   | 26.2%  | 7月13日              | 篤姫                                                    | NHK総合    |
| 12   | 26.1%  | 9月14日              | 篤姫                                                    | NHK総合    |
| 12   | 26.1%  | 9月21日              | 篤姫                                                    | NHK総合    |
| 14   | 26.0%  | 7月6日               | 篤姫                                                    | NHK総合    |
| 15   | 25.8%  | 7月27日              | 篤姫                                                    | NHK総合    |
| 16   | 25.7%  | 6月15日              | 篤姫                                                    | NHK総合    |
| 17   | 25.6%  | 8月30日 21:28-23:28  | 24時間テレビドラマ 「みゅうの足（あんよ）パパにあげる」 | 日本テレビ |
| 18   | 25.3%  | 3月2日               | 篤姫                                                    | NHK総合    |
| 18   | 25.3%  | 5月17日              | ごくせん                                                | 日本テレビ |
| 20   | 25.1%  | 5月10日              | ごくせん                                                | 日本テレビ |
| 20   | 25.1%  | 11月23日             | 篤姫                                                    | NHK総合    |
| 22   | 24.8%  | 4月26日              | ごくせん                                                | 日本テレビ |
| 22   | 24.8%  | 6月1日               | 篤姫                                                    | NHK総合    |
| 22   | 24.8%  | 6月8日               | 篤姫                                                    | NHK総合    |
| 25   | 24.7%  | 3月16日              | 篤姫                                                    | NHK総合    |
| 25   | 24.7%  | 6月29日              | 篤姫                                                    | NHK総合    |
| 25   | 24.7%  | 9月28日              | 篤姫                                                    | NHK総合    |
| 28   | 24.6%  | 5月11日              | 篤姫                                                    | NHK総合    |
| 28   | 24.6%  | 8月3日               | 篤姫                                                    | NHK総合    |
| 30   | 24.5%  | 10月26日             | 篤姫                                                    | NHK総合    |
| 31   | 24.4%  | 5月25日              | 篤姫                                                    | NHK総合    |
| 32   | 24.3%  | 7月20日              | 篤姫                                                    | NHK総合    |
| 32   | 24.3%  | 11月16日             | 篤姫                                                    | NHK総合    |
| 34   | 24.2%  | 5月18日              | 篤姫                                                    | NHK総合    |
| 34   | 24.2%  | 10月12日             | 篤姫                                                    | NHK総合    |
| 36   | 24.0%  | 2月3日               | 篤姫                                                    | NHK総合    |
| 37   | 23.8%  | 3月9日               | 篤姫                                                    | NHK総合    |
| 37   | 23.8%  | 5月12日 21:00-22:24  | CHANGE（初回）                                          | フジテレビ |
| 39   | 23.7%  | 4月13日              | 篤姫                                                    | NHK総合    |
| 40   | 23.6%  | 2月8日 21:03-23:39   | 金曜特別ロードショー デスノートthe Last name            | 日本テレビ |
| 40   | 23.6%  | 6月28日 21:00-22:24  | ごくせん（最終回）                                      | 日本テレビ |
| 42   | 23.5%  | 3月23日              | 篤姫                                                    | NHK総合    |
| 42   | 23.5%  | 11月2日              | 篤姫                                                    | NHK総合    |
| 44   | 23.3%  | 5月3日               | ごくせん                                                | 日本テレビ |
| 44   | 23.3%  | 8月31日              | 篤姫                                                    | NHK総合    |
| 46   | 23.1%  | 4月27日              | 篤姫                                                    | NHK総合    |
| 47   | 23.0%  | 5月19日              | CHANGE                                                  | フジテレビ |
| 48   | 22.8%  | 6月19日              | ラスト・フレンズ（最終回）                              | フジテレビ |
| 49   | 22.7%  | 1月27日              | 篤姫                                                    | NHK総合    |
| 49   | 22.7%  | 2月10日              | 篤姫                                                    | NHK総合    |
| 51   | 22.6%  | 6月22日              | 篤姫                                                    | NHK総合    |
| 51   | 22.6%  | 11月9日              | 篤姫                                                    | NHK総合    |
| 51   | 22.6%  | 12月19日             | 流星の絆（最終回）                                      | TBS        |
| 54   | 22.4%  | 1月14日 21:00-23:09  | 薔薇のない花屋（初回）                                  | フジテレビ |
| 54   | 22.4%  | 2月24日              | 篤姫                                                    | NHK総合    |
| 54   | 22.4%  | 4月20日              | 篤姫                                                    | NHK総合    |
| 54   | 22.4%  | 5月26日              | CHANGE                                                  | フジテレビ |
| 58   | 22.3%  | 4月6日               | 篤姫                                                    | NHK総合    |
| 58   | 22.3%  | 7月7日               | CHANGE                                                  | フジテレビ |
| 60   | 22.1%  | 3月24日 21:00-22:09  | 薔薇のない花屋（最終回）                                | フジテレビ |
| 61   | 21.9%  | 5月31日              | ごくせん                                                | 日本テレビ |
| 62   | 21.6%  | 2月17日              | 篤姫                                                    | NHK総合    |
| 63   | 21.5%  | 4月5日               | SP・スペシャルアンコール特別編                          | フジテレビ |
| 64   | 21.4%  | 1月20日              | 篤姫                                                    | NHK総合    |
| 64   | 21.4%  | 12月21日             | 日曜洋画劇場 ダイ・ハード3                              | テレビ朝日 |
| 66   | 21.3%  | 6月7日               | ごくせん                                                | 日本テレビ |
| 67   | 21.2%  | 7月3日 21:00-22:09   | コード・ブルー -ドクターヘリ緊急救命-（初回）           | フジテレビ |
| 67   | 21.2%  | 10月17日 22:00-23:09 | 流星の絆（初回）                                        | TBS        |
| 69   | 21.1%  | 5月24日              | ごくせん                                                | 日本テレビ |
| 70   | 21.0%  | 1月5日 21:03-23:30   | のだめカンタービレ inヨーロッパ第2夜                    | フジテレビ |
| 71   | 20.9%  | 5月4日               | 篤姫                                                    | NHK総合    |
| 71   | 20.9%  | 6月23日 21:00-22:09  | CHANGE                                                  | フジテレビ |
| 73   | 20.8%  | 10月4日 21:00-23:10  | 土曜プレミアム・ガリレオ エピソードゼロ                 | フジテレビ |
| 74   | 20.7%  | 6月12日              | ラスト・フレンズ                                        | フジテレビ |
| 74   | 20.7%  | 11月12日             | 相棒                                                    | テレビ朝日 |
| 76   | 20.6%  | 5月3日 21:00-22:51   | 土曜ワイド劇場特別企画相棒 劇場版公開記念SP!            | テレビ朝日 |
| 77   | 20.5%  | 7月21日              | 太陽と海の教室（初回）                                  | フジテレビ |
| 78   | 20.4%  | 1月13日              | 篤姫                                                    | NHK総合    |
| 79   | 20.3%  | 1月6日 20:00-21:00   | 篤姫（初回）                                            | NHK総合    |
| 80   | 20.2%  | 2月2日 21:00-23:06   | 特命係長 只野仁'08SP                                    | テレビ朝日 |
| 81   | 20.1%  | 10月9日 22:00-23:09  | 風のガーデン（初回）                                    | フジテレビ |

### 情報・バラエティ番組
| 順位 | 視聴率 | 放送日               | 番組名                                                               | 放送局     |
| ---- | ------ | -------------------- | -------------------------------------------------------------------- | ---------- |
| 1    | 42.1%  | 12月31日 21:30-23:45 | 第59回NHK紅白歌合戦・第2部                                           | NHK総合    |
| 2    | 35.7%  | 12月31日 19:20-21:25 | 第59回NHK紅白歌合戦・第2部                                           | NHK総合    |
| 3    | 30.2%  | 8月31日 19:00-20:54  | 24時間テレビ31 「愛は地球を救う」                                    | 日本テレビ |
| 4    | 26.4%  | 5月11日 21:00-22:24  | 行列のできる法律相談所プレゼンツ 100枚の絵でカンボジアに学校を       | 日本テレビ |
| 5    | 25.7%  | 12月31日 23:45-24:15 | ゆく年くる年                                                         | NHK総合    |
| 6    | 24.1%  | 1月23日              | はねるのトびら                                                       | フジテレビ |
| 7    | 23.7%  | 12月21日             | M-1グランプリ2008決勝                                                | テレビ朝日 |
| 8    | 23.6%  | 1月13日 21:00-22:54  | 行列のできる法律相談所SP                                             | 日本テレビ |
| 8    | 23.6%  | 9月3日               | はねるのトびら                                                       | フジテレビ |
| 10   | 23.5%  | 9月3日               | クイズ!ヘキサゴンII                                                  | フジテレビ |
| 11   | 23.4%  | 4月13日 21:00-22:54  | 行列のできる法律相談所SP23                                           | 日本テレビ |
| 12   | 23.1%  | 6月1日               | 行列のできる法律相談所                                               | 日本テレビ |
| 13   | 22.9%  | 5月28日              | はねるのトびら                                                       | フジテレビ |
| 13   | 22.9%  | 11月3日              | 報道発 ドキュメンタリ宣言                                            | テレビ朝日 |
| 15   | 22.5%  | 10月5日              | 笑点                                                                 | 日本テレビ |
| 15   | 22.5%  | 11月12日             | 爆笑レッドカーペット                                                 | フジテレビ |
| 17   | 22.4%  | 2月3日               | 笑点                                                                 | 日本テレビ |
| 17   | 22.4%  | 7月2日               | はねるのトびら                                                       | フジテレビ |
| 19   | 22.3%  | 3月26日 19:00-21:54  | クイズ!ヘキサゴンII超クイズパレード! 春の3時間スペシャル!            | フジテレビ |
| 20   | 22.0%  | 3月2日               | 行列のできる法律相談所                                               | 日本テレビ |
| 21   | 21.8%  | 8月27日              | はねるのトびら                                                       | フジテレビ |
| 21   | 21.8%  | 11月24日 19:00-20:54 | ネプリーグ芸能界超常識王決定戦SP                                     | フジテレビ |
| 23   | 21.7%  | 1月14日              | SMAP×SMAP生弾丸ファイトSP!                                           | フジテレビ |
| 24   | 21.5%  | 6月29日              | 行列のできる法律相談所                                               | 日本テレビ |
| 24   | 21.5%  | 8月27日              | クイズ!ヘキサゴンII                                                  | フジテレビ |
| 26   | 21.3%  | 11月23日 19:00-22:24 | 行列のできる法律相談所プレゼンツ カンボジアに学校を完結SP            | 日本テレビ |
| 27   | 21.1%  | 4月5日 19:00-20:54   | めちゃ×2イケてるッ!2億4千万の瞳そして青い珊瑚礁スペシャル!!（2部）   | フジテレビ |
| 27   | 21.1%  | 6月29日              | 笑点                                                                 | 日本テレビ |
| 27   | 21.1%  | 7月16日              | クイズ!ヘキサゴンII                                                  | フジテレビ |
| 27   | 21.1%  | 10月1日 19:00-21:54  | クイズ!ヘキサゴンII超クイズパレード 秋の3時間ファミリースペシャル    | フジテレビ |
| 27   | 21.1%  | 11月9日              | 行列のできる法律相談所                                               | 日本テレビ |
| 32   | 21.0%  | 2月3日               | 行列のできる法律相談所                                               | 日本テレビ |
| 32   | 21.0%  | 6月22日              | 熱血!平成教育学院                                                    | フジテレビ |
| 34   | 20.8%  | 3月21日 21:00-22:54  | 中居正広の金スマ! 波瀾万丈スペシャル!                                | TBS        |
| 34   | 20.8%  | 3月22日 21:00-22:54  | エンタの神様・あなたが選んだもう一度みたい 傑作ネタ&新ネタ大大連発SP | 日本テレビ |
| 34   | 20.8%  | 6月8日               | 行列のできる法律相談所                                               | 日本テレビ |
| 34   | 20.8%  | 7月6日               | おしゃれイズム親子SP                                                 | 日本テレビ |
| 34   | 20.8%  | 8月24日              | 笑点                                                                 | 日本テレビ |
| 39   | 20.7%  | 4月30日 19:00-21:54  | クイズ!ヘキサゴンII超クイズパレード GW3時間SP!                       | フジテレビ |
| 39   | 20.7%  | 5月8日               | とんねるずのみなさんのおかげでした                                   | フジテレビ |
| 39   | 20.7%  | 9月17日 19:00-21:48  | クイズ!ヘキサゴンII超クイズパレード 夏の南紀白浜合宿3時間SP!         | フジテレビ |
| 42   | 20.6%  | 2月24日              | 行列のできる法律相談所                                               | 日本テレビ |
| 42   | 20.6%  | 9月7日               | 笑点                                                                 | 日本テレビ |
| 44   | 20.5%  | 1月27日              | 行列のできる法律相談所                                               | 日本テレビ |
| 44   | 20.5%  | 5月4日               | 行列のできる法律相談所                                               | 日本テレビ |
| 44   | 20.5%  | 5月28日              | クイズ!ヘキサゴンII                                                  | フジテレビ |
| 44   | 20.5%  | 10月19日             | 笑点                                                                 | 日本テレビ |
| 44   | 20.5%  | 11月5日              | ザ!世界仰天ニュース                                                  | 日本テレビ |
| 49   | 20.3%  | 2月13日              | クイズ!ヘキサゴンII                                                  | フジテレビ |
| 49   | 20.3%  | 2月13日              | はねるのトびら                                                       | フジテレビ |
| 49   | 20.3%  | 5月25日              | 行列のできる法律相談所                                               | 日本テレビ |
| 52   | 20.2%  | 1月3日 18:30-20:54   | 新春ネプリーグ芸能界超常識王決定戦SP                                 | フジテレビ |
| 52   | 20.2%  | 5月3日               | エンタの神様                                                         | 日本テレビ |
| 52   | 20.2%  | 5月26日              | SMAP×SMAP                                                            | フジテレビ |
| 55   | 20.1%  | 3月12日              | はねるのトびら                                                       | フジテレビ |
| 55   | 20.1%  | 4月6日               | 行列のできる法律相談所                                               | 日本テレビ |
| 55   | 20.1%  | 6月25日 19:57-22:48  | 爆笑レッドカーペット満点大笑い3時間SP                                | フジテレビ |
| 58   | 20.0%  | 2月10日              | 行列のできる法律相談所                                               | 日本テレビ |

### アニメ
| 順位 | 視聴率 | 放送日               | 番組名                 | 放送局     |
| ---- | ------ | -------------------- | ---------------------- | ---------- |
| 1    | 21.7%  | 2月3日               | サザエさん             | フジテレビ |
| 2    | 21.3%  | 2月10日              | サザエさん             | フジテレビ |
| 2    | 21.3%  | 11月30日             | サザエさん             | フジテレビ |
| 4    | 20.9%  | 11月16日 18:00-19:00 | サザエさん40周年記念SP | フジテレビ |
| 5    | 20.5%  | 1月27日              | サザエさん             | フジテレビ |
| 6    | 20.0%  | 2月17日              | サザエさん             | フジテレビ |

## 報道・情報番組

### 1月開始
- 1月7日開始
  - 温★時間（岡山放送）
  - ミニカフェ（岡山放送）

### 3月終了
- 3月9日終了 - わくわく授業 わたしの教え方（NHK教育）
- 3月27日 - くちコミ☆ジョニー!（日本テレビ）終了
- 3月28日終了
  - えき☆スタ発（北海道文化放送）
  - ともだっち〜ず（北海道文化放送）
  - ゴジてれシャトル（福島中央テレビ）
  - 信州まるごとワイド。キャッチ!（信越放送）
  - ユメイロ。ナイト倶楽部（北海道放送）
  - テレビ宣言（広島テレビ）
- 3月29日終了
  - うふふのぷ（関西テレビ）打ち切り
  - ワールドビジネスサテライト土曜版（テレビ東京）撤廃
  - 晴れドキ（中部日本放送）
  - 特報ズバッ!（岡山放送）

### 3月開始
- 3月28日 - 早ズバッ!ナマたまご（TBS）
- 3月29日〜7月31日 - アナ☆パラ（日本テレビ）
- 3月31日開始
  - NHKニュース おはよう日本平日全国ニュースを15分拡大し、7時45分までに。
  - 情報ライブ ミヤネ屋（読売テレビ制作、日本テレビ）-  一部地域除くネット番組から（第1部のみ）全国ネット番組に昇格。9月1日から日本テレビでも第2部のネット開始。
  - えきニジ（北海道文化放送）
  - ゴジてれ Chu !（福島中央テレビ）
  - 3時は!ららら♪（信越放送）
  - サワダデス。[5]（九州朝日放送）
  - あほやねん!すきやねん!（NHK大阪）
  - 旬感テレビ派ッ!（広島テレビ）

### 4月開始
- 4月3日 - ユメイロ。シネマ倶楽部（北海道放送）
- 4月4日 - BIKEINA TV（中部日本放送）
- 4月4日 - 買物大スキ!女神の市場（日本テレビ）
- 4月5日開始
  - にじいろジーン（関西テレビ制作、フジテレビ系）
  - ここが聞きたい!名医にQ（NHK教育）
  - 土よう親じかん（NHK教育）
  - 週刊ニュース新書（テレビ東京）開始
  - 知っトク!サタデー[6]（北海道テレビ）
  - なるほどプレゼンター!花咲かタイムズ（中部日本放送）
  - 住人十色（毎日放送）
  - だいすき!北九州（RKB毎日放送）
  - JNN報道特集が報道特集NEXTに改題し、土曜夕方へ移動
  - NHKアーカイブスを土曜日昼間に移動
- 4月6日
  - 地域発!ぐるっと日本（NHK総合）
  - 竹中平蔵・上田晋也のニッポンの作り方（BS朝日、朝日ニュースター）開始 [7]
  - RKBテレビ開局50周年記念番組「吉岡忍と見るRKBテレビ50選」（RKB毎日放送）
  - かながわ旬菜ナビ（テレビ神奈川）
  - 岡崎五朗のクルマでいこう!（テレビ神奈川）
  - 特報!フジテレビ（フジテレビ）
- 4月7日 - モノコト駄菓子屋（BSフジ）
- 4月8日 - e+ラボ（フジテレビ）
- 4月9日 - フジテレビPUSH!（フジテレビ）
- 4月12日
  - 双方向解説 そこが知りたい!（NHK総合）
  - ジェネレーションY〜地球未来図〜（NHK BS1）レギュラー化
- 4月19日 - スーパーニュースSPA（岡山放送）

### 5月開始
- 5月1日 - いま旬TV!（テレビ東京）
- 5月3日 - 6月28日 - 土曜スタジオecoタイムス（北海道放送）
- 5月4日
  - 絶景日本の健康歩き〜ウオーキングプラス〜（フジテレビ）
  - だから いまこそ（BSジャパン）

### 6月終了
- 6月22日 - 新報道プレミアA（関西テレビ、フジテレビ制作）
- 6月27日 - 痛快!エブリデイ（関西テレビ）
- 6月28日 - ハッケン!!（フジテレビ）

### 6月開始
- 6月30日 - ごきげんライフスタイル よ〜いドン!（関西テレビ）

### 7月開始
- 7月5日
  - 森崎博之のあぐり王国北海道（北海道放送）
  - アナオシ!（テレビ東京）
- 7月6日 - サキヨミ（関西テレビ、フジテレビ）
- 7月12日 - めざましどようびメガ（フジテレビ）
- 7月14日 - A×A ダブルエー（テレビ東京）開始

### 7月終了
- 7月11日 - クリップクラップ（テレビ東京）
- 7月16日 - 水トク!（TBS）打ち切り

### 8月開始
- 8月1日 - ゴゴドラ（日本テレビ）

### 9月開始
- 9月5日 - ミニアナ（北海道放送）開始
- 9月14日 - ドラマ三姉妹+長男（札幌テレビ）開始
- 9月29日
  - スパイスTV どーも☆キニナル!（フジテレビ）開始
  - NEWS FINE（テレビ東京）開始
  - E-morning（テレビ東京）開始
  - 5時からローカル ゴジカル!（四国放送）放送開始

### 9月終了
- 9月20日 - ブロードキャスター（TBS）打ち切り[8]
- 9月22日 - 主治医が見つかる診療所（テレビ東京）
- 9月26日 
  - 朝はビタミン!（テレビ東京）
  - ニュース&マーケットイレブン（テレビ東京）
  - クロージングベル（テレビ東京）
  - ハピふる!（フジテレビ）放送終了

### 10月開始
- 夜明けのマルシェ（日本テレビ）開始
- 10月4日
  - SUPERうるぐす（日本テレビ）リニューアル改題開始
  - 情報7days ニュースキャスター（TBS）放送開始[9]
- 10月5日 - ネクストウェーブ 一柳良雄の志（BSフジ）開始
- 10月17日 - ODAIBA JUKEBOX（BSイレブン）開始
- 10月22日 - 久米宏のテレビってヤツは!?（TBS）開始
- 10月31日 - プロモ惑星運気予報（テレビ東京）終了

## 教養・ドキュメンタリー番組

### 1月開始
- 1月5日 - 小さな出会い 地球の旅（テレビ北海道。九州放送は1月7日ネット開始、日本海テレビ、広島テレビは2007年から放送中）ネット開始
- 1月7日
  - 敦煌莫高窟・美の全貌（NHK BS2、BSHi）
  - 地球!夢の楽園紀行（BS-i）
  - MJF Beauty（BSジャパン）
- 1月7日-12月30日 - 日めくり万葉集（NHK BSHi）
- 1月8日 - ワールドヒップホテルズ（BSジャパン）
- 1月9日 - ハイビジョンのひととき・日本の名匠〜その技と美〜（BS-i）
- 1月12日
  - ウォーキングプラス+めざせ!健康からだ（BSフジ）
  - Why?（BSイレブン）
- 1月12日〜3月29日 - にっぽん水紀行・冬景色（BS日テレ）
- 3月31日〜7月12日 - 地球グラフィティ（テレビ北海道）

### 3月終了
- 3月6日 - 伝えたい北物語（北海道放送）
- 3月23日 - 世界遺産（TBS）
- 3月26日 - のりスタは〜い!（テレビ東京）
- 3月29日
  - おかあさんといっしょ あそびだいすき!（NHK教育）
  - Qっと!サイエンス（テレビ大阪）

### 4月開始
- 4月1日 - 世界一周!地球に触れる・エコ大紀行日めくり版（NHK BSHi）
- 4月2日
  - のりスタ1・2・3!（テレビ東京）改題リニューアル
  - ヨーロッパ水紀行III（BS日テレ）
  - 歴史ミステリー 古代遺跡の謎（BS日テレ）
- 4月4日 - 超Middle!テレビ（BSフジ）
- 4月5日
  - 北モノ語り〜エコ新書〜（札幌テレビ）
  - 週末の探検家〜夢羅針盤〜（朝日放送）
  - かがくdeムチャミタス!（テレビ大阪）
  - 関口知宏のファーストジャパニーズ（NHK BS1）
  - 世界一周!地球に触れる・エコ大紀行（NHK BSHi）
  - 空の旅から（テレビ東京）
  - 写真家たちの日本紀行 〜未来に残したい情景〜（BSジャパン）
- 4月5日 - 6月21日、マイロード（NHK教育）
- 4月6日
  - 地域発!ぐるっと日本（NHK総合）
  - NHK地球エコ2008（NHK総合）
  - +1journey（フジテレビ）
  - アジアンスマイル（NHK BS1）
  - ネイチャースペシャル（NHK BSHi）
  - トラベリックスIII 〜世界体感旅行〜（BS日テレ）
  - THE世界遺産（TBS）改題リニューアル・枠移動
  - A life（東海テレビ）
- 4月6日 - 4月27日、ザ・ブランド〜名門一族の肖像（WOWOW）
- 4月7日
  - ダーウィンの動物大図鑑 はろ〜!あにまる（NHK BSHi）
  - Beポンキッキ（BSフジ） - 改題リニューアル・レギュラー放送再開
- 4月8日 - 北海道〜旅の悠休日（BSフジ）
- 4月9日 - プラチナ・シート（BSフジ）
- 4月10日
  - 夢★FORCE（フジテレビ）
  - デザインの森（BSフジ）
  - まんまるらくえん日和（BSフジ）
  - 優しさと感動のこだま（BSフジ）
- 4月11日 - SUBARU Presentsキズナのチカラ（BS日テレ）
- 4月14日 - ドキュメント挑戦（NHK総合） - 開始
- 4月19日
  - 発見!人間力[10]（テレビ朝日）
  - 日本の近代建築 モダニズムの世界（BSフジ）
- 4月27日 - 6月29日、絶景!アジア紀行（TBS）
- 4月27日 - ECOスペシャル 森の旅人〜Green Traveler〜（BS日テレ）
- 4月30日 - 証言記録 兵士たちの戦争（NHK BSHi）

### 5月開始
- 5月1日 - 7月24日、エコチャレンジャーズ（札幌テレビ）
- 5月11日 - 堂々現役〜巨匠からのメッセージ（BSフジ）
  - 5月11日 - 5月25日、ザ・ブランド〜飛翔の瞬間（WOWOW）

### 7月開始
- 7月6日 - ワンステップ!（TBS）開始
- 7月11日 - 僕とお魚と水草の時間〜アクアリウムと暮らす〜（BSジャパン）
- 7月12日 - チャンネルΣ（フジテレビ）開始
- 7月19日 - 世界のリゾート料理紀行（テレビ北海道）開始
- 7月23日 - 9月10日、水曜スペシャル（TBS）
- 7月23日 - リ・ボ・ン〜絆物語〜（フジテレビ）開始

### 8月開始
- 8月4日 - アイスロード・トラッカーズ〜北極圏を走れ〜（ヒストリーチャンネル）開始
- 8月7日 - ワオキツネザル今日も大騒ぎ（アニマルプラネット）開始

### 9月開始
- 9月13日 - はるみ知事が行く!全力!ほっかいどう（札幌テレビ）開始

### 9月終了
- 9月30日 - キティズパラダイスPLUS（テレビ東京）

### 10月開始
- 10月2日 - 10月31日、照英X秋の味覚（テレビ東京）
- 10月4日 - 12月27日、ミューズの微笑み ときめき美術館（NHK教育）
- 10月5日
  - 世界遺産の謎（関西テレビ）開始
  - クエスト〜探求者たち〜（WOWOW）開始
  - 世の中進歩堂（BSジャパン）
- 10月6日 - もんすけ医の1ban!〜札幌医科大学の挑戦〜（北海道放送）
- 10月7日 - キティズパラダイスpeace（テレビ東京）改題リニューアル
- 10月14日 - 歴史シリーズ 失われた世界の謎（BS日テレ）
- 10月15日開始
  - 復活の日（TBS）
  - 水曜ノンフィクション（TBS）

### 11月開始
- 11月3日 - 報道発 ドキュメンタリ宣言[11]（テレビ朝日）放送開始

## バラエティ番組

### 1月

#### 1月開始
- 1月5日
  - デーブ&麻里の海外ドラマNAVI（WOWOW）
  - snow sweet life（J SPORTS）[12] 地上波放送開始
- 1月8日
  - イトテツ（テレビ北海道）
- 1月9日
  - 今すぐ使える豆知識 クイズ雑学王（テレビ朝日）ゴールデンタイムへ移動
  - 関根勤5ミニッツ・パフォーマンス（BSフジ）
  - プラネット・キッズ不思議な世界（BSジャパン）
  - TENNIS Walk on!（WOWOW）
- 1月10日 - 九州だんじ（BSフジ）
- 1月12日
  - にっぽん熱中クラブ（NHK BS2）
  - ドタンバ!!（日本テレビ、- 3月29日）
  - みんなのウマ倶楽部（フジテレビ）
- 1月13日 - RCドック（BSフジ）
- 1月14日
  - もえがく★5（BSフジ）
  - 桂由美の白いカフェ（BS朝日）
- 1月19日 - 勉強してきましたクイズ ガリベン（テレビ朝日）レギュラー放送開始
- 1月20日 - 大胆MAP（テレビ朝日） レギュラー放送開始
- 1月22日
  - 三船美佳のずぼらぼ（テレビ埼玉）
  - KOREA ENTER24（チバテレビ）
- 1月23日 - ナニコレ珍百景（テレビ朝日ネオバラエティ）レギュラー放送開始
- 1月24日-3月27日 - AKB1じ59ふん!（日本テレビ）
- 1月27日 - 近未来予測!テレビ ジキル&ハイド（朝日放送）レギュラー放送開始

#### 1月終了
- 1月26日 - ヤレデキ!世界大挑戦（TBS）打ち切り

### 2月

#### 2月開始
- 2月22日 - 衛星魂（BSジャパン）
- 2月25日 - 人生が変わる1分間の深イイ話（日本テレビ）レギュラー放送開始

#### 2月終了
- 2月4日 - 今夜はシャンパリーノ（読売テレビ）打ち切り
- 2月9日 - 地球!ジオグラTV（TBS）打ち切り
- 2月26日 - 頑張る人応援バラエティ 体育の時間（テレビ朝日）打ち切り
- 2月28日 - まるまるちびまる子ちゃん（フジテレビ）

### 3月

#### 3月開始
- 3月31日
  - シャキーン!（NHK教育）
  - ベリキュー!（テレビ東京）

#### 3月終了
- 3月7日 - 独占!金曜日の告白（フジテレビ）
- 3月11日 - 週刊オリラジ経済白書（日本テレビ）
- 3月12日 - 今田ハウジング（日本テレビ）
- 3月14日 
  - 幸せって何だっけ 〜カズカズの宝話〜（フジテレビ）
  - スリルな夜 イケメン合衆国（フジテレビ）
- 3月17日 - 手紙バラエティ 三丁目のポスト（テレビ大阪）
- 3月18日 - 元祖!でぶや（テレビ東京）
- 3月19日
  - 愛のエプロン（テレビ朝日）
  - 世界バリバリ★バリュー（MBS毎日放送）
  - ジャンプ!○○中（フジテレビ）
- 3月20日 - たけしのコマネチ大学数学科（フジテレビ）
- 3月21日 - ウギブギ（TBS）
- 3月22日 - クイズモンスター（NHK総合）
- 3月28日
  - 艶メキッ（日本テレビ）
  - サッカーアース（日本テレビ）
- 3月29日
  - オトナの資格（日本テレビ）
  - たべごろマンマ!（日本テレビ）
  - カイブツ（日本テレビ）
- 3月30日
  - 業界クイズ!ミニキテ（中京テレビ）
  - 爆笑100分テレビ!平成ファミリーズ（日本テレビ）
- 3月31日
  - ささるぅ（日本テレビ）
  - 音リコ!（読売テレビ）

### 4月

#### 4月開始
- NHK
  - 3月8日、4月1日 - テレ遊びパフォー!（総合）
  - 4月2日 - 東京カワイイ★TV（総合）レギュラー放送開始
  - 4月3日放送 - “笑”たいむ2008（BS2）
  - 4月4日
    - にっぽん熱中クラブ（BS2）レギュラー放送開始
    - とくせん（総合）

  - 4月5日
    - めざせ!会社の星（教育、名古屋製作）
    - ザ☆ネットスター!（BS2）レギュラー放送開始

  - 4月6日再開 - 9月28日予定、サラリーマンNEO season3
  - 4月7日 - お好み寄席（BSHi）
  - 4月26日 - 双方向クイズ にっぽん力（BS2、BShi）レギュラー放送開始
- 日本テレビ
  - 4月2日 - モバタレGREAT改題開始
  - 4月4日 - 9月26日、フライデーTVラボ
    - HAPPY!
    - 恋愛新党

  - 4月5日 - 9月27日
    - 全力!Tunes
    - ハッピーミックス

  - 4月5日 - 5月31日、脳天イライラクイズレギュラー放送
  - 4月5日 - 7月5日、LQ〜女をアゲる30分〜
  - 4月6日開始
    - 時空間☆世代バトル 昭和×平成 SHOWはHey! Say!
    - ニッポン縦断おかず発見!ルート88（中京テレビ制作）

  - 4月7日レギュラー放送枠移動改題再開 - 9月22日終了予定、AKB0じ59ふん!
  - 4月7日 - ピーチ流!（読売テレビ）
  - 4月16日レギュラー放送開始 - 日本史サスペンス劇場（初回2時間スペシャル）
- TBS
  - 4月10日 - 社会科ナゾ解明TVひみつのアラシちゃん!
  - 4月11日 - アナCAN
  - 4月15日 - 8月19日、大御所ジャパン!
  - 4月26日レギュラー放送開始（4月12日実質開始） - ウンナン極限ネタバトル! ザ・イロモネア 笑わせたら100万円
- フジテレビ
  - 4月3日 - 全国一斉!日本人テストレギュラー放送開始
  - 4月4日 - 9月19日、検定ジャポンレギュラー放送
  - 4月7日開始
    - 〜ジョーデキ!POP COMPANY〜POP屋（ - 9月22日終了予定）
    - なべあちっ

  - 4月8日再開 - 孝太郎が行く2
  - 4月9日 - 志村屋です。
  - 4月11日 - 一攫千金!日本ルー列島レギュラー放送開始
  - 4月15日 - DIGITAL CONTENT FARM
    - 枠内月1レギュラー「男おばさん 燃えろ!デジコン部」にリニューアル改題

  - 4月16日 - 爆笑レッドカーペットレギュラー放送開始
  - 4月17日 
    - 近未来予報ツギクル開始、フジテレビ On Demandでも配信開始
    - たけしのコマ大数学科改題

  - 4月18日 - 9月19日、理由ある太郎レギュラー放送
  - 4月18日 - 映画の達人開始
- テレビ朝日
  - 4月2日 - 9月24日、ぷりてぃうーまん[13]
  - 4月7日 - リーダー'S ハウ トゥ Book
  - 4月14日 - お試しかっ! ネオバラエティ昇格
  - 4月22日 - 8月26日、ザ・クイズマン! ゴールデンタイム進出
  - 4月23日 - 9月3日、くりぃむナントカ ゴールデンタイム進出
- テレビ東京
  - 4月7日 - 6月30日、うぇぶたま3
  - 4月5日 - ファイテンション☆テレビ
  - 4月6日 - 6月29日、Eネ!ハリウッドスターになろう![14]
  - 4月7日
    - おねがい!マスカット（テレビ大阪）
    - きょうコレッ!
    - Goods BAR

  - 4月10日 - アリケン
  - 4月13日、4月27日 - 9月28日、東京☆女子アナクルーズ
  - 4月14日 - 和風総本家（テレビ大阪）レギュラー放送開始
  - 4月15日 - ありえへん∞世界開始
  - 4月16日 - オニ発注開始
  - 4月20日 - 太一×ケンタロウ 男子ごはん 開始
  - 4月22日 - 新説!?日本ミステリーレギュラー放送開始
- BSフジ
  - 4月5日開始
    - 阿川佐和子のゴルフフォーラム
    - ケイバdeブレイク!

  - 4月7日開始 - Beポンキッキ
  - 4月7日RESTART - GO!GO! EIGO!
  - 4月10日移動改題再開 - 新ウオーキングプラス+
  - 4月11日開始
    - 笑学六年生 〜SIX GRADE ONLY〜
    - おぢさんの小さな旅
- BSイレブン
  - 4月5日 - 不動産王
- 朝日放送
  - 4月6日 - あったか人情コメディ 湯けむりパラダイス!
  - 4月9日 - ナイトinナイト水曜『今ちゃんの「実は…」』
  - 4月11日 - アンタッチャブルのマキマキでやってみよう!!
- テレビ神奈川
  - 4月5日開始 - 学ドリ〜ガクエン・オブ・ドリームス〜
  - 4月9日開始 - 〜遠隔操作バラエティ〜ウドで訊く![15]
- 読売テレビ
  - 4月3日 - WWW
  - 4月5日 - マヨブラ流
  - 4月6日 - グッと!地球便
- 毎日放送
  - 4月5日 - スキマでジャルジャル
  - 4月8日 - よゐこのワケアリ、よゐこ部に改題
  - 4月10日 - なまみつ
  - 4月13日 - 9月21日、世界ウルルン滞在記"ルネサンス"、ウルルン2008 に改題[16][17]
  - 4月23日 - 9月3日、明日使える心理学!テッパン・ノート[17][18]
- 関西テレビ
  - 4月6日 - YOSHI!SPO!VITAL![19]
  - 4月10日 - タナゴコロッジ〜明日を考えながらスープを飲む客人達〜
  - 4月12日 - トミーズのはらぺこ亭、トミーズのはらぺこキッチン 極に改題
  - 4月13日 - おじょママ!Pのリニューアル版おじょママ!F開始
  - 4月14日 - チュートリアルのチューして!
  - 4月15日 - 鉄筋base
- 北海道文化放送
  - 3月31日開始 - みちゅバチのこれ見て!
  - 4月11日開始 - ダイノジのちゅど〜ん!
- 4月8日 - もりすぎ★パンチ（東海テレビ）開始
- 4月22日 - サンドのぼんやり〜ぬTV（東北放送）
- BS朝日
  - 4月5日 - 増田オンチューネット開始
- スペースシャワーTV
  - 4月2日 - 走る男開始
  - 4月7日 - エムエム 開始

#### 4月終了
- TBS
  - 4月11日 - オールスター赤面申告!ハプニング大賞（単発番組）

### 5月

#### 5月開始
- 5月10日 - 賢コツ!!（テレビ朝日）[20] 開始
- 5月20日 - 6月24日、とにかく金がないテレビ（テレビ東京）地上波進出

### 6月

#### 6月開始
- 6月4日 - 玉ニュータウン（テレビ埼玉）
- 6月7日 - 7月26日、3人協力クイズ!シャムロック（日本テレビ）レギュラー放送
- 6月15日 - みうらじゅんDS（TBSチャンネル）[21]

#### 6月終了
- 6月22日 - ガツン!（テレビ大阪）打ち切り

### 7月

#### 7月開始
- 7月1日 - 9月30日、GO!GO!アッキーナ（テレビ東京）
- 7月3日
  - トシガイが改題、宇宙でイチバン逢いたい人（日本テレビ）開始
  - 超最先端エンタメ情報番組 TOKYOブレイクする〜!（BSイレブンデジタル）開始
- 7月4日 - 月刊スバセカ劇場（北海道テレビ）開始
- 7月5日
  - 平成教育学院☆放課後（BSフジ）開始
  - キラキラACTORS TV（BSイレブンデジタル）開始
- 7月6日 - 9月21日、横浜Bookmark TV（テレビ神奈川）
- 7月12日 - しゃべくり007（日本テレビ）開始
- 7月13日 - 9月28日、AKB48 ネ申テレビ（ファミリー劇場）
- 7月14日（7月15日未明）
  - たかじんTV非常事態宣言（読売テレビ）開始

### 8月

#### 8月開始
- 8月2日 - 9月27日、笑殿（日本テレビ）

#### 8月終了
- 8月18日 - お茶の間の真実（テレビ東京）終了
- 8月25日 - 女神のアンテナ（テレビ朝日）

### 9月

#### 9月終了
#4月開始、#7月開始、#8月開始、9月終了も参照。
- 9月2日 - 学校へ行こう!MAX（TBS）
- 9月3日 - 明石家さんちゃんねる（TBS）
- 9月8日 - オジサンズ11（日本テレビ）[22] レギュラー放送終了
- 9月9日 - タモリのジャポニカロゴス（フジテレビ）レギュラー放送終了
- 9月12日 - ランキンの楽園（毎日放送）[17]
- 9月14日
  - 世界ウルルン滞在記 シリーズ（毎日放送）[17]
  - メントレG（フジテレビ）
- 9月18日 - TVチャンピオン2（テレビ東京）
- 9月19日 - 理由ある太郎（フジテレビ）
- 9月21日 - いつみても波瀾万丈（日本テレビ）[22]
- 9月23日
  - 21世紀エジソン（TBS）
  - 神さまぁ〜ず（TBS）
- 9月25日 - ショーパン（フジテレビ）
- 9月28日
  - 香取慎吾の特上!天声慎吾（日本テレビ）
  - ロンQ!ハイランド（日本テレビ）
  - アナ☆ログ（フジテレビ）
  - ハロモニ@（テレビ東京）
  - 給与明細（テレビ東京）
  - シンボルず（テレビ東京）

### 10月

#### 10月開始
- NHK
  - 10月5日 - カンゴロンゴ（総合）レギュラー放送開始
- 日本テレビ
  1. 10月1日 - AKBINGO!開始
  2. 10月4日開始
    1. 弟子っちょピカ丸
    2. 絶対やれるギリシャ神話

  3. 10月5日 - 誰だって波瀾爆笑開始
  4. 10月7日 - アメカフェ♪開始
  5. 10月10日 - アナザースカイ開始
  6. 10月11日
    1. Perfumeの気になる子ちゃん 放送開始

  7. 10月11日 - 11月29日、専門チャンネル 専テレgo!go!
  8. 10月20日 - しゃべくり007、プライムタイム移動[23]
  9. 10月28日 - クギづけ 投稿動画ハイスクール放送開始
- TBS
  1. 10月5日 - メガデジ放送開始
  2. 10月14日 
    1. バラエティーニュース キミハ・ブレイク開始
    2. タイノッチ開始

  3. 10月24日 - 新知識階級 クマグス開始
  4. 10月29日 - 悪魔の契約にサイン開始
- フジテレビ
  1. 10月9日 - 5LDK開始
  2. 10月13日
    1. カトパン開始
    2. 新しい波16放送開始

  3. 10月14日 - THE THREE THEATERレギュラー放送開始
  4. 10月17日 - 人生もっと満喫アワー トキめけ!ウィークワンダー開始
  5. 10月18日 - ゴールドハウス開始
  6. 10月19日 - エチカの鏡〜ココロにキクテレビ〜[24] 開始
- テレビ朝日
  1. 10月3日 - キャラ☆キングレギュラー放送開始
  2. 10月4日

  -     1. 関ジャニ∞の地球救出大作戦「Can!ジャニ」〜彼らはそれを可能にする〜 開始
    2. 鬼のワラ塾開始

  1. 10月8日
    - ナニコレ珍百景ゴールデンタイム進出[25]
    - シルシルミシル 開始

  2. 10月21日 - 学べる!!ニュースショー![26] レギュラー放送開始
- テレビ東京
  1. 10月3日 - ロボつく開始
  2. 10月6日 - よろセン![27]
  3. 10月14日 - やりすぎコージー ゴールデンタイム進出
  4. 10月16日 - チャンピオンズ〜達人のワザが世界を救う〜 リニューアル改題開始
  5. 10月17日 - 世界を変える100人の日本人! JAPAN☆ALLSTARS レギュラー開始
- テレビ神奈川
  - 10月6日 - お笑い図鑑 ハマヌキ 開始
- 毎日放送
  - 10月17日 - チェック!ザ・No.1開始
  - 10月19日 - 地球感動配達人 走れ!ポストマン開始
- 関西テレビ
  - 10月5日 - 扇町寄席 開始
- 読売テレビ
  - 10月2日 - 浜ちゃんが!開始
  - 10月7日 - にけつッ!!開始
- 三重テレビ
  - 10月14日 - キンさばっ!! -近所の裁き-開始
- 北海道放送
  - 10月15日 - ジョシアナ[28] ファーストシーズン 開始
  - 10月23日 - 11月27日、なまらお茶の間バラエティ マリモリーン!
- 琉球放送
  - 10月21日 - 2009年3月17日、沖縄国際映画祭応援バラエティ『Laugh&Peace』
- BSフジ
  - 10月6日 - Myテレビ
  - 10月7日
    - おじいちゃんといっしょ
    - ケン・ハラクマのラジヨガTV
- BS日テレ
  - 10月7日 - 一意専心〜稲川素子の素顔でトーク〜
  - 10月11日 - こうちゃんの簡単HAPPYレシピ開始
  - 10月20日 - ルミネtheよしもと新喜劇開始
- BS朝日
  - 10月17日 - 愛のワンニャン大作戦放送開始
- KNTV
  - 10月5日 - 韓ナビ[29] 開始
- スペースシャワーTV
  - 10月5日 - ナツカシ☆ビデオ Billboard Hit[30]

### 11月

#### 11月開始
- 11月3日 - 名言寄席（テレビ東京）放送開始
- 11月12日 - 美女裁判〜恋愛裁判員制度〜（朝日放送）開始
- 11月13日 - ジャガイモン（テレ朝チャンネル）放送開始
- 11月23日 - グラドル女学院(BSフジ)再開

### 12月

#### 12月開始
- 12月6日開始
  - ラリーKING（日本テレビ）レギュラー放送開始
  - ぐるめTV たべれば北海道（北海道放送）[31]

#### 12月終了
- 12月9日 - ココリコミリオン家族（テレビ東京）終了

### 音楽番組
- 1月9日 - W-inds.M（MTV）放送開始
- 1月15日 - 歌ホリ♪（テレビ神奈川、札幌テレビほか）開始
- 2月24日 - 泉谷しげると翼なき野郎ども（テレ朝チャンネル）放送開始
- 3月25日 - アイドル発掘TV〜金のタマゴ〜（テレビ北海道）終了
- 3月29日 - なまおん（札幌テレビ）終了
- 4月3日 - MMM（読売テレビ）開始
- 4月4日 - ユメオト。（北海道放送）開始
  - クラシックミステリー 名曲探偵アマデウス（NHK BSHi）開始
- 4月5日開始
  - ミューズの晩餐 My Song, My Life（テレビ東京）
  - 音楽ば〜か（テレビ東京）
  - WE!TV（札幌テレビ）
  - サタ★テン（NHK名古屋放送局）
- 4月7日
  - 渋谷らいぶステージ（NHK BSHi）開始
  - うたをうたおう（BSフジ）開始
- 4月9日 - アーティスト主義×2『わおーん!』（読売テレビ）[32] 開始
- 4月19日 - あなたの街で夢コンサート（NHK BS2）開始
- 4月22日 - 8月12日、THE M（日本テレビ）レギュラー放送
- 4月27日 - 魅惑のスタンダード・ポップス（NHK BS2）放送開始
- 4月29日 - ストリートエクスプレス（テレビ北海道）終了
- 5月7日 - THE MOMENT（チバテレビ）開始
- 7月7日 - アニソンぷらす（テレビ東京）放送開始
- 7月11日 - ACCESS E（BSイレブン）[33] 開始
- 9月10日 - TANTOクラシック!（日本テレビ）地上波放送終了
- 10月2日 - 密着!音楽空間（テレビ東京）開始
- 10月7日 - 誰も知らない泣ける歌（日本テレビ）開始[23][34]
- 10月8日 - 深夜の音楽会（日本テレビ）再開
- 12月7日 - YMEのリニューアル版、ニコバンYME（テレビ神奈川）放送開始

## テレビドラマ

### NHKの主なテレビドラマ
| 2008年のNHKの放送ドラマ | 2008年のNHKの放送ドラマ                                 | 2008年のNHKの放送ドラマ                     | 2008年のNHKの放送ドラマ |
| 放送枠                  | 番組                                                    | 放送日                                      | 原作・脚本・キャスト |
| ----------------------- | ------------------------------------------------------- | ------------------------------------------- | --- |
| 正月時代劇              | 雪之丞変化                                              | 1月3日                                      | - 原作：三上於菟吉 - 脚本：中島丈博 - 出演：滝沢秀明、戸田恵梨香他 |
| NHK朝の連続テレビ小説   | ちりとてちん（NHK大阪放送局制作）                       | 2007年10月1日 - 2008年3月29日 2008年7月25日 | - 脚本：藤本有紀 - 出演：貫地谷しほり他 |
| NHK朝の連続テレビ小説   | 瞳                                                      | 3月31日 - 9月27日                           | - 脚本：鈴木聡 - 出演：榮倉奈々他 |
| NHK朝の連続テレビ小説   | だんだん（NHK大阪制作）                                 | 2008年9月29日 - 2009年3月28日               | - 脚本：森脇京子 - 出演：三倉茉奈、三倉佳奈他 |
| 木曜時代劇              | 鞍馬天狗                                                | 1月17日 - 3月6日                            | - 原作：大佛次郎 - 脚本：古田求、川上英幸 - 出演：野村萬斎、京野ことみ他 |
| 土曜時代劇              | オトコマエ!                                             | 4月12日 - 7月26日                           | - 原作：井川香四郎「梟（ふくろう）与力吟味帳」シリーズ（講談社文庫） - 脚本：斉藤樹実子、川上英幸、菱田信也他 - 出演：福士誠治、斎藤工他                                    |
| 土曜時代劇              | 陽炎の辻2〜居眠り磐音 江戸双紙〜                        | 9月6日 - 11月22日、2009年1月2日             | - 脚本：尾西兼一 - 出演：山本耕史、中越典子 他 |
| 土曜ドラマ              | フルスイング                                            | 1月19日 - 2月23日                           | - 原案：門田隆将『甲子園への遺言〜高畠導宏の生涯』（講談社） - 脚本：森下直・関えり香・さわだみきお - 出演：高橋克実、伊藤蘭他                                              |
| 土曜ドラマ              | 刑事の現場（NHK名古屋制作）                             | 3月1日 - 3月22日                            | - 脚本：尾西兼一 - 出演：森山未來、寺尾聰、真野響子 他 |
| 土曜ドラマ              | トップセールス                                          | 4月12日 - 5月31日                           | - 作：山本むつみ - 出演：夏川結衣、椎名桔平、蟹江敬三、原田大二郎 他 |
| 土曜ドラマ              | 監査法人（NHK名古屋制作）                               | 6月14日 - 7月26日                           | - 脚本：矢島正雄、小林雄次 - 出演：塚本高史、松下奈緒、橋爪功 他 |
| 土曜ドラマ              | 上海タイフーン                                          | 9月13日 - 10月18日                          | - 脚本：福田靖 - 出演：木村多江、ピーター・ホー、松下由樹 他 |
| 土曜ドラマ              | ジャッジII 〜島の裁判官奮闘記〜                         | 10月25日 - 11月22日                         | - 脚本：中園健司、飯野陽子 - 出演：西島秀俊、戸田菜穂、桝岡明、寺田農、浅野温子他                                                                                           |
| ドラマ8                 | バッテリー                                              | 4月3日 - 6月12日                            | - 原作：あさのあつこ『バッテリー』（角川文庫） - 脚本：相良敦子 - 出演：中山優馬（関西ジャニーズJr.）他                                                                     |
| ドラマ8                 | 乙女のパンチ                                            | 6月19日 - 7月24日                           | - 脚本：高山直也 他 - 出演：山崎静代 他 |
| ドラマ8                 | キャットストリート                                      | 8月28日 - 9月25日                           | - 原作：神尾葉子『キャットストリート』（集英社・別冊マーガレット） - 脚本：浅野妙子、篠崎絵里子 - 出演：谷村美月 他                                                         |
| ドラマ8                 | 七瀬ふたたび                                            | 10月9日 - 12月11日                          | - 原作：筒井康隆 - 脚本：伴一彦、真柴あずき - 出演：蓮佛美沙子 他 |
| 大河ドラマ              | 篤姫                                                    | 1月6日 - 12月14日                           | - 原作：宮尾登美子『天璋院篤姫』（講談社） - 脚本：田渕久美子 - 出演：宮﨑あおい他                                                                                          |
| スペシャルドラマ        | ファイブ                                                | 1月5日                                      | - 原作：平山譲（NHK出版） - 脚本：君塚良一 - 出演：岸谷五朗、高島礼子他 |
| スペシャルドラマ        | 創作テレビドラマ大賞「おシャシャのシャン!」             | 1月10日                                     | - 原作・脚本：坂口理子 - 出演：田畑智子他 |
| スペシャルドラマ        | NHKスペシャル「感染爆発〜パンデミック・フルー」         | 1月12日                                     | - 原案：響堂新 - 脚本：林宏司 - 出演：三浦友和 他 |
| スペシャルドラマ        | GOTAISETSU （NHK山口放送局製作）                        | 2月16日                                     | - 原作：水橋文美江（NHK-FMシアター「GOTAISETSU」） - 脚本：江口美喜男 - 出演：柏原崇 他                                                                                     |
| スペシャルドラマ        | 森山家の大パニック!                                     | 3月20日                                     | - 出演：三宅裕司 他 |
| スペシャルドラマ        | ワイルドライフ〜国境なき獣医師団R.E.D.〜                | 3月24・25日                                 | - 原作：藤崎聖人（小学館・少年サンデー） - 脚本：山田太郎、川島透、まなべゆきこ - 出演：市原隼人 他                                                                         |
| スペシャルドラマ        | 僕の島/彼女のサンゴ                                     | 6月6日                                      | - 原作/脚本：秦建日子 - 出演：美波、田中圭、藤岡弘、 、麻生祐未、岸部一徳、星井七瀬、風間トオル ほか                                                                        |
| スペシャルドラマ        | たったひとりの反乱 食品偽装告発、「さきがけ」となった男 | 7月30日                                     | - 原案：水谷洋一 - 脚本:小林正樹 - 出演：相島一之、佐戸井けん太 ほか |
| スペシャルドラマ        | 帽子(NHK広島放送局開局80年ドラマ)                       | 8月2日                                      | - 出演：緒形拳、田中裕子、玉山鉄二ほか |
| スペシャルドラマ        | ディロン〜運命の犬ふたたび                              | 9月15日                                     | - 原案：井上こみち - 脚本:寺田敏雄 - 出演:樋口可南子、大杉漣、池内淳子、宇津井健 他                                                                                         |
| スペシャルドラマ        | ママさんバレーでつかまえて                              | 10月4日                                     | - 脚本：西田征史 - 出演：黒木瞳、向井理 他 |
| スペシャルドラマ        | 万葉ラブストーリー 夏                                   | 9月19日（かんさい特集） 10月12日            | - 脚本：髙橋幹子、 宮埜美智、縞古都実 - 出演：前田亜季、佐川満男 / 真鍋拓、和泉敬子 / 久保山知洋、土田愛恵 他                                                               |
| スペシャルドラマ        | お米のなみだ（NHK仙台開局80周年記念）                   | 10月19日                                    | - 脚本：阿部美佳 - 出演：奥田恵梨華、黒部進、内野謙太、阿藤快 他 |
| スペシャルドラマ        | 最後の戦犯                                              | 12月7日                                     | - 原作：左田野修、小林弘忠「逃亡『油山事件』戦犯告白録」（毎日新聞社） - 出演：ARATA、前田亜季、原沙知絵、倍賞美津子、田辺誠一 他                                           |
| スペシャルドラマ        | 母恋ひの記                                              | 12月13日                                    | - 原作:谷崎潤一郎「少将滋幹の母」（新潮社） - 脚本:中島丈博 - 出演:黒木瞳、劇団ひとり、内山理名、大滝秀治、長塚京三 他                                                      |
| スペシャルドラマ        | 花の誇り                                                | 12月20日                                    | - 原作：藤沢周平「麦屋町昼下がり」（文藝春秋） - 脚本：宮村優子 - 出演：瀬戸朝香、酒井美紀、田辺誠一、山口馬木也、葛山信吾、松金よね子、咲輝、遠藤憲司、石橋蓮司、平田満 他 |

### 日本テレビ系の主なテレビドラマ
| 2008年の日本テレビの放送ドラマ | 2008年の日本テレビの放送ドラマ                                                   | 2008年の日本テレビの放送ドラマ | 2008年の日本テレビの放送ドラマ |
| 放送枠                         | 番組                                                                             | 放送日                         | 原作・脚本・キャスト |
| ------------------------------ | -------------------------------------------------------------------------------- | ------------------------------ | --- |
| 水曜ドラマ                     | 斉藤さん                                                                         | 1月9日 - 3月19日               | - 原作：小田ゆうあ（集英社・office YOU） - 脚本：土田英生他 - 出演：観月ありさ 他                                                                          |
| 水曜ドラマ                     | ホカベン                                                                         | 4月16日 - 6月18日              | - 原作：中嶋博行・カワラニサイ（講談社・イブニング） - 脚本：阿相クミコ 他 - 出演：上戸彩 他                                                               |
| 水曜ドラマ                     | 正義の味方                                                                       | 7月9日 - 9月10日               | - 原作：聖千秋（集英社・月刊コーラス） - 脚本：旺季志ずか、関えり香、福間正浩 - 出演：志田未来、山田優、本郷奏多、佐野史郎、田中好子 他                    |
| 水曜ドラマ                     | OLにっぽん                                                                       | 10月8日-12月                   | - 脚本：中園ミホ - 出演：観月ありさ 他 |
| 土曜ドラマ                     | 1ポンドの福音                                                                    | 1月12日 - 3月8日               | - 原作：高橋留美子（小学館・週刊ヤングサンデー） - 脚本：福田雄一 - 出演：亀梨和也（KAT-TUN）、黒木メイサ他                                                |
| 土曜ドラマ                     | ごくせん（第3シリーズ）                                                          | 4月19日 - 6月28日              | - 原作：森本梢子（集英社・YOU） - 脚本：江頭美智留、横田理恵、松田裕子 - 出演：仲間由紀恵、宇津井健、生瀬勝久、三浦春馬 他                                 |
| 土曜ドラマ                     | ヤスコとケンジ                                                                   | 7月12日-9月20日                | - 原作：アルコ（集英社・別冊マーガレット） - 出演：松岡昌宏、多部未華子、広末涼子、大倉忠義 他                                                             |
| 土曜ドラマ                     | スクラップ・ティーチャー〜教師再生〜                                             | 10月11日 - 12月                | - 脚本:水橋文美江、渡辺雄介 - 出演：中島裕翔、山田涼介、知念侑李、有岡大貴（Hey! Say! JUMP）、上地雄輔、八嶋智人 他                                        |
| 火曜ドラマ                     | 貧乏男子 ボンビーメン                                                            | 1月15日 - 3月11日              | - 脚本：山岡真介、山浦雅大 - 出演：小栗旬、八嶋智人、ユースケ・サンタマリア他                                                                              |
| 火曜ドラマ                     | おせん                                                                           | 4月22日-6月24日                | - 原作：きくち正太（講談社・イブニング） - 脚本：大石静 他 - 出演：蒼井優、内博貴 他                                                                       |
| 火曜ドラマ                     | 学校じゃ教えられない!                                                            | 7月15日 - 9月16日              | - 脚本：遊川和彦 - 出演：深田恭子、谷原章介、仲里依紗、加藤みづき 他                                                                                       |
| 火曜ドラマ                     | オー!マイ・ガール!!                                                              | 10月14日 - 12月                | - 脚本：武田有紀、高橋麻紀 - 出演：速水もこみち、加藤ローサ他                                                                                              |
| サタデーTVラボ                 | 栞と紙魚子の怪奇事件簿                                                           | 1月5日 - 3月29日               | - 原作：諸星大二郎『栞と紙魚子』（朝日新聞社・ネムキ） - 脚本：渡辺雄介、ブルースカイ、江本純子（毛皮族）、小林雄次 - 出演：前田敦子（AKB48）、南沢奈央 他 |
| サタデーTVラボ                 | 2クール                                                                          | 4月6日 - 6月28日               | - 企画・構成：霞澤花子 - 出演：小林聡美、もたいまさこ 他                                                                                                   |
| サタデーTVラボ                 | ザ・クイズショウ                                                                 | 7月6日 - 9月27日               | - 脚本：及川拓郎、蓬菜竜太、戸次重幸 - 出演：片桐仁、戸次重幸、中村靖日                                                                                    |
| サタデーTVラボ                 | トンスラ                                                                         | 10月4日 - 12月27日             | - 原作：都築浩（幻冬舎） - 出演：温水洋一、吉高由里子 他                                                                                                   |
| 木曜ナイトドラマ               | 夢をかなえるゾウ （読売テレビ製作）                                              | 10月2日 - 12月25日             | - 原作：水野敬也（飛鳥新社） - 脚本：根本ノンジ、三浦有為子 - 出演：水川あさみ、古田新太 他                                                                |
| どさんこワイド180              | 桃山おにぎり店 （札幌テレビ製作）                                                | 10月6日 - 10月17日、12月30日   | - 脚本：島崎友樹 - 出演：岩田雄二、渡辺香奈子、木村洋二 他                                                                                                 |
| スペシャルドラマ               | 24時間あたためますか?〜疾風怒涛コンビニ伝〜                                      | 3月15日                        | - 脚本：金子茂樹 - 出演：山口智充（DonDokoDon）、タカアンドトシ、オリエンタルラジオ 他                                                                     |
| スペシャルドラマ               | 東京大空襲                                                                       | 3月17日・3月18日、12月26日     | - 脚本・演出：上川伸廣 - 脚本：寺田敏雄、渡辺雄介 - 出演：堀北真希、藤原竜也、瑛太、柴本幸 他                                                              |
| スペシャルドラマ               | 先生はエライっ!                                                                  | 4月12日                        | - 脚本：水橋文美江 - 出演：中島裕翔、山田涼介、知念侑李、有岡大貴（Hey! Say! JUMP）、ユースケ・サンタマリア 他                                             |
| スペシャルドラマ               | ショコラ                                                                         | 5月3日、9月27日、12月17日      | - 出演：大竹一樹、マリエ 他 |
| スペシャルドラマ               | 課長島耕作                                                                       | 6月25日、10月1日               | - 脚本：君塚良一 - 出演：高橋克典 他 |
| スペシャルドラマ               | あの日、僕らの命はトイレットペーパーよりも軽かった-カウラ捕虜収容所からの大脱走- | 7月8日                         | - 脚本：中園ミホ - 出演：小泉孝太郎、大泉洋、阿部サダヲ、加藤あい 他                                                                                       |
| スペシャルドラマ               | ヒットメーカー 阿久悠物語                                                        | 8月1日                         | - 監督：金子修介 - 出演：田辺誠一、及川光博、内田朝陽、池内博之、黄川田将也 他                                                                             |
| スペシャルドラマ               | 霧の火 樺太・真岡郵便局に散った九人の乙女たち                                    | 8月25日                        | - 脚本：竹山洋 - 出演：市原悦子、福田麻由子、香里奈、白石美帆、市川由衣、名取裕子 他                                                                       |
| スペシャルドラマ               | みゅうの足パパにあげる （24時間テレビ 「愛は地球を救う」）                       | 8月30日                        | - 原作：山口隼人（日本文学館） - 脚本：山岡真介 - 出演：松本潤、香里奈 他                                                                                  |
| スペシャルドラマ               | 夢をかなえるゾウ （読売テレビ制作）                                              | 10月2日                        | - 原作：水野敬也（飛鳥新社 ） - 脚本：根本ノンジ - 出演：小栗旬、古田新太 他                                                                               |
| スペシャルドラマ               | 恋のから騒ぎドラマスペシャルLove StoriesV                                        | 10月10日                       | - 脚本：中園ミホ、福間正治、相内美生 - 出演：明石家さんま、相武紗季、優香、酒井若菜 他                                                                     |
| スペシャルドラマ               | サザンオールスターズ33曲連作ドラマスペシャル The波乗りレストラン                 | 11月1日 - 11月9日、12月22日    | - 脚本・総合演出:大宮エリー - 出演：大泉洋 他 |
| スペシャルドラマ               | 252 生存者ありepisode.ZERO                                                       | 12月5日                        | - 脚本：小森陽一、斉藤ひろし、水田伸生 - 出演：伊藤英明、内野聖陽 他                                                                                       |

### TBS系の主なテレビドラマ
| 2008年のTBSの放送ドラマ             | 2008年のTBSの放送ドラマ                                           | 2008年のTBSの放送ドラマ                   | 2008年のTBSの放送ドラマ |
| 放送枠                              | 番組                                                              | 放送日                                    | 原作・脚本・キャスト |
| ----------------------------------- | ----------------------------------------------------------------- | ----------------------------------------- | --- |
| ナショナル劇場                      | 水戸黄門第38部                                                    | 1月7日 - 6月30日                          | - 出演：里見浩太朗、原田龍二、合田雅吏他 |
| ナショナル劇場                      | あんどーなつ                                                      | 7月7日 - 9月22日                          | - 原作：西ゆうじ、テリー山本（小学館・ビッグコミックオリジナル） - 脚本：長川千佳子 - 出演：貫地谷しほり、國村隼他                                                           |
| パナソニック ドラマシアター         | 水戸黄門第39部                                                    | 10月13日 - 2009年3月23日                  | - 出演：里見浩太朗、原田龍二、合田雅吏、由美かおる、磯山さやか他 |
| 木曜9時                             | 3年B組金八先生（第8シリーズ）                                     | 2007年10月11日 - 2008年3月27日            | - 原作：小山内美江子 - 脚本：清水有生 - 出演：武田鉄矢、星野真里、鈴木正幸他                                                                                                 |
| 木曜9時                             | 渡る世間は鬼ばかり（第9シリーズ）                                 | 4月3日 - 2009年3月26日                    | - 脚本：橋田壽賀子 - 出演：泉ピン子、宇津井健他 |
| 木曜10時                            | だいすき!!                                                        | 1月17日 - 3月20日                         | - 原作：愛本みずほ『だいすき!! ゆずの子育て日記』（講談社・BE・LOVE） - 脚本：篠崎絵里子 - 出演：香里奈、平岡祐太他                                                          |
| 金曜ドラマ                          | エジソンの母                                                      | 1月11日 - 3月14日                         | - 脚本：大森美香 - 出演：伊東美咲、清水優哉他 |
| 金曜ドラマ                          | Around40〜注文の多いオンナたち〜                                  | 4月11日 - 6月20日                         | - 脚本：橋部敦子 - 出演：天海祐希、藤木直人、大塚寧々、筒井道隆 他 |
| 金曜ドラマ                          | 魔王                                                              | 7月4日 - 9月12日                          | - 原作：キム・ジウ - 脚本：前川洋一、西田征史 - 出演：大野智、生田斗真 他 |
| 金曜ドラマ                          | 流星の絆                                                          | 10月17日 - 12月19日                       | - 原作：東野圭吾（講談社） - 脚本：宮藤官九郎 - 出演：二宮和也、錦戸亮、戸田恵梨香、三浦友和 他                                                                              |
| 土曜8時枠                           | ROOKIES                                                           | 4月19日 - 7月26日、10月4日                | - 原作：森田まさのり（集英社『週刊少年ジャンプ』連載） - 脚本：いずみ吉紘 - 主演：佐藤隆太、市原隼人他                                                                       |
| 土曜8時枠                           | 恋空                                                              | 8月2日 - 9月13日                          | - 原作：美嘉「恋空〜切ナイ恋物語〜」（スターツ出版、魔法のiらんど） - 脚本：渡邉睦月 - 出演：水沢エレナ、瀬戸康史他                                                          |
| 土曜8時枠                           | ブラッディ・マンデイ                                              | 10月11日 - 12月20日                       | - 原作：龍門諒・恵広史（講談社『週刊少年マガジン』連載） - 脚本：蒔田光治 - 出演：三浦春馬 他                                                                                |
| 日曜劇場                            | 佐々木夫妻の仁義なき戦い                                          | 1月20日 - 3月23日                         | - 脚本：森下佳子 - 出演：稲垣吾郎（SMAP）、小雪、小出恵介他 |
| 日曜劇場                            | 猟奇的な彼女                                                      | 4月20日 - 6月29日                         | - 原作：クァク・ジェヨン - 脚本：坂元裕二 - 出演：草彅剛、田中麗奈 他 |
| 日曜劇場                            | Tomorrow〜陽はまたのぼる〜                                        | 7月6日 - 9月7日                           | - 脚本：篠崎絵里子 - 出演：竹野内豊、菅野美穂 他 |
| 日曜劇場                            | SCANDAL                                                           | 10月19日 - 12月21日                       | - 脚本：井上由美子 - 出演：鈴木京香、長谷川京子、吹石一恵、桃井かおり 他 |
| 愛の劇場                            | 三代目のヨメ!                                                     | 1月7日 - 2月29日                          | - 脚本：清水友佳子、半澤律子 - 出演：島崎和歌子他 |
| 愛の劇場                            | スイート10〜最後の恋人〜                                          | 3月3日 - 5月9日                           | - 原作：こやまゆかり『スイート10』（講談社・Kiss） - 脚本：野依美幸、鈴木貴子、川嶋澄乃、瀧川晃代 - 出演： 三浦理恵子、中村讓 、葛山信吾、横山めぐみ、遠野凪子 他            |
| 愛の劇場                            | 再婚一直線!                                                       | 5月12日-7月11日                           | - 原作：安彦麻理絵『再婚一直線!』（祥伝社 フィールコミックス） - 脚本：中山乃莉子他 - 出演：井森美幸、大浦龍宇一、山田海遊、比企理恵、斉藤陽一郎他                           |
| 愛の劇場                            | 大好き!五つ子2008                                                 | 7月14日 - 8月29日                         | - 脚本：浪江裕史、福田裕子 - 出演：森尾由美 他 |
| 愛の劇場                            | 温泉へGo!                                                         | 9月1日 - 11月21日                         | - 脚本：石原武龍 - 出演：加藤貴子、大鶴義丹、岡田浩暉 他 |
| 愛の劇場                            | ラブレター                                                        | 11月24日 - 2009年2月20日                  | - 脚本：藤井清美、渡辺啓 - 出演：鈴木亜美 他 |
| ドラマ30                            | 京都へおこしやす! （毎日放送制作）                                | 1月7日 - 2月29日                          | - 脚本：石原武龍、末安正子、倉沢奈都子 - 出演：中村玉緒、大路恵美、鳥羽潤、小沢真珠他                                                                                        |
| ドラマ30                            | みこん六姉妹2 （中部日本放送制作）                                | 3月3日 - 5月2日                           | - 脚本：小林富美 - 出演：はしのえみ、田中美奈子、太田有美、遊井亮子、浜丘麻矢、加賀美早紀 他                                                                                 |
| ドラマ30                            | ママの神様 （中部日本放送制作）                                   | 5月5日 - 6月27日                          | - 原作：室井佑月（講談社） - 脚本：渡辺典子 - 出演:青田典子、山下容莉枝、清水ミチコ、竹田君、川野太郎、秋本奈緒美 他                                                         |
| ドラマ30                            | ナツコイ （毎日放送制作）                                         | 6月30日 - 8月29日                         | - 脚本：武田有起 - 出演：ちはる、高畑充希、尾美としのり 他 |
| ドラマ30                            | キッパリ!! （中部日本放送制作）                                   | 9月1日 - 10月3日                          | - 原作：上大岡トメ「キッパリ!〜たった5分間で自分を変える方法」（幻冬舎） - 脚本：梶本惠美 - 出演：奥山佳恵、的場浩司 他                                                      |
| ドラマ30                            | キッパリ!（再放送） （中部日本放送制作）                          | 10月6日 - 10月31日                        | - 原作：上大岡トメ「キッパリ!〜たった5分間で自分を変える方法」（幻冬舎） - 脚本：梶本惠美 - 出演：奥山佳恵、的場浩司 他                                                      |
| ドラマ30                            | パンダが町にやってくる （毎日放送制作）                           | 11月3日 - 12月26日                        | - 脚本：井上登紀子 - 出演：村上知子、野久保直樹 他 |
| 1分半劇場 毎週月・火・水曜 時間不定 | 24のひとみ                                                        | 2007年10月1日 - 2008年3月27日             | - 原作：倉島圭（秋田書店『週刊少年チャンピオン』） - 脚本：早野円、藤澤雅孔、ブルースカイ - 出演：秋山莉奈他                                                                 |
| 1分半劇場 毎週月・火・水曜 時間不定 | 御手洗ゼミの理系な日常                                            | 4月14日 - 9月21日                         | - 脚本：早野円、神田伸一郎（ハマカーン） - 出演：川村ゆきえ、青柳塁斗、本多力（劇団ヨーロッパ企画）、浜谷健司（ハマカーン） 他                                               |
| 1分半劇場 毎週月・火・水曜 時間不定 | 参議院議員候補マミ                                                | 2008年11月17日 - 2009年6月9日             | - 脚本： - 出演：山崎真実、橋本淳、大島優子、橋本じゅん 他 |
| BS-i                                | サクラノウタ                                                      | 4月1日                                    | - 脚本：加藤淳也 - 出演：大政絢、パパイヤ鈴木とおやじダンサーズ、岡村仁美 他                                                                                                 |
| BS-i                                | 東京少女（第3シーズン）                                           | 2008年4月5日 - 2009年3月28日              | - 脚本：篠崎絵里子、中江有里 - 出演：山下リオ、水沢エレナ、大政絢、桜庭ななみ 他                                                                                             |
| BS-i                                | 漫画喫茶都市伝説 呪いのマンナさん                                 | 6月3日 - 8月19日                          | - 原作・脚本：椿光一 - 出演：愛衣、次原かな、松島初音、長澤奈央、紗綾、清水昭博、平田弥里、なべやかん、岡田真由香、岡田潤音 他                                               |
| BS-i                                | カルピスドラマスペシャル 私の恋と父                               | 7月7日                                    | - 原作:「カルピスの忘れられないいい話」（集英社） - 出演：黒川芽以、山中聡、国広富之 他                                                                                      |
| BS-i                                | エコロジカルアクション精霊少女隊 Elemental GIRLS                  | 9月27日                                   | - 脚本:土井武志、市野龍一 - 出演：青島あきな、中島愛里、次原かな、仲村みう、稲垣実花 他                                                                                      |
| BS-i                                | 女子大生会計士の事件簿                                            | 10月8日 - 12月21日                        | - 原作：山田真哉（英治出版） - 出演：小出早織、竹財輝之助 他 |
| BS-i                                | 天使急便 Reboot                                                   | 10月11日-11月22日                         | - 脚本：呑繁 - 出演:塩谷瞬、安めぐみ、岡田浩暉、山崎真実、風間トオル、今井雅之、松井絵里奈ほか                                                                               |
| 親孝行プレイ （毎日放送製作）       | 親孝行プレイ （毎日放送製作）                                     | 10月1日 - 12月17日                        | - 原案：みうらじゅん（角川文庫） - 脚本・監督：マギー他 - 出演:安田顕、要潤、斉藤工 他                                                                                       |
| スペシャルドラマ                    | 奇跡のドラマスペシャル・ミラクルボイス                            | 1月3日                                    | - 脚本：渡辺啓 - 出演：塚本高史、片瀬那奈、阿部力 他 |
| スペシャルドラマ                    | おふくろ先生のゆうばり診療日記 （毎日放送・TBS共同制作）          | 2月25日                                   | - 脚本：関根俊夫 - 出演：泉ピン子、村田雄浩、藤谷美紀他 |
| スペシャルドラマ                    | シリーズ激動の昭和20年3月10日〜東京大空襲語られなかった33枚の真実 | 3月10日                                   | - 出演：仲村トオル、原田泰造、酒井美紀、竜雷太 他 |
| スペシャルドラマ                    | 第1回ドラマ原作大賞 被取締役新入社員                              | 3月31日                                   | - 原作：安藤祐介（講談社） - 脚本：蓬莱竜太 - 出演：森山未來、陣内孝則、貫地谷しほり、細川茂樹、山口紗弥加、忍成修吾、岩佐真悠子、板尾創路、宇津井健 他                      |
| スペシャルドラマ                    | 内藤大助物語 〜いじめられっ子のチャンピオンベルト〜               | 7月28日                                   | - 原作：内藤大助（講談社） - 脚本：林誠人、田中江里夏 - 出演：伊藤淳史、岸本加世子、市川由衣 他                                                                              |
| スペシャルドラマ                    | シュラバッ! （中部日本放送制作）                                  | 10月4日                                   | - 脚本：イケタニマサオ - 出演：野際陽子、梅沢富美男、安達祐実 他 |
| スペシャルドラマ                    | 恋うたドラマSP                                                    | 10月6日、10月7日、10月8日 （3夜連続放送） | - 原作：竹内まりや - 脚本：村上桃子、山本むつみ、井上登紀子 - 出演:加藤ローサ、伊東美咲、財前直見 他                                                                         |
| スペシャルドラマ                    | あるがままの君でいて                                              | 11月24日                                  | - 脚本：山元清多 - 出演：堺雅人、薬師丸ひろ子、戸田菜穂、宇野愛海、吉川史樹、小澤征悦、松原智恵子 他                                                                         |
| スペシャルドラマ                    | あの戦争は何だったのか                                            | 12月24日                                  | - 脚本：池端俊策 - 出演：ビートたけし、阿部寛、高橋克典、橋爪功、伊武雅刀、高橋克実、大杉漣、平泉成、六平直政、黒沢年雄、木村祐一、檀れい、野村萬斎、市川團十郎、西田敏行 他 |

### フジテレビ系の主なテレビドラマ
| 2008年のフジテレビの放送ドラマ                                      | 2008年のフジテレビの放送ドラマ                     | 2008年のフジテレビの放送ドラマ | 2008年のフジテレビの放送ドラマ |
| 放送枠                                                              | 番組                                               | 放送日 | 原作・脚本・キャスト |
| ------------------------------------------------------------------- | -------------------------------------------------- | --- | --- |
| 月曜9時                                                             | 薔薇のない花屋                                     | 1月14日 - 3月24日 | - 脚本：野島伸司 - 出演：香取慎吾、竹内結子他 |
| 月曜9時                                                             | CHANGE                                             | 5月12日 - 7月14日 | - 脚本：福田靖 - 出演：木村拓哉、深津絵里他 |
| 月曜9時                                                             | 太陽と海の教室                                     | 7月21日 - 9月22日 | - 脚本：坂元裕二 - 出演：織田裕二、北川景子他 |
| 月曜9時                                                             | イノセント・ラヴ                                   | 10月20日 - 12月22日 | - 脚本：浅野妙子 - 出演：堀北真希、北川悠仁他 |
| 火曜9時                                                             | ハチミツとクローバー                               | 1月8日 - 3月18日 | - 原作：羽海野チカ「ハチミツとクローバー」（集英社クイーンズコミックス） - 脚本：金子茂樹 - 出演：成海璃子、生田斗真（ジャニーズJr.）他                                                                                |
| 火曜9時                                                             | 絶対彼氏〜完全無欠の恋人ロボット〜                 | 4月15日 - 6月24日 | - 原作：渡瀬悠宇（小学館） - 脚本：根津理香 - 出演：速水もこみち、相武紗季、水嶋ヒロ 他 |
| 火曜9時                                                             | シバトラ〜童顔刑事・柴田竹虎〜                     | 7月8日 - 9月16日 | - 原作：安童夕馬・朝基まさし（講談社「週刊少年マガジン」連載） - 脚本：武藤将吾 - 出演：小池徹平、大後寿々花 他 |
| 火曜9時                                                             | セレブと貧乏太郎                                   | 10月10日 - 12月23日 | - 脚本：徳永友一 - 出演：上戸彩、上地雄輔、田村裕 他 |
| 関西テレビ制作・火曜10時                                            | あしたの喜多善男〜世界一不運な男の、奇跡の11日間〜 | 1月8日 - 3月18日 | - 原案：島田雅彦「自由死刑」（集英社文庫） - 脚本：飯田譲治 - 出演：小日向文世、松田龍平他 |
| 関西テレビ制作・火曜10時                                            | 無理な恋愛                                         | 4月8日 - 6月17日 | - 脚本：岡田恵和 - 出演：堺正章、夏川結衣、チュートリアル 他 |
| 関西テレビ制作・火曜10時                                            | モンスターペアレント                               | 7月1日 - 9月9日 | - 脚本 ：荒井修子、佐藤久美子 - 出演：米倉涼子、平岡祐太、佐々木蔵之介 他 |
| 関西テレビ制作・火曜10時                                            | チーム・バチスタの栄光                             | 10月14日 - 12月23日 | - 原作：海堂尊（宝島社） - 脚本：後藤法子 - 出演：伊藤淳史、仲村トオル、伊原剛志、城田優、釈由美子 他 |
| 木曜夜7時枠                                                         | まるまるちびまる子ちゃん                           | 2007年4月19日 - 2008年2月28日 | - 原作：さくらももこ（集英社・りぼんコミックス） - 脚本：樫田正剛 - 出演：伊藤綺夏、酒井法子、モト冬樹他 |
| 木曜劇場                                                            | 鹿男あをによし                                     | 1月17日 - 3月21日 | - 原作：万城目学（幻冬舎） - 脚本：相沢友子 - 出演：玉木宏、綾瀬はるか他 |
| 木曜劇場                                                            | ラスト・フレンズ                                   | 4月10日 - 6月19日 | - 脚本：浅野妙子 - 出演：長澤まさみ 、上野樹里 、瑛太 他 |
| 木曜劇場                                                            | コード・ブルー -ドクターヘリ緊急救命-              | 7月3日 - 9月11日、2009年1月10日 | - 脚本：林宏司 - 出演：山下智久、新垣結衣、戸田恵梨香、比嘉愛未 他 |
| 木曜劇場                                                            | 風のガーデン                                       | 10月9日 - 12月18日 | - 脚本：倉本聰 - 出演：中井貴一、黒木メイサ、神木隆之介、緒形拳 他 |
| 東海テレビ制作昼の帯ドラマ                                          | 安宅家の人々                                       | 1月7日 - 3月28日 | - 原作：吉屋信子 「安宅家の人々」（毎日新聞社） - 脚本：浅野有生子、福田裕子 - 出演：遠藤久美子、内田滋他 |
| 東海テレビ制作昼の帯ドラマ                                          | 花衣夢衣                                           | 3月31日 - 6月27日 | - 原作：津雲むつみ『花衣夢衣』（集英社漫画文庫） - 出演：吉田真由子、吉田真希子、眞島秀 他 |
| 東海テレビ制作昼の帯ドラマ                                          | 白と黒                                             | 6月30日 - 9月26日 | - 脚本：坂上かつえ、岡崎由紀子 - 出演：西原亜希、佐藤祐基、小林且弥、小柳ルミ子、山本圭 他 |
| 東海テレビ制作昼の帯ドラマ                                          | 愛讐のロメラ                                       | 9月29日 - 12月26日 | - 出演：いとうあいこ、相葉健次、渋江譲二、名高達男 他 |
| 土曜ドラマ                                                          | SP                                                 | 2007年11月3日 - 2008年1月26日 2008年4月5日 | - 原案・脚本：金城一紀 - 総監督：本広克行 - 出演：岡田准一（V6）、堤真一他 |
| 土曜ドラマ                                                          | ロス:タイム:ライフ                                 | 2月2日 - 4月19日 | - 原案・総監督：筧昌也 - 脚本：土田英生（第一節）、上田誠（第二節）、吉田智子（第三節・第八節）、橋本博行（第四節）、鈴木智尋（第五節）、森ハヤシ（第六節）、矢沢幸治（第七節）、渡辺千穂（第九節） - 出演：温水洋一他 |
| 土曜ドラマ                                                          | ハチワンダイバー                                   | 5月3日 - 7月19日 | - 原作：柴田ヨクサル（集英社「週刊ヤングジャンプ」連載） - 脚本：古家和尚 - 出演：溝端淳平、仲里依紗 他 |
| 土曜ドラマ                                                          | 33分探偵                                           | 8月2日 - 9月27日 | - 原案・脚本：福田雄一 - 出演：堂本剛 他 |
| 土曜ドラマ                                                          | Room Of King                                       | 10月4日 - 11月29日 | - 脚本：大宮エリー - 出演：水嶋ヒロ、鈴木杏 他 |
| 土曜ドラマ                                                          | 赤い糸                                             | 12月6日 - 2009年2月28日 | - 原作：メイ（ゴマブックス） - 脚本：渡辺千穂 - 出演：南沢奈央、溝端淳平、岡本玲、桜庭ななみ、木村了、石橋杏奈、柳下大 他                                                                                              |
| BSフジ                                                              | スミレ♡16歳!!                                      | 4月13日 - 6月21日 | - 原作：永吉たける（講談社「マガジンSPECIAL」連載） - 脚本：及川拓郎 - 出演：水沢奈子、音尾琢真、平田薫 他 |
| BSフジ                                                              | ジュテーム〜わたしはけもの                         | 4月10日 - 5月22日 | - 脚本：鎌田敏夫 - 出演：芦名星、加藤雅也、洞口依子、和田正人 他 |
| BSフジ                                                              | 枯れオヤジ〜カレセンと呼ばないで〜                 | 10月5日 - 11月24日、12月6日 - 2009年1月10日 | - 脚本：永野たかひろ - 出演:志賀廣太郎、小林大介 他 |
| 未来世紀シェイクスピア（関西テレビ製作）                            | 未来世紀シェイクスピア（関西テレビ製作）           | 2008年10月27日 - 2009年1月26日 | - 脚本:小原信治 - 出演：西島隆弘、宇野実彩子、浦田直也、日高光啓、與真司郎、末吉秀太、伊藤千晃（AAA） 他 |
| スペシャルドラマ                                                    |                                                    | | |
| ユンゲル                                                            | 1月1日                                             | - 脚本：福田靖 - 出演：品川祐 他 | |
| 2夜連続ドラマスペシャル・のだめカンタービレinヨーロッパ             | 1月4日、1月5日                                     | - 原作：二ノ宮知子（講談社「Kiss」連載） - 脚本：衛藤凛 - 出演：上野樹里、玉木宏、竹中直人、ウエンツ瑛士、ベッキー 他                                               | |
| 今日は渋谷で6時 （[第19回フジテレビヤングシナリオ大賞）             | 1月5日                                             | - 原作・脚本：熊谷純 - 出演：塩谷瞬、安田美沙子、伊藤正之、木村了 他                                                                                                | |
| となりのクレーマー（東海テレビ製作）                                | 1月6日                                             | - 原案：関根眞一（中公新書ラクレ） - 脚本：中岡京平 - 出演：筧利夫、黄川田将也、石橋蓮司 他                                                                         | |
| あんみつ姫                                                          | 1月6日                                             | - 原作：倉金章介、竹本泉 - 脚本：いずみ吉紘 - 出演：井上真央 他 | |
| かるた小町                                                          | 2月11日                                            | - 脚本：栗原鞠記 - 出演：夏帆、南沢奈央 他 | |
| 死ぬんじゃない!〜実録ドラマ・宮本警部が遺したもの〜                 | 2月15日                                            | - 脚本・プロデューサー：若林愛美 - 総合演出：石田昌浩 - 出演：三宅裕司、伊藤蘭、東幹久 他                                                                           | |
| 一瞬の風になれ                                                      | 2月25日 - 2月28日                                  | - 原作：佐藤多佳子（講談社） - 脚本：佐藤弘幸 - 出演：内博貴、福田沙紀、内村光良 他                                                                                 | |
| 夢の見つけ方教えたる!                                               | 3月8日                                             | - 原作：今村克彦 - 原案：土田英生 - 脚本：吉本昌弘 - 出演：濱田雅功他                                                                                               | |
| 笑顔をくれた君へ〜女医と道化師の挑戦〜                              | 3月14日                                            | - 原作：大棟耕介『ホスピタルクラウン』（サンクチュアリ・パブリッシング） - 脚本：相良敦子 - 出演：常盤貴子、宮迫博之、泉ピン子 他                                   | |
| プロポーズ大作戦                                                    | 3月25日                                            | - 脚本：金子茂樹 - 出演：山下智久（NEWS）、長澤まさみ 他 | |
| アベレイジ                                                          | 3月28日、10月10日                                  | - 原案『NISSAN あ、安部礼司〜BEYOND THE AVERAGE』 - 脚本：タカハタ秀太、村上大樹 - 出演：笑福亭鶴瓶、平岡祐太、劇団ひとり、有山尚宏、三浦まゆ、国仲涼子、片瀬那奈他 | |
| ゆっくり歩け、空を見ろ                                              | 4月1日                                             | - 原作：東国原英夫「ゆっくり歩け、空を見ろ」（新潮社） - 出演：高橋ジョージ、水野真紀、中村梅雀 他                                                                  | |
| トリハダ3                                                           | 4月2日                                             | - 原案・脚本：堀田延、八代丈寛、佑里沢満人 - 出演：谷村美月 他 | |
| アテンションプリーズ スペシャル オーストラリア・シドニー編          | 4月3日                                             | - 原案：上條逸雄 - 脚本：今井雅子 - 出演：上戸彩、相武紗季、大塚ちひろ、小泉孝太郎、真矢みき 他                                                                     | |
| 眉山                                                                | 4月4日                                             | - 原作：さだまさし「眉山」（幻冬舎文庫） - 脚本：浅野妙子 - 出演：常盤貴子、山本耕史、宮崎美子、小市慢太郎、梶原善、阿南健二、山本學、富司純子 他                   | |
| 愛馬物語                                                            | 5月3日                                             | - 原作：市来宏（幻冬舎文庫） - 出演： 岸谷五朗、薬師丸ひろ子、関めぐみ、西村雅彦 他                                                                                 | |
| 鯨とメダカ                                                          | 5月9日                                             | - 原案：松山善三「鯨とメダカ」 - 脚本：樫田正剛 - 出演：田中邦衛、余貴美子、志田未来、八千草薫 他                                                                   | |
| 裸の大将〜宮崎の鬼が笑うので〜                                      | 5月24日                                            | - 原作：山下清 - 脚本：田上雄 - 出演：塚地武雅、大塚寧々、澁谷武尊、東国原英夫 他                                                                                   | |
| ひみつな奥さん3 イケメンホスト殺人事件                              | 5月30日                                            | - 脚本：酒井直行 - 出演：藤原紀香、葛山信吾、賀集利樹、新山千春、雛形あきこほか                                                                                     | |
| 古畑中学生                                                          | 6月14日                                            | - 脚本：三谷幸喜 - 出演：田村正和、山田涼介（Hey! Say! JUMP）他 | |
| 和田アキ子物語                                                      | 6月20日                                            | - 原作：和田アキ子「5年目のハイヒール」（扶桑社） - 脚本：深沢正樹 - 出演：中鉢明子、市村正親、泉ピン子 他                                                          | |
| ホームレス中学生                                                    | 7月12日                                            | - 原作：田村裕（ワニブックス） - 脚本：徳永友一 - 出演：黒木辰哉、夏帆、田中圭、内藤剛志、薬師丸ひろ子 他                                                           | |
| お台場探偵羞恥心 ヘキサゴン殺人事件                                 | 8月6日                                             | - 脚本：小笠原英樹、徳尾浩司 - 出演：つるの剛士、上地雄輔、野久保直樹、釈由美子、Pabo（里田まい、木下優樹菜、スザンヌ）、島田紳助、波田陽区 ほか                    | |
| クッキングパパ                                                      | 8月29日                                            | - 原作：うえやまとち（講談社・週刊モーニング） - 脚本：寺田敏雄 - 出演：山口智充、富田靖子 他                                                                       | |
| ありがとう!チャンピイ 日本初の盲導犬誕生物語                        | 9月13日                                            | - 脚本：寺田敏雄 - 出演：高嶋政伸、伊藤淳史、福田麻由子、本仮屋ユイカ、桜井幸子 他                                                                                  | |
| リアル・クローズ （関西テレビ製作）                                 | 9月16日                                            | - 原作:槙村さとる「Real Clothes」（集英社） - 脚本：大島里美 - 出演：香里奈、黒木瞳 他                                                                              | |
| なでしこ隊 〜少女達だけが見た“特攻隊”封印された23日間〜             | 9月20日                                            | - 脚本:末谷真澄、ひかわかよ - 出演:成海璃子、成宮寛貴 他 | |
| TOYOTA presents ガリレオの法則                                      | 9月29日 - 10月2日                                  | - 脚本：福田靖 - 出演：渡辺いっけい、品川祐、山崎真実 他 | |
| ガリレオΦ                                                           | 10月4日                                            | - 原作：東野圭吾「探偵ガリレオ」（文藝春秋） - 脚本：福田靖 - 出演：福山雅治、三浦春馬、北村一輝、長澤まさみ、香里奈 他                                             | |
| ありがとう、オカン（関西テレビ製作）                                | 10月7日                                            | - 脚本：金子ありさ - 出演：渋谷すばる（関ジャニ∞）、大竹しのぶ、村上信五（関ジャニ∞）他                                                                             | |
| トリハダ4〜夜ふかしのあなたにゾクッとする話を                       | 10月9日                                            | - 脚本：三木康一郎、八代丈寛、蒲田幸成、女里山桃花、松田知子 - 出演：谷村美月 他                                                                                    | |
| 花ざかりの君たちへ〜イケメン♂パラダイス〜 卒業式&7と1/2話スペシャル | 10月12日                                           | - 原作：中条比紗也『花ざかりの君たちへ』（白泉社花とゆめコミックス） - 脚本：武藤将吾 - 出演：堀北真希、小栗旬、生田斗真、紺野まひる、上川隆也他                    | |
| 裸の大将 〜富士山に偽者が現れたので〜                               | 10月18日                                           | - 原作：山下清 - 脚本：田上雄 - 出演：塚地武雅、大塚寧々、木村祐一 他                                                                                               | |
| 我はゴッホになる! 〜愛を彫った男・棟方志功とその妻〜                | 10月25日                                           | - 原案：棟方志功「板極道」（中央公論新社） - 脚本・監督：五十嵐匠 - 出演：劇団ひとり、香椎由宇 他                                                                   | |
| 恋を捨て夢に駆けた女〜エド・はるみ物語〜                            | 11月7日                                            | - 原作：エド・はるみ「成人式は二度終えております」（ヨシモトブックス） - 脚本：南千尋 - 出演：エド・はるみ、綿引勝彦、香山美子、西村和彦、木村祐一、ラッキィ池田 他 | |
| うそうそ                                                            | 11月22日                                           | - 原作：畠中恵（新潮社） - 脚本:永田優子 - 出演：手越祐也（NEWS）、谷原章介、宮迫博之（雨上がり決死隊）、真矢みき、早乙女太一、くいだおれ太郎他                     | |
| 新証言!三億円事件 40年目の謎を追え!〜極秘捜査ノートが語る全真相〜   | 12月13日                                           | - 脚本：田辺満 - 出演：中村梅雀、山本耕史、杉本哲太 他 | |
| 長生き競争! （東海テレビ製作）                                      | 12月26日                                           | - 原作:黒野伸一（小学館） - 脚本：佐伯俊通 - 出演:宇津井健、石原さとみ、羽田美智子、草笛光子、北村総一朗 、小松政夫 、勝部演之 、城田優 、津川雅彦 他               | |
| 戦士の資格 （第20回フジテレビヤングシナリオ大賞）                   | 12月29日                                           | - 原作・脚本：高橋幹子 - 出演：西島秀俊、紺野まひる、白井晃、志賀廣太郎 他                                                                                          | |

### テレビ朝日系の主なテレビドラマ
| 2008年のテレビ朝日の放送ドラマ            | 2008年のテレビ朝日の放送ドラマ                       | 2008年のテレビ朝日の放送ドラマ | 2008年のテレビ朝日の放送ドラマ |
| 放送枠                                    | 番組                                                 | 放送日                         | 原作・脚本・キャスト |
| ----------------------------------------- | ---------------------------------------------------- | ------------------------------ | --- |
| テレ朝水曜21時枠刑事ドラマ                | 相棒（シーズン6）                                    | 2007年10月24日 - 2008年3月19日 | - 出演：水谷豊、寺脇康文 他 |
| テレ朝水曜21時枠刑事ドラマ                | 警視庁捜査一課9係（シーズン3）                       | 4月16日 - 6月18日              | - 出演：渡瀬恒彦、井ノ原快彦他 |
| テレ朝水曜21時枠刑事ドラマ                | ゴンゾウ 伝説の刑事                                  | 7月2日 - 9月10日               | - 出演：内野聖陽、筒井道隆、本仮屋ユイカ、大塚寧々他                                                                                                 |
| テレ朝水曜21時枠刑事ドラマ                | 相棒（シーズン7）                                    | 10月22日 -                     | - 出演：水谷豊、寺脇康文 他 |
| 木曜ミステリー                            | 新・京都迷宮案内5                                    | 1月17日 - 3月13日              | - 脚本：西岡琢也、公園兄弟 - 出演：橋爪功、国生さゆり他                                                                                              |
| 木曜ミステリー                            | 新・科捜研の女                                       | 4月17日-6月19日                | - 出演：沢口靖子 |
| 木曜ミステリー                            | その男、副署長〜京都河原町署事件ファイル〜           | 7月3日 - 9月4日                | - 脚本：塩田千種、岩下悠子、櫻井武晴、福田卓郎 - 出演：船越英一郎、田中美里他                                                                        |
| 木曜ミステリー                            | おみやさん（第6シリーズ）                            | 10月16日 - 12月中旬            | - 出演：渡瀬恒彦、櫻井淳子 他 |
| 木曜ドラマ (テレビ朝日)                   | 交渉人〜THE NEGOTIATOR〜                             | 1月10日 - 2月28日              | - 脚本：寺田敏雄 - 出演：米倉涼子、筧利夫他 |
| 木曜ドラマ (テレビ朝日)                   | 7人の女弁護士2                                       | 4月10日 - 6月19日              | - 出演：釈由美子他 |
| 木曜ドラマ (テレビ朝日)                   | 四つの嘘                                             | 7月10日 - 9月4日               | - 原作・脚本：大石静（幻冬舎） - 出演：永作博美、寺島しのぶ、羽田美智子、高島礼子他                                                                  |
| 木曜ドラマ (テレビ朝日)                   | 小児救命                                             | 10月16日 - 12月上旬            | - 脚本：龍居由佳里 - 出演：小西真奈美、塚本高史、勝地涼、陣内孝則 他                                                                                 |
| 朝日放送・テレビ朝日金曜9時枠の連続ドラマ | 4姉妹探偵団                                          | 1月18日 - 3月14日              | - 原作：赤川次郎『三姉妹探偵団』（講談社） - 出演：夏帆、吉沢悠、中越典子、加藤夏希、市川由衣他                                                      |
| 朝日放送・テレビ朝日金曜9時枠の連続ドラマ | パズル                                               | 4月18日 - 6月20日              | - 脚本：蒔田光治 - 出演：石原さとみ、山本裕典、木村了 他                                                                                             |
| 朝日放送・テレビ朝日金曜9時枠の連続ドラマ | ロト6で3億2千万円当てた男                            | 7月4日 - 9月5日                | - 原作：久慈六郎「ロト6で3億2千万当てた男の悲劇」（集英社） - 脚本：尾崎将也 - 出演：反町隆史 他                                                     |
| 朝日放送・テレビ朝日金曜9時枠の連続ドラマ | ギラギラ                                             | 10月24日 - 12月上旬            | - 原作：滝直毅、土田世紀（小学館「ビッグコミックスペリオール」） - 脚本： - 出演：佐々木蔵之介、真矢みき、原沙知絵、田中要次、古手川祐子、三浦翔平他 |
| 金曜ナイトドラマ                          | 未来講師めぐる                                       | 1月11日 - 3月14日              | - 脚本：宮藤官九郎 - 出演：深田恭子、武田真治他 |
| 金曜ナイトドラマ                          | キミ犯人じゃないよね?                                | 4月11日 - 6月13日              | - 脚本：林誠人 他 - 出演：貫地谷しほり、要潤 他 |
| 金曜ナイトドラマ                          | 打撃天使ルリ                                         | 7月25日 - 9月5日               | - 原作：山本康人（集英社・ヤングジャンプ） - 脚本：徳永友一 - 出演：菊川怜 他                                                                        |
| 金曜ナイトドラマ                          | サラリーマン金太郎                                   | 10月10日 - 12月中旬            | - 脚本：深沢正樹、倉持裕 - 出演：永井大、井上和香、青山倫子、宇津井健 他                                                                             |
| 土曜ミッドナイトドラマ                    | 腐女子デカ                                           | 1月19日 - 2月16日              | - 脚本：鎌田智恵、瀬戸山美咲、仲村みなみ、黒崎りえ - 出演：篠原真衣、載寧龍二、石橋奈美、高橋ひとみ他                                                |
| 土曜ミッドナイトドラマ                    | コインロッカー物語                                   | 2月23日 - 3月15日              | - 原作（原案）：宮城シンジ、伊東恒久（芳文社・週刊漫画TIMES） - 脚本：遠藤察男、國澤真理子、田辺茂範 - 出演：小嶋陽菜（AKB48）、マギー               |
| 深夜帯枠ミニ番組                          | 音女                                                 | 4月7日 - 9月30日、10月18日     | - 原作・脚本：伊藤洋介（東京プリン） - 出演：鈴木亜美、misono、YU-KI（TRF） 他                                                                       |
| 土曜ナイトドラマ                          | 幻影 〜ゲンヱイ〜                                    | 5月31日 - 7月19日              | - 出演：高橋光臣、金子さやか、小嶺麗奈、押谷かおり、田島絵里香、金ヶ江悦子、安藤絵里菜、御秒奈々 他                                                  |
| BS朝日                                    | ラストメール                                         | 10月16日 - 12月21日            | - 脚本：国澤真理子、ますもとたくや、田辺茂範、加藤公平、星友人 他 - 出演：飛鳥凛、原幹恵、小柳友、平岩紙、蛭子能収 他                                |
| スペシャルドラマ                          | おいしいデパ地下                                     | 1月4日                         | - 原作：九十九森、酒川郁子「おいしい銀座」（創美社「オフィスユー」連載） - 脚本：國澤真理子 - 出演：鈴木亜美 他                                      |
| スペシャルドラマ                          | 鹿鳴館                                               | 1月5日                         | - 脚本：鎌田敏夫 - 主演：田村正和、 黒木瞳、石原さとみ他                                                                                             |
| スペシャルドラマ                          | 天と地と                                             | 1月6日                         | - 原作：海音寺潮五郎「天と地と」（文春文庫） - 脚本：ジェームス三木 - 出演：松岡昌宏（TOKIO）、渡部篤郎 他                                           |
| スペシャルドラマ                          | 拝啓トリュフォー様-テレビドラマのつくり方-           | 1月28日 - 2月1日               | - 脚本：朝倉寛 - 出演：森下千里、辰巳奈都子他 |
| スペシャルドラマ                          | 特命係長 只野仁スペシャル08                          | 2月2日                         | - 脚本：尾崎将也 - 出演：高橋克典、櫻井淳子、永井大、小松政夫 他                                                                                     |
| スペシャルドラマ                          | 文芸社ドラマスペシャル 長男の結婚                    | 2月3日                         | - 原作：森あるか「人生いろいろ 長男の結婚」（文芸社） - 出演：中島知子、富司純子、石橋蓮司、石垣佑磨 他                                              |
| スペシャルドラマ                          | 第7回テレビ朝日21世紀新人シナリオ大賞 フキデモノと妹 | 3月1日                         | - 脚本：春名功武 - 出演：岡田将生、酒井若菜 他 |
| スペシャルドラマ                          | 徳川家康と三人の女                                   | 3月15日                        | - 出演：松平健、高島礼子、若村麻由美、星野真里 他 |
| スペシャルドラマ                          | いのちのいろえんぴつ                                 | 3月22日                        | - 原作：豊島加純、こやま峰子『いのちのいろえんぴつ』（教育画劇） - 脚本：橋部敦子 - 出演：国分太一、藤本七海、杉本哲太 他                            |
| スペシャルドラマ                          | 未来遊園地2（金曜ナイトドラマ枠）                    | 3月28日                        | - 脚本：朝倉寛 - 出演：田中直樹、片瀬那奈、ちすん他                                                                                                  |
| スペシャルドラマ                          | H-code〜愛しき賞金稼ぎ〜                             | 3月28日、3月29日               | - 脚本：八津弘幸 - 出演：大浦龍宇一 、蒲生麻由 他 |
| スペシャルドラマ                          | めぞん一刻                                           | 7月26日                        | - 原作：高橋留美子（小学館・ビッグコミックスピリッツ） - 脚本：岡田惠和 - 出演：伊東美咲、中林大樹、高橋由美子、南明奈 他                            |
| スペシャルドラマ                          | 歓喜の歌 （北海道テレビ制作）                        | 9月6日                         | - 原作：立川志の輔 - 脚本：鄭義信 - 出演：大泉洋、田中裕子、大滝秀治 他                                                                              |
| スペシャルドラマ                          | 氷の華                                               | 9月6日、9月7日                 | - 原作：天野節子（幻冬舎） - 脚本：佐伯俊道 - 出演：米倉涼子、堺雅人、高岡早紀、葉月里緒奈、舘ひろし、渡哲也 他                                      |
| スペシャルドラマ                          | 越境捜査                                             | 9月11日                        | - 原作：笹本稜平『越境捜査』（双葉社） - 脚本：櫻井武晴 - 出演：柴田恭兵、寺島進、大塚寧々、夏八木勲、高橋ひとみ 他                                  |
| スペシャルドラマ                          | ツジツマ                                             | 9月26日                        | - 原作：河本準一、中川翔子、中村中 - 脚本：小原信治、河本準一・諸岡立身、相内美乃 - 出演：吹越満、正名僕蔵、近藤芳正、浅見れいな 他                  |
| スペシャルドラマ                          | 柳生一族の陰謀                                       | 9月28日                        | - 脚本：岡本さとる - 出演：上川隆也、松形弘樹、かたせ梨乃 他                                                                                         |
| スペシャルドラマ                          | 告知せず                                             | 11月15日                       | - 原案：大岡健士郎「おれたちの家族」 - 脚本：永田優子 - 出演：渡哲也、高畑淳子、滝沢秀明他                                                           |
| スペシャルドラマ                          | 男装の麗人 〜川島芳子の生涯〜                        | 12月6日                        | - 原作：村松友視（恒文社） - 脚本：龍居由佳里 - 出演：黒木メイサ、八木優希、真矢みき 他                                                              |
| スペシャルドラマ                          | 忠臣蔵 音無しの剣                                    | 12月14日                       | - 脚本：宮川一郎 - 出演：田村正和、中村雅俊、和久井映見、原田龍二、小林稔侍、西村雅彦 他                                                             |
| スペシャルドラマ                          | 肉体の門                                             | 12月27日                       | - 原作：田村泰次郎（角川文庫） - 脚本：難波江由紀子 - 出演：観月ありさ、田中美里、国分佐智子、雛形あきこ、山田まりや 他                              |
| スペシャルドラマ                          | 暴れん坊将軍                                         | 12月29日                       | - 脚本：藤井邦夫、ちゃき克彰 - 出演：松平健、浅野ゆうこ、大和田伸也、神山繁、堺正章 他                                                               |

### テレビ東京系の主なテレビドラマ
| 2008年のテレビ東京の放送ドラマ | 2008年のテレビ東京の放送ドラマ                     | 2008年のテレビ東京の放送ドラマ | 2008年のテレビ東京の放送ドラマ |
| 放送枠                         | 作品（番組）                                       | 放送日                         | 原作・脚本・キャスト |
| ------------------------------ | -------------------------------------------------- | ------------------------------ | --- |
| ドラマ24                       | コスプレ幽霊 紅蓮女（ぐれんオンナ）                | 1月11日 - 3月21日              | - 原作：上甲宣之（宝島社） - 出演：高部あい、進藤学 他 |
| ドラマ24                       | 秘書のカガミ                                       | 4月11日 - 6月27日              | - 原作：堀戸けい（日本文芸社・週刊漫画ゴラク連載） - 脚本：山崎淳也、村上直美 - 出演：安めぐみ 他                                                                                   |
| ドラマ24                       | ウォーキン☆バタフライ                              | 7月11日 - 9月26日              | - 原作：たまきちひろ『Walkin' Butterfly』（宙出版） - 脚本：三浦有為子 他 - 出演：中別府葵、鳥羽潤、滝沢沙織、とよた真帆、石原さとみ 他                                             |
| ドラマ24                       | メン☆ドル 〜イケメンアイドル〜                     | 10月10日 - 12月26日            | - 脚本：岩村匡子、村上直美、佐藤久美子、大久保智巳 - 出演：小嶋陽菜、高橋みなみ、峯岸みなみ、広田レオナ、多岐川華子 他                                                              |
| 17時台後半                     | チョコミミ                                         | 2007年10月1日 - 2008年3月31日  | - 原作：園田小波『チョコミミ』（小学館・りぼん） - 脚本：祢寝彩木 - 出演：寺本來可、増山加弥乃他                                                                                    |
| 17時台後半                     | 正しい王子のつくり方                               | 1月8日 - 3月25日               | - 原案：中西研二（デジタルハリウッド・エンタテインメント） - 脚本：半澤律子、松田恵里子、ツル、恵光 - 出演：柳浩太郎、緑友利恵、相葉弘樹、武田航平他                                |
| テレビ東京金曜夜8時枠時代劇    | 幻十郎必殺剣                                       | 1月18日 - 3月14日              | - 原作：黒崎裕一郎『冥府の刺客』（徳間文庫） - 脚本：ちゃき克彰 - 出演：北大路欣也、戸田菜穂、笹野高史他                                                                            |
| テレビ東京金曜夜8時枠時代劇    | 密命 寒月霞斬り                                    | 4月18日 - 6月13日              | - 原作:佐伯泰英「密命 見参!寒月霞斬り」 - 脚本：藤井邦夫、沢橋凛、岡本さとる - 出演：榎木孝明 他                                                                                    |
| テレビ東京金曜夜8時枠時代劇    | 刺客請負人                                         | 7月18日 - 9月12日              | - 原作：森村誠一（中公文庫） - 脚本：金子成人、石原武龍、森下直 - 出演：村上弘明、若村麻由美 他                                                                                     |
| テレビ東京月曜夜7時枠時代劇    | 主水之助 七番勝負                                  | 10月20日 - 12月8日             | - 出演：高橋秀樹 他 |
| Lドラ                          | Cafe吉祥寺で                                       | 9月29日 - 12月26日             | - 原作：宮本夕生、ねぎしきょうこ（新書館） - 脚本:高山直也、國澤真理子 他 - 出演：中山エミリ、真山明大、水谷百輔、高木万平、池田純、加藤和樹、神保悟志 他                           |
| 深夜ドラマ                     | 週刊真木よう子                                     | 4月2日 - 6月25日               | - 企画原案：月刊真木よう子（新潮社） - 脚本：三浦大輔、大根仁、宮崎吐夢、長塚圭史、赤堀雅秋、せきしろ×からしま、井口昇、及川章太郎、黒木久勝、タナダユキ、三木聡 - 出演：真木よう子 |
| 深夜ドラマ                     | デリパンダ〜おしゃべりデリ坊、東京ド真ん中配達中〜 | 2008年7月6日 - 9月27日         | - 原案：シャシャミン「おしゃべりデリ坊、東京ド真ん中配達中」（新宿書房） - 脚本：オークラ、からしま - 出演:バナナマン、おぎやはぎ、荒川良々 他                                      |
| 深夜ドラマ                     | 不思議少女 加藤うらら                              | 10月5日 - 12月28日             | - 構成：小川浩之、酒井健作 - 出演：小池里奈 他 |
| 少年メリケンサックを探せ!!     | 少年メリケンサックを探せ!!                         | 12月4日 - 2009年3月26日        | - 脚本/構成：宮藤官九郎 - 出演：宮崎あおい、ユースケ・サンタマリア 他 |
| 新春ワイド時代劇               | 徳川風雲録 八代将軍吉宗                            | 1月2日 12月27日、12月28日      | - 原作：柴田錬三郎 「徳川太平記〜吉宗と天一坊」（集英社文庫） - 脚本：長坂秀佳 - 出演：中村雅俊、内田朝陽、石黒賢、松方弘樹、多岐川裕美、かたせ梨乃、井上和香他                     |
| スペシャルドラマ               | 怨み屋本舗スペシャル                               | 1月6日                         | - 原作：栗原正尚（集英社「ビジネスジャンプ」連載） - 脚本：川嶋澄乃 - 出演：木下あゆ美、寺島進、きたろう、前田健、葵、竹財輝之助 、竹山隆範、美山加恋他                             |
| スペシャルドラマ               | 三十万人からの奇跡〜二度目のハッピーバースディ〜   | 3月26日                        | - 原作：大谷貴子「生きるってシアワセ!」（スターツ出版） - 脚本：旺季志ずか - 出演：内山理名 他                                                                                      |
| スペシャルドラマ               | 本当と嘘とテキーラ                                 | 5月28日 11月12日（再放送）     | - 原作・脚本：山田太一（山田太一ドラマスペシャル） - 出演：佐藤浩市、樋口可南子、山﨑努、柄本明、夏未エレナ、塩見三省、戸田菜穂、益岡徹、六平直政、鶴田忍他                         |
| スペシャルドラマ               | 一杯いきますか!! （テレビ大阪）                    | 7月12日                        | - 原作：石原まこちん（実業之日本社『週刊漫画サンデー』） - 脚本：オークラ - 出演：芋洗坂係長、平泉成、板尾創路、矢作兼（おぎやはぎ）他                                              |
| スペシャルドラマ               | 逃亡者 おりん                                      | 9月19日、9月26日               | 出演：青山倫子、宅麻伸 他 |
| スペシャルドラマ               | メタボリック!?おやじバンド （テレビ愛知）          | 9月23日                        | - 脚本：白石まみ - 出演：渡辺徹、原日出子、高橋和也、渡辺哲、うじきつよし 他 |

### WOWOWの主なテレビドラマ
- 蒼井優×4つの嘘 カムフラージュ（1月30日 - 4月16日）
  - 脚本：高崎卓馬、高須光聖、向井康介、黒沢久子
  - 出演：蒼井優 他
- てやんでぃBaby（3月7日 - 4月4日）
  - 出演：品川祐、岸部四郎、佐藤寛子、東幹久、水野美紀 他
- 紺野さんと遊ぼう（3月7日 - 5月2日）
  - 原作・脚本：安田弘之
  - 出演：吉高由里子 他
- ドラマW パンドラ（4月6日 - 5月25日）
  - 脚本：井上由美子
  - 出演者:三上博史、柳葉敏郎、小西真奈美 他
- 即興ドラマ 囚われつかじ〜13人の容疑者〜（4月23日 - 8月6日）
  - 監修：倉持裕
  - 出演：塚地武雅（ドランクドラゴン）、鈴木拓（ドランクドラゴン）、きたろう 他
- ドラマW シリウスの道（9月14日）
- ドラマW 横山秀夫 ルパンの消息（9月21日）
- ドラマW 6時間後に君は死ぬ（9月28日）
- ドラマW 天国のスープ（10月19日）
- 極楽町一丁目 嫁姑地獄篇（10月1日 - 11月12日）
  - 原作：二階堂正宏 極楽町一丁目 嫁姑地獄篇（朝日新聞社）
  - 脚本：鈴木謙一
  - 出演：ベッキー、室井滋 他
- ドラマW 天国のスープ（10月19日）
  - 原作：松田美智子 「天国のスープ」（文藝春秋）
  - 脚本：東多江子
  - 出演：国仲涼子、時任三郎 他
- ドラマW プリズナー（11月16日 - 12月14日）
  - 原作：沢井鯨
  - 脚本：大石哲也
  - 出演：玉山鉄二、鶴田真由、大森南朋、中村俊介、佐田真由美、小日向文世、松重豊、石黒賢 他
- 藤子・F・不二雄のパラレル・スペース（10月31日 - 12月5日）
  - 原作：藤子F不二雄
  - 脚本：三浦有為子 他
  - 出演：長澤まさみ 他

### 独立局のテレビドラマ
| 放送枠 | 番組                                     | 放送日                        | 原作・脚本・キャスト |
| ------ | ---------------------------------------- | ----------------------------- | --- |
| ※      | ホレゆけ!スタア☆大作戦 まりもみ一触即発! | 2007年10月3日 - 2008年4月24日 | - 出演：古田新太、藤木直人、山西惇、八十田勇一、生瀬勝久、まりもみ（中里真美、加藤理恵、渋谷桃子、加藤みづき）、長谷川京子、宮藤官九郎、ともさかりえ |
| ※      | RHプラス                                 | 1月2日 - 3月26日              | - 原作：諏訪絢子（エンターブレイン・comic B's-LOG） - 脚本：笹野恵、うえのきみこ - 出演：三浦悠、栩原楽人、高野八誠、尾嶋直哉、戸松遥 他             |
| ※      | ネコナデ                                 | 1月6日 - 3月28日              | - 原案・脚本：永森裕二 - 脚本：亀井亨、松野出、野澤弘之、俵法子、高橋悠 - 出演：小木茂光、ちすん、清水美那、山下容莉枝、永倉大輔 他                  |
| ※      | 東京ゴースト・トリップ                   | 4月2日 - 6月26日              | - 原作：葉芝真己（冬水社・いち*ラキ） - 脚本：高橋ナツコ、柿原優子 - 出演：寿里、八神蓮、小谷嘉一、滝口幸広 他                                       |
| ※      | ここはグリーン・ウッド                   | 7月2日 - 9月24日              | - 原作：那州雪絵（白泉社文庫・花とゆめ） - 脚本：藤咲あゆな、大知慶一郎、笹野恵 - 出演：井澤勇貴、三浦力、鈴木拡樹、佐藤雄一、大口兼悟 他            |
| ※      | 鉄道むすめ 〜Girls be ambitious〜        | 10月10日 - 2009年1月9日       | - 原案・協力：トミーテック - 出演：遠藤舞、外岡えりか、谷澤恵里香、河西智美、宮澤佐江、時東ぁみ、高梨臨 他                                           |
| ※      | ブロードキャストASUKA                    | 10月2日 - 12月25日            | - 脚本・演出：大森一樹 - 出演：小林加奈、原田伸郎、名取裕子 他                                                                                       |
| ※      | ビバ!!GS野郎                             | 10月10日 - 11月12日           | - 脚本・監督：本田隆一 - 出演：温水洋一、緋田康人、村松利史、大堀こういち                                                                            |

## 特撮番組
2007年のテレビ (日本)#特撮番組も参照

### テレビ朝日系
- スーパー戦隊シリーズ
  - 獣拳戦隊ゲキレンジャー（2007年2月18日 - 2月10日）
  - 炎神戦隊ゴーオンジャー（2月17日 - 2009年2月8日）
- 仮面ライダーシリーズ
  - 仮面ライダー電王（2007年1月28日 - 1月27日）
  - 仮面ライダーキバ（1月27日 - 2009年1月25日）

### テレビ東京系
| 番組                                                 | 放送日                  | 原作・脚本・キャスト |
| ---------------------------------------------------- | ----------------------- | --- |
| キューティーハニー THE LIVE                          | 2007年10月2日 - 3月25日 | - 原作：永井豪（秋田書店『週刊少年チャンピオン』） - シリーズ構成・脚本：井上敏樹 - 出演：原幹恵、山本匠馬、水崎綾女 、小松愛、なぎら健壱 他 - 総監督：横山誠                                                    |
| MAGISTER NEGI MAGI 魔法先生ネギま!                   | 2007年10月3日 - 3月27日 | - 原作：赤松健（講談社『週刊少年マガジン』） - 脚本：荒川稔久、林壮太郎、田中貴大 - 出演：柏幸奈、ヒロシ、松永裕子、若月さら、山本真代、近藤未穂子、大瀬あみ、藤本泉、佐藤蛾次郎、及川奈央、ミッキー・カーチス他 |
| ケータイ捜査官7                                      | 4月2日 - 2009年3月18日  | - 原作：プロダクションI.G.、Wiz - 監修：苫米地英人 - シリーズ構成・脚本：冨岡淳広 - シリーズ監督：三池崇史 - 出演：窪田正孝、三津谷葉子、田口浩正、勝野洋、伊藤裕子、長澤奈央 他                                 |
| トミカヒーロー レスキューフォース （テレビ愛知製作） | 4月5日 - 2009年3月28日  | - シリーズ構成・脚本：猪爪慎一 - 脚本：川崎ヒロユキ 他 - 出演：猪塚健太、野口征吾、はるの、長谷川恵美、早見優、内藤大助 他                                                                                       |

### BS11デジタル
- ウルトラギャラクシー大怪獣バトル（放送日:2007年12月1日 - 2月23日。〔TOKYO MX〕4月5日 - 9月27日、〔テレビ東京〕2009年10月1日 - 2009年12月24日予定）
  - シリーズ構成：荒木憲一
  - 脚本：荒木憲一、長谷川圭一、赤星政尚、増田貴彦
  - 出演:南翔太他
  - 制作:円谷プロダクション

### キッズステーション
- 環境超人エコガインダー（放送日：9月15日 - 2009年3月23日）
  - 監督・脚本：福山龍次
  - 出演：秋元才加、山本しろう 他

## テレビアニメ

### NHK
- リトル・チャロ
- アリソンとリリア
- テレパシー少女 蘭

### 日本テレビ
- RD 潜脳調査室
- 秘密 ―トップ・シークレット―

### よみうりテレビ
- アニメ☆7 ヤッターマン
- 乃木坂春香の秘密
- ケメコデラックス!

### TBS
- To LOVEる -とらぶる-
- xxxHOLiC◆継
- ひだまりスケッチ×365
- 夜桜四重奏 〜ヨザクラカルテット〜
- CLANNAD 〜AFTER STORY〜

### 毎日放送
- コードギアス 反逆のルルーシュR2
- マクロスF
- 機動戦士ガンダム00（2nd Season）
- 黒執事
- テイルズ オブ ジ アビス

### 中部日本放送
- イタズラなKiss
- のらみみ
  - のらみみ2
- 鉄のラインバレル

### フジテレビ
- ノイタミナ
  - 墓場鬼太郎
  - 図書館戦争
  - 西洋骨董洋菓子店 〜アンティーク〜
  - のだめカンタービレ 巴里編
- 二十面相の娘
- メディア工房 (フジテレビ) ミチコとハッチン

### テレビ東京
- ネオ アンジェリーク Abyss
  - ネオ アンジェリーク Abyss -Second Age-
- モノクローム・ファクター
- 絶対可憐チルドレン
- ソウルイーター
- うちの3姉妹
- ゴルゴ13
- チーズスイートホーム
- ヴァンパイア騎士
  - ヴァンパイア騎士 Guilty
- 隠の王
- ネットゴーストPIPOPA
- いつもわがままガマ王子
- 家電漫才ジョンテレビSHOW!
- 夏目友人帳
- 週刊美肌一族
- イナズマイレブン
- とらドラ!
- 今日の5の2
- しゅごキャラ!!どきっ
- スティッチ!
- スキップ・ビート!
- ライブオン CARDLIVER 翔
- ヒャッコ
- WORLD DESTRUCTION 世界撲滅の六人

### テレビ大阪
- おねがい♪マイメロディ きららっ★

### テレビ北海道
- チルビーとえほん

### テレビせとうち
- はっけん たいけん だいすき! しまじろう

### テレビ朝日
- 魔法遣いに大切なこと 〜夏のソラ〜
- ねぎぼうずのあさたろう

### 朝日放送
- Yes!プリキュア5 GO!GO!

### メ〜テレ
- 古代王者 恐竜キング Dキッズ・アドベンチャー 翼竜伝説
- バトルスピリッツ 少年突破バシン

### 北海道テレビ
- ユメミル、アニメ「onちゃん」

### BSイレブン
- シゴフミ
- true tears

### WOWOW
- 和・和・和 ワッピちゃん
- カイバ

### AT-X
- Mnemosyne-ムネモシュネの娘たち-
- 仮面のメイドガイ
- とある魔術の禁書目録

## スポーツ
2008年のスポーツ2008年の野球2008年のサッカー2008年の日本競馬も参照
- 1月5日 - みんなのケイバ（フジテレビ）放送開始
- 1月12日 - S THE STORIES（テレビ朝日）開始
- 4月4日 - ボウリング革命 P★League（日本テレビ）放送開始
- 4月6日 - アスリートLiveTV（BS日テレ）放送開始
- 4月11日 - 小林麻耶の意外と!?シングルガール〜マヤヤゴルフアカデミー〜（BS-i）放送開始
- 9月5日 - レラの魂（北海道放送）開始
- 9月19日 - 11月9日、北海道釣り紀行（NHK札幌）
- 9月27日 - どハッスル!!（テレビ東京）放送休止
- 10月1日 - 女神系GOLF[48]（テレビ朝日）開始
- 10月2日 - 12月25日、俺たちの箱根駅伝（BS日テレ）期間限定放送
- 10月4日 - Rie ism golf（テレビ東京）開始
- 10月5日 - 最強格闘技・戦極G!（テレビ東京）放送開始[49]
- 10月10日 - 百年旅行〜明日へと紡ぐメッセージ〜[50]（BS日テレ）開始
- 10月19日 - 12月28日、挑戦するNo.1（テレビ朝日）

### 1月
- 第86回全国高等学校サッカー選手権大会（2007年12月30日「開幕ゲーム」 - 2008年1月14日「決勝」、日本テレビ、他民間放送43社）
- ニューイヤー駅伝2008 全日本実業団対抗駅伝（1月1日、TBS系・群馬テレビ）
- 第87回天皇杯全日本サッカー選手権大会「決勝」（1月1日、NHK総合）
- 第84回東京箱根間往復大学駅伝競走（往路1月2日、復路1月3日、日本テレビ系）
- 第44回全国大学ラグビーフットボール選手権大会（1月2日、1月12日、NHK総合）
- 第61回ライスボウル「松下電工インパルス×関西学院大学ファイターズ」（1月3日、NHK教育）
- 第87回全国高等学校ラグビーフットボール大会決勝（1月7日、TBS系他）
- ボクシング「長谷川穂積×シモーネ・マルドロット」、「ウラジミール・シドレンコ×池原信遂」（1月10日、日本テレビ系）
- ジャパンスーパーチャレンジ2008 氷上のアーティスト・夢のチーム対抗戦!（1月12日、東海テレビ制作、フジテレビ系）
- 第26回全国都道府県対抗女子駅伝競走大会（1月13日、NHK総合）
- 大相撲初場所（1月13日「初日」 - 1月27日「千秋楽」、NHK総合）
- ボクシング「アレクサンデル・ムニョス×川嶋勝重」（1月14日、テレビ東京系）
- 男子第83回、女子第74回全日本総合バスケットボール選手権大会決勝（1月13日・1月14日、NHK教育）
- 第13回全国都道府県対抗男子駅伝競走大会（1月20日、NHK総合）
- キリンチャレンジカップサッカー2008「日本×チリ」（1月26日、フジテレビ系）
- 第27回大阪国際女子マラソン兼北京オリンピック代表選手選考会（1月27日、関西テレビ制作、フジテレビ系）
- ハンドボール北京オリンピックアジア予選再試合「日本×韓国」（生：NHK BS1、録画：NHK総合）
  - 女子 1月29日（生）、1月30日（録画）/男子 1月30日（生）、1月31日（録画）

### 2月
- 第57回別府大分毎日マラソン（2月3日、RKB毎日放送制作、TBS系）
- 第32回日本大相撲トーナメント（2月10日、フジテレビ系）
- 第2回東京マラソン（2月17日、日本テレビ系）
- 第26回横浜国際女子駅伝（2月24日、日本テレビ系）
- 世界卓球選手権（2月24日 - 3月2日、テレビ東京系）

### 3月
- 2008ゼロックススーパーカップ「鹿島アントラーズ×サンフレッチェ広島」（3月1日、日本テレビ系）
- ラグビー日本選手権（NHK総合）
  - 2回戦「東芝×早稲田大学」（3月1日）
  - 準決勝「東芝×サントリー」、「三洋電機×トヨタ自動車」（3月8日）
  - 決勝「三洋電機×サントリー」（3月16日）
- 福岡国際クロスカントリー（3月1日、RKB毎日放送制作、TBS系）
- 第63回びわ湖毎日マラソン（3月2日、NHK総合）
- WBC世界フライ級タイトルマッチ「内藤大助×ポンサクレック・ウォンジョンカム」（3月8日、TBS系）
- 2008名古屋国際女子マラソン兼北京オリンピック代表選手選考会（3月9日、東海テレビ制作、フジテレビ系）
- サッカーJ1リーグ「川崎フロンターレ×東京ヴェルディ」（3月9日、NHK総合）
- 大相撲春場所（3月9日「初日」 - 3月23日「千秋楽」、NHK総合）
- 全日本実業団山口ハーフマラソン（3月16日、TBS系）
- 第39回春の高校バレー（3月20日 - 3月26日、フジテレビ）
- 世界フィギュアスケート選手権2008（3月20日 - 3月24日、フジテレビ）
- 2008年プロ野球パ・リーグ公式戦開幕（3月20日 - 10月上旬、各地方放送局）
- WBA世界フライ級タイトルマッチ「亀田興毅×レクソン・フローレス」（3月22日、TBS系）
- 第80回選抜高等学校野球大会（3月22日 - 4月4日、NHK総合・NHK教育）
- MLBオープン戦（3月22日 - 3月26日、日本テレビ）
- 2008年プロ野球セ・リーグ公式戦開幕（3月28日 - 10月上旬、各放送局）
  - 「ヤクルト対巨人」（3月28日、フジテレビ）

### 北京オリンピック

#### メインキャスター
- NHK - 三宅民夫、青山祐子、與芝由三栄 / 豊原謙二郎、刈屋富士雄、一橋忠之、一柳亜矢子、鳥海貴樹
- 日本テレビ - 櫻井翔、堀尾正明、明石家さんま、※鈴江奈々、田辺研一郎
- TBS - 中居正広、出水麻衣、※高畑百合子
  - BS-i - はいだしょうこ
- フジテレビ - 古田敦也、相武紗季、浜田雅功、※平井理央、小倉智昭、舞の海秀平
- テレビ朝日 - 松岡修造、※武内絵美
- テレビ東京 - 草野仁、荒川静香、※大橋未歩

※はgorin.jp のCMとホームページに出演

#### テーマソング
- NHK - Mr.Children「GIFT」
- 日本テレビ - 嵐「風の向こうへ」
- TBS - SMAP「この瞬間、きっと夢じゃない」
- フジテレビ - レミオロメン『もっと遠くへ』
- テレビ朝日 - 福山雅治『HIGHER STAGE』
- テレビ東京 - EXILE『Fly Away (NEW Ver.)』

## 特別番組
NHK番組たまご、カスペ!、金曜プレステージ、土曜プレミアム、モクスペ、バリューナイトフィーバー、バラエティーニュース キミハ・ブレイク（水トク!）、水曜スペシャル （TBS版）、ドスペ2、ドニーチョ!も参照
- 2007年12月28日 - 1月2日 - 新・日本百景 100年後に残したい日本の姿（BS日テレ、BS-i、BSフジ、BS朝日、BSジャパン）
- 2007年12月29日 - 1月4日、12月27日 - 2009年1月3日 - ミニミニさまぁ〜ず
- 1月1日
  - 平成20年 ニッポン、心の原点（NHK総合）
  - 元日テレビ（NHK総合）
  - 人類進化バラエティ21世紀の歴史
  - 理由ある太郎
  - バクロス
  - スピードランキング2008
  - 2008たけしの新・世界七不思議（テレビ東京）
- クジラの親子と出逢った!タヒチ・ルルツ島 碧の楽園物語（BSジャパン）
  - 天下統一CG将軍
- 1月1日、1月2日、1月3日 - あけましてシャキーン!
- 1月2日
  - 古代ローマ1000年史…空前の巨大帝国全解明スペシャル（TBS）
  - ウチムラセブン 〜内村と7組の芸人たち!（TBS）
  - 歌って笑って大騒ぎ!!お笑い芸人家族対抗マジ歌合戦!（関西テレビ）
  - ニッポニア学習帳（毎日放送）
  - L-1グランプリ最強ドラコン選手権（テレビ東京）
- 1月3日
  - 芸能人豪邸ウォーズスターのお宝いただきます!（TBS）
  - 玉緒一家&豪華ゲスト 南国の楽園バリ島ベストチョイス!ココに住みたい!&泊まりたい!激安おしゃれ雑貨から4億円豪邸まですべて見せます!（TBS）
  - まさしとタカトシのハッピー・ニューイヤー・ショー（NHK総合）
  - オンエアバトルデラックス・タカアンドトシの正月か!（NHK総合）
  - 伊東・三宅の初笑い!お江戸人情茶屋（テレビ東京）
  - いまどきのコドモ大賞
  - みのもんたの明るいニッポン! 〜未来はどっちだ!?〜（関西テレビ）
  - ムンクを奪還せよ!「叫び」回収までの84日（BSジャパン）
  - GOLF SUPER DOUBLES MATCH
  - 所さんの楽しいゴルフ!沖縄SP
- 1月4日
  - 日本テレビ
    - 愛と勇気の（秘）実話映像世界の超決定的瞬間!!まさか!の大事件SP
    - 草野仁&北陽のドバイ都市伝説ツアー
    - 天下統一!三武将スペシャル 信長・秀吉・家康〜真のリーダーは誰か!?〜
    - げんこつガバメント!

  - 08新春提言!関口宏の歴史は繰り返す!
  - スキバラPresents もってけ!お年玉1000万円プレッシャーバトル ガレッジ・タカトシ・雨上がり・キンコン・ロンブー勢揃い
  - 行け!内山水産〜あつあつ漁師鍋を食らう旅〜
  - ミネルヴァの法則（テレビ東京）
  - 超大型ロマンアドベンチャースペシャル イシグアラスト タランパジャ〜地球最古の恐竜が眠る大地〜
  - フリーチャンネル フットボールアワーVS baseよしもと!!芸人㊙カウントダウン!!（朝日放送）
  - 旅のココロ 有名人が絶対教えたくない!絶対おいしいツアー（九州朝日放送）[52]
- 1月5日
  - 世界バーゲンハンター
  - もしもし動物でんわ相談室
- 1月6日
  - 爆笑問題のナニゲに凄ーい超人劇場（日本テレビ）
  - 日本初お魚バラエティ香取慎吾&さかなクンのギョギョ・スペ!!（TBS）
  - 超豪華!!女子プロ花の6人娘ゴルフ対決（テレビ朝日）
- 1月8日
  - 人生が変わる1分間の深イイ話（日本テレビ）
  - 美輪明宏からの遺言"ブラボー日本"（TBS）
  - 新春ドラマカーニバル超豪華"新ドラ"対抗ミラクルフルコース（TBS）
  - 女だらけの衝撃リサーチ・じょしばん（テレビ朝日）
- 1月12日
  - KAT-TUNの先輩教えてください!（日本テレビ）
  - 新地球ミステリー!1秒の世界"第3弾"仰天!世界を襲う驚異の変化・命の叫びSP（TBS）
- 1月13日 - 僕らへの手紙（関西テレビ）
- 1月14日
  - 成人の日SP 技能五輪2007メダリスト大集合（NHK総合）
  - 草彅・おすぎとピーコの女子アナ2008ベテランVSヤング仁義なき戦いSP
  - スターズ・オン・アイスinジャパン（テレビ東京）
  - 女芸人の中四国イケメン&グルメパラダイスツアー（高知さんさんテレビ）
- 1月19日- 犬ディ・ジョーンズ〜芸能界愛犬家王決定戦〜（フジテレビ）
- 1月20日- 堺正章かくし芸個人演目30回記念ホールインワン 奇跡への挑戦全記録
- 2月2日 - うどん王子ナンチャンの讃岐うどんのルーツ中国まで行っちゃいましたスペシャル!!（瀬戸内海放送）
- 2月9日 - 日本縦断! 絶品丼! それ行け腹ペコ丼太郎（中国放送）
- 2月10日 - 旭山動物園日記2008冬 〜雪景色の動物たちと飼育員の新たなる挑戦〜（北海道テレビ放送）
- 2月11日 - ルノワール+ルノワール〜2人の天才が愛した女性〜（日本テレビ）
- 2月16日 - 歴史王グランプリ2008まさか!の日本史雑学クイズ100連発（TBS）
- 2月18日 - 和風総本家（テレビ大阪）
- 2月23日 - 松嶋ブランドin上海史上最強のファッションプロジェクト芸能人ドリームチームが上海を歩く!（毎日放送）
- 2月24日
  - さまぁ〜ずのびっくりタイツアー! 驚き体験100連発!?（北海道放送）
  - はじめて海を見る日 〜タイ山岳民族の寄宿学校〜（テレビ西日本）

### 春
- 3月1日
  - 親子ジュゴンに会いたい〜奇跡の楽園パラオ〜（テレビ静岡）
  - 地球46億年冒険の旅アース・オデッセイ〜“地球とは何だ!?”（TBS）
  - 世界の恐怖映像2008!本当にコワい絶叫スクープ50連発大放出SP（TBS）
- 3月2日 - タカトシ&温水洋一が行く井の頭線小さな旅（フジテレビ）
- 3月3日 - 明日のために…今（TBS）
- 3月8日
  - 平成19年度こども音楽コンクール（TBS）
  - 僕らの食卓ができるまで（フジテレビ）
  - 新感覚タクシークイズ!キャッシュキャブ!!（フジテレビ）
  - THE MOON 〜人類の夢・月世界の未来〜（BSジャパン）
- 3月9日 - 立川談志10時間スペシャル（NHK BSHi）
- 3月13日 - 刀一振りに奥義あり〜時代劇を支える殺陣師〜（NHK総合）
- 3月17日 - 地球創世ミステリー マザー・プラネット 奇跡の島・ガラパゴス“命”の遺産（TBS）
- 3月20日
  - ここから未来を作ろう（NHK総合）
  - 地域に元気を呼び戻せ〜ワースト脱出大作戦スペシャル〜（NHK総合）
  - 中継 地球に触れる・エコ大紀行 出発（NHK総合）
  - 藤重政孝の大陸横断1万4000キロ〜東京-ロンドン浪漫鉄道の旅〜（TBS）
  - 魅惑の美人旅情 オトクに巡る!キレイ旅（テレビ東京）
  - 超豪的（セレブ）&格安的（リーズナブル）の女二人旅まるごと満喫マカオ!（テレビ東京）
  - 爆笑問題が初挑戦!“経済ワイドショー”お金でバラ色人生SP（テレビ東京）
- 3月21日 - 新説!?みのもんたの日本ミステリー!4〜失われた真実に迫る!（テレビ東京）
- 3月23日-29日 - とことん!石ノ森章太郎（NHK BS2）
- 3月24日
  - ドキュメント・奇跡をくれた動物たち（日本テレビ）
  - 名曲ベストヒット歌謡〜1970年代スペシャル〜（テレビ東京）
  - デスメイク（フジテレビ・BSフジ「TV☆Lab」2007年11月25日）
  - 1億3000万人が泣ける 奇跡をくれた動物たち（日テレ55）
- 3月25日
  - 給料いくら?〜お隣さんの手取り大公開SP〜（テレビ東京）
  - 人間観察クイズ!〜オトナの資格〜春の一斉!抜き打ちオトナテストSP
- 3月26日
  - 温泉達人が選ぶ秘境の絶景温泉（テレビ東京）
  - 東京迷宮ファイル（フジテレビ）
  - SASUKE2008第20回記念スペシャル
- 3月27日
  - もしもII（フジテレビ）
  - キャイ〜ン天野新恋人発覚SP（フジテレビ）
  - 鍵穴2（フジテレビ）
  - 島田紳助が芸能界の厳しさ教えますアブナイ有名人大集合SP
- 3月28日
  - スキバラ キンコンガレッジスペシャル（テレビ東京）
  - 奇跡の脳ミステリー〜その時、あなたの脳に何が起きるのか？〜（テレビ東京）
  - ドラバラPLUS 「緊急特番!!突撃インタビュー!芸能界カラオケ実態調査」
- 4月1日
  - 志村けんだよ大集合!!コントとトーク大放出スペシャル（TBS）
  - クイズ!ヘキサゴンII特別編京都で出会った人に感謝!全て見せますスペシャル
  - パボトーク（フジテレビ）
  - 復活!徳光&所のスポーツえらい人グランプリSP
  - 大自然!生涯現役!ニッポンのTHEワザ師 スーパー漁師vs山の達人（テレビ東京）
- 4月2日 - 報道大河スペシャル いのちの地球…警告!今そこにある50の危機私達に出来ることは?（TBS）
- 4月3日
  - モノシリス（フジテレビ）
  - お笑い芸風革命 爆笑スタイルチェンジ（日本テレビ）
- 4月4日
  - 女医to the Love（フジテレビ）
  - ヘイキンFACE（テレビ東京スポパラ）
  - ミッドナイトQさま!!プレッシャーFIT体力年齢検定!一番オジサン&オバサンなのは誰だSP
  - 世界で密かにメジャー級SUGOI☆日本人2（テレビ東京）
  - ナンバー2〜一番になれなかった天才達の物語〜（TBS）
- 4月5日
  - 激闘ビックリ大家族!!爆笑!感動!大波乱?うちのパパはおネエ系（TBS）
  - まるごとカラヤン〜生誕100周年記念・その人と音楽大全集〜（NHK BShi）
- 4月6日
  - 2008ミス・ユニバース・ジャパン 密着120日 日本一の美女誕生への道（フジテレビ）
  - ザッツ宴会テイメント!（日本テレビ）
  - 鶴瓶のクイズジャパン（TBS）
  - みのもんたの仰天!ニッポンの教科書（テレビ東京）
- 4月7日
  - 決定!全国47都道府県超ランキングバトル!!出身県で性格診断!?ニッポン県民性発表SP6（TBS）
  - 超ド級!不思議バトルW-1超魔術世界一決定戦（フジテレビ）
  - 歌手に挑戦!カラオケ★バトル4
  - 芸能人かがく部!（テレビ朝日）
- 4月8日
  - （MEDIA CONTENTS FARM）よゐこのキン消し
- 4月14日
  - 明日使えるエコ知識!超もったいない生活で地球と家計を守れSP（テレビ朝日）
- 4月16日 - ナニコレ珍百景 2時間スペシャル 史上最珍!ニッポン衝撃風景グランプリ（テレビ朝日）
- 4月21日 - アースフロンティア 未来を救う地球教室!（TBS）
- 4月26日 - アナウンサークイズ王選手権（フジテレビ）
- 4月27日 - 鳥越俊太郎の遺言〜ガンと共に生きる〜（BS朝日スペシャル）
- 4月29日
  - Earth Dreaming〜ガラスの地球を救え!（朝日放送）
  - カスペ! なるほど!ザ・ワールド世界のびっくりSP
  - 天才ダ・ヴィンチ 伝説の巨大壁画発見!（日本テレビ）
  - 松井秀喜×草野仁 ゴジラの真実2008（テレビ東京）
  - ゴルファーズ検定（テレビ東京）
  - 花と龍馬と高知の旅!（テレビ東京）

### 初夏
- 5月2日 - トレダカ（毎日放送）
- 5月3日 - まっすぐに智華子[53]（札幌テレビ）
- 5月5日
  - 浜田雅功のダヴィンチの夢〜子供100人の夢かなえます（NHK総合）
  - 夢よ!開け〜こどもたちに贈る歌のメッセージ（NHK）
  - 日テレ グッときた名場面BEST55（日本テレビ）
  - 生誕70周年特別番組 歌は我が命昭和の歌姫 美空ひばり伝説（フジテレビ）
  - 華麗なる近代化遺産を巡る旅〜秋田・小坂へ〜（テレビ東京）
  - ハイ祭2008 IN沖縄（テレビ東京）
- 5月6日
  - テストに出ないダーウィン進化論（NHK総合）
  - おなじ屋根の下で（NHK総合）
  - 脳天イライラクイズ3時間スペシャル
  - フシギとキセキの星 地球テスト（テレビ朝日開局50周年記念番組）
  - 大自然と遊ぶ!豪州ゴールドコーストの旅（テレビ東京）
- 5月5日、6日 - SAVE THE FUTURE“守りたい未来” 世界の絵本作家からの贈り物（NHK総合）[54]
- 5月8日、9日 - ドキュメント考える（NHK総合）
- 5月12日 - 15日 - がんばれニッポン!北京へJUMP〜百識王特別集中講義〜
- 5月17日 - 養老孟司が秘境で解明 人間の脳に潜む?環境破壊のメカニズム（BSジャパン）
- 5月25日
  - 火と水の洞爺・生き物たちの地球サミット（北海道放送）
  - 報道特番・四川大地震「メディアがまだ伝えきれていないこと…」（テレビ朝日 - ウェイバックマシン（2008年5月25日アーカイブ分））
- 5月31日
  - 今日からメルダチ!（NHK総合）
  - 空から見た地球〜あなたの知らないこの星の奇跡〜（テレビ朝日）[55]
  - いのちの記憶〜小林多喜二・二十九年の人生〜（北海道放送）
  - カーナビTV午後一番!もしも、1287000円が当たったらスペシャル!（北海道放送）
- 6月1日
  - 久米宏経済スペシャル “新ニッポン人”現わる!（テレビ東京）[56]
  - 鳥越&上田の環境ばらえてぃ ふるさとを救えSP〜芸能人も地球環境を考えてみました〜（九州朝日放送）[57]
  - 心にグッとくる名言集 魔法のコトバ（テレビ朝日）[58]
  - 明石家さんまのユーロNo.1（WOWOW）
- 6月2日 - 中田英寿 僕が見た、この地球。〜旅、ときどきサッカー〜（日本テレビ）[59]
- 6月6日-6月8日 - SAVE THE FUTURE
- 6月8日
  - Touch! eco 2008 明日のために…55の挑戦?スペシャル（日本テレビ）
  - 脳テレ〜あたまの取扱説明書（トリセツ）〜（仙台放送）
- 6月10日 - カスペ!ゴールデン進出豪華版恐怖の間違い探し!失敗したら地獄の落下絶叫64連発大号泣祭りペケ×ポンスペシャル
- 6月14日 - ドスペ2星イチ★お笑い力テスト（テレビ朝日）
- 6月17日 - 嵐も吹き飛ぶ!大家族2008（テレビ東京）
- 6月18日 - 水トク!パナソニックスペシャル『オリンピック代表達の真実の絆』（TBS）[60]
- 6月22日 - 名古屋めし!世界征服宣言!!イタリアGP（東海テレビ）[61]
- 6月20日 - 中川ブロードウェイ・ストリート（テレビ朝日）
- 6月27日 - 世界のびっくり趣味王100選大集合（テレビ東京）
- 6月30日 - 人のフリ見て我がフリ直せ!出没注意!!となりのモンスター[62]（テレビ東京）

### 夏
- 7月1日
  - フジテレビCS放送開局10周年大謝恩会 〜明石家さんまの今日で53!バースデー生パーティー〜（フジテレビ721、フジテレビ739、フジテレビCSHD）
  - KEYマスター（日本テレビ）
- 7月1日〜7月4日 - NHK地球エコ2008（NHK総合）
- 7月4日
  - 金曜プレステージ さんま&くりぃむの第1回芸能界（秘）個人情報グランプリ（フジテレビ）
  - ネタのジャンル決戦!THE☆おもしろキング[63]（朝日放送）
  - 生モヤモヤアリケン（テレビ東京スポパラ）
- 7月5日
  - とくダネ発!週刊北京ウォーカーSP（フジテレビ）
  - 眼ヂカラクリニック!（フジテレビ）
  - ドスペ2お笑い男塾'08夏（テレビ朝日）
- 7月6日 - 愛の子育てバラエティー ピヨピヨひよこランド（テレビ朝日）
- 7月11日 - キキミミ〜眠った脳域を開墾する知的バラエティ〜（テレビ朝日）
- 7月13日
  - ジュニアのテレビ番組（フジテレビ721）
  - トップオブトップニュース（テレビ朝日）
- 7月15日 - ありがとう15周年めざましテレビ大感謝祭〜大塚範一 真夏の大激走!〜（フジテレビカスペ!）
- 7月19日
  - 通帳の王様（フジテレビ）
  - お台場冒険王ファイナル開幕特番 オープニング記念君が来なくちゃ始まらない!みんなでレッツおバカンス!生放送スペシャル（フジテレビ）
- 7月20日 - 三浦雄一郎75歳 世界最高峰エベレストに挑む!
- 7月21日
  - いのちのうた（NHK）
  - 食卓から魚が消える？ 〜漁業再生・日本の選択〜（NHK）
  - 炭素大循環の謎を追え!（日本テレビ）
  - 映画カンフー・パンダ特番エド・はるみのパンダに会いたい!!スペシャルツアー!!（テレビ東京）
  - D-1グランプリTOKYO DRIFT INお台場〜ドリフトって何だ?〜（テレビ東京）
- 7月23日 - それいけ!7ちゃん（テレビ東京）
- 7月25日 - ウソかホントかわからないやりすぎ都市伝説〜禁断の七不思議SP（テレビ東京）
- 7月26日、7月27日 - FNS27時間テレビ!! みんな笑顔のひょうきん夢列島!!（フジテレビ）
  - 7月25日 - FNS27時間テレビもうはじまってるぞ!!前夜祭生放送スペシャル!!（フジテレビ）
- 7月29日
  - 家族で楽しむクイZOOランド（NHK）
  - 今宵もゴージャス!（NHK）
  - カスペ! お笑い芸人マジック王座決定戦スペシャル（フジテレビ）
- 8月2日
  - 検索deゴー 新発見!世界遺産（NHK）
  - 原爆 63年目の真実（テレビ朝日）[64]
- 8月3日 - 北海道ムシとり冒険ツアー!（札幌テレビ）
- 8月4日
  - クイズでGo!ローカル線の旅 岩手・三陸鉄道（NHK）
  - 映画監督・押井守のメッセージ 新作密着ドキュメント（NHK）
- 8月12日 - アナ☆ログ特別編 フジテレビアナウンサー全員集合・女子アナVS男子アナ完全決着SP（フジテレビカスペ!）
- 8月13日 - 絶景人情列島“寅さん”が旅したニッポン（テレビ東京）
- 8月23日
  - F1ヨーロッパグランプリ直前情報!山田優が行く 太陽の街バレンシア（フジテレビ）
  - 最後にトクする8日間!お台場冒険王ファイナル ラストスパートSP（フジテレビ）
  - プロ野球&メジャーリーグ 珍プレー&好プレー2008（フジテレビ）
- 8月24日 - サザンオールスターズデビュー30周年記念ライブ真夏の大感謝祭（テレビ朝日）
- 8月25日 - 解禁!○○女をのぞき見SP〜これが私の生きる道〜（テレビ東京）
- 8月29日、8月30日 - HTB開局40周年記念「〜ありがとう40年〜全部たしたら10時間!ユメミル広場に大集合!!」[65]（北海道テレビ）
- 8月30日、8月31日 - 24時間テレビ31「愛は地球を救う」誓い-一番大切な約束-

### 秋
- 9月1日 - PTA（パパ・タレント・アソシエーション）〜パパ芸人たちの集い〜（フジテレビニューカマーズ）
- 9月2日 - 宝くじの日記念!緊急発表 宝くじランキング研究所（日本テレビ）
- 9月5日 - エロスはじめました。[66]（よみうりテレビ）
  - よしもとNEXT（朝日放送）
- 9月6日
  - 医食同源バラエティ美食ワンダーワールド（フジテレビ）
  - おばさん!ミステリーツアー（フジテレビ）
  - 元気!ミルク大学〜ふしぎがいっぱい!大発見の酪農体験〜（北海道放送）
  - ウイダーinゼリー青春スペシャル密着!汗と涙の高校生フットサル（フジテレビ チャンネルΣ）
  - ぞっこん!ほっかいどう感謝祭（札幌テレビ）
- 9月7日
  - 日本テレビ男子アナはじめての落語[67]
  - 粋なおとなの修学旅行（北海道放送）
- 9月9日
  - 地上最大のテレビ動物園（フジテレビカスペ!）
  - 爆笑問題のドッキリパニックフェイス王!調子に乗ってる芸能人お仕置しちゃうぞSP（TBS）
  - 渡辺正行のマイホーム大事典（テレビ北海道）
- 9月10日 - 芸能界特別授業!私はこうして生き残りました!（毎日放送）
- 9月13日 - ソクラテスの人事（NHK総合）[35]
  - 島の人とロンブーがTV作っちゃいましたSP（あいテレビ?）
- 9月14日 - スペイン 遙かなる海ガリシア〜リアスの森へ〜
- 9月15日
  - 日々、こころみずみずしく（NHK総合）
  - アトリエブラヴォ 夢のニューヨークへ行く!（RKB毎日放送）
  - ギャー!!どうする!?緊急対処の専門学校（よみうりテレビ）
  - 競輪がケイリンで勝った!（テレビ東京）
  - どうなる?どうする?カーライフ〜ベストパートナーを探せ!〜（テレビ東京）
  - 大倉正之助 モナコ初の能公演（テレビ東京）
  - 16歳、ルーキーツアーの挑戦〜プロゴルファー石川遼の250日〜（テレビ東京）
- 9月16日 - 秋の夜長の暴露SP 爆笑問題のザ50人斬り（TBS）
- 9月17日 - 開局45周年企画速水もこみちが世界のピラミッドに登る!「七つの海を渡ったピラミッド」〜巨大彗星が滅亡させた超古代文明スンダランドの秘密〜（テレビ東京）
  - 長倉家の人々〜種子島で借金5000万円からの再起に挑む5男5女13人大家族（テレビ朝日）
- 9月18日
  - 愛と感動の生しゃべりベスト・”ジーン”スト大賞今夜決定!!スペシャル（読売テレビ）
  - コントがしたくてSPフジ最強コント夢競演みんなでコント会議
- 9月21日 - 列島異変2008〜ニッポン熱帯化の恐怖〜（テレビ朝日開局50周年記念特別番組）
- 9月23日 - 写真家たちの日本紀行スペシャル（テレビ東京）
- 9月25日
  - バラエティアイ・ムービーズ
  - ブラックマヨネーズの学生ボウリング甲子園
- 9月27日 - 美空ひばり衝撃秘話 秘蔵映像が語る壮絶なドラマ…歌声は永遠に[68]（テレビ朝日）
- 9月28日 - ブサイク男爵〜お笑い芸人魅惑の恋愛白書!それでもボクは恋をする〜（フジテレビ）
- 9月30日
  - ザ・トライアングル（TBS）
  - ライブR-ゼロ（TBS）
- 10月1日 - VS嵐SP
- 10月3日
  - 衝撃の映像100連発 世界の“ヘン”なものグランプリ（TBS）
  - 緊急特番!独占生出演清原和博41歳引退スペシャル（TBS）
  - 有田&山崎のひきだし野郎（テレビ東京 スポパラ）
- 10月4日 - ハマる!動画ネタ天国（日本テレビ）
- 10月5日
  - オロナミンC キングオブコント2008 決勝（TBS）
  - 美味いは京都〜料理人達の挑戦〜（日本テレビ）
- 10月8日 - 客観偏差値バトル08芸能人は己を客観視することが出来るのか!?（TBS）
- 10月12日
  - CHICAGOナビ（TBS）
  - ネオコラ!東京環境会議（フジテレビ）
  - 草彅プレゼンツ!フィギュア真央・美姫と行く韓国ツアー（テレビ朝日）
- 10月18日 - 新垣結衣 一歩ずつ少しずつ〜二十歳の今〜（NHK総合）
- 10月22日 - 秘境イリアンジャヤで新種の生物を追え!〜ダーウィンの進化論に隠された真実〜[69]（テレビ東京）
- 10月31日 - スカパー!独占 イ・ビョンホン祭り特番『SPOTLIGHT』
- 11月2日 - アナウンサーコンチェルト（日本テレビ）
- 11月3日
  - テレビの可能性 吉田直哉が残したもの（NHK総合）
  - ユメミル局アナHTB
  - カムイの夜明け〜木彫り熊 誕生の謎は遥かスイスに〜（北海道テレビ）
  - 青山テルマのL.A.紀行 ディズニー音楽のルーツを探る!（テレビ東京）
- 11月7日 - 坂口憲二&エビちゃん とっておき!宮崎デート（フジテレビ）
- 11月8日
  - 嫁芸人〜お笑いときどき奥様〜（フジテレビ）
  - VERSUS[70]（テレビ朝日）
- 11月14日
  - モヤモヤさまぁ〜ず2営業風
  - オールスター芸能人歌がうまい王座決定戦スペシャル（フジテレビ）
- 11月8日 - 嫁芸人グランプリ〜お笑いときどき奥様〜（関西テレビ）
- 11月9日 - テレビ西日本開局50周年記念特別番組 決断の時〜崖っぷちの日本医療〜
- 11月16日、11月23日 - タカトシのばんせんかッ!（日本テレビ）
- 11月16日
  - 天のゆりかご〜世界の屋根に暮らす家族の物語〜（関西テレビ）
  - 日経ビジネス経済スペシャル「恐慌突破」（テレビ東京）
- 11月22日
  - 祝!Voice6公演決定!女性アナ本音で生トークスペシャル（テレビ朝日）
  - さまぁ〜ずの世界温泉〜とりあえずアジア編（テレビ愛知）
- 11月24日 - 緊急中継!古代ローマ大発掘SP謎の地下遺跡を世界初公開!（日本テレビ）
- 11月28日
  - 祝女（NHK総合）[35]
  - 明石家さんまに聞きたかったのはそういうコトだったのねスペシャル（日本テレビ）
- 11月29日 - タモリ教授のハテナの殿堂?（日本テレビ）
- 11月30日
  - ビートたけしの今まで見たことないテレビ（日本テレビ）
  - beauty+幸せのカタチ（テレビ北海道）[71]

### 冬
- 12月2日 - チュートリアルのナヌ!?逆流リサーチ大賞（テレビ東京）[72]
- 12月3日 - 輝く!一生懸命テレビ大賞2008（TBS）
- 12月5日 - 日本のビックリ新発見!頭が良くなるヘンな地図[73]（テレビ東京）
- 12月7日 - 森といのちの響き〜お伊勢さんとモアイの島（東海テレビ）
- 12月9日 - 打鐘!北京五輪最終章 メダリストの涙と挫折（日本テレビ）
- 12月14日 - 地球☆感じてミッション!（関西テレビ）
- 12月16日 - みのもんたの緊急特番 通帳を守る100の方法（フジテレビ カスペ!）
- 12月18日 - 思い込みは一生の恥!クイズ本当にそれでいいんですね?（読売テレビ）
- 12月19日
  - GOD HANDS マジシャンNo.1決定戦（朝日放送）
  - 明石家さんまのフジテレビ笑顔グランプリ2008（フジテレビ 金曜プレステージ）
  - スーパーライブ Perfume in 武道館（NHK BShi）
- 12月20日
  - 今も聴きたい!ベストヒット歌の祭典（フジテレビ）
  - 講談特選（NHK総合）
  - 朝ごはん料理で故郷の未来を切り開け!全国高校生対抗ごはんCUP2008（NHK総合）
  - 特集小さな旅「忘れ得ぬ山河」
  - クイズでGo!ローカル線の旅 鹿児島・JR指宿枕崎線
- 12月20日、12月27日 - ターシャからの伝言 〜花もいつか 散るように〜（NHK総合、BShi）
- 12月21日
  - 3男7女12人ワケあり大家族 密着600日!裸の子育て奮闘記（フジテレビ）
  - WHITE ROOM〜リリー・フランキーと斉藤和義〜（NHK総合）
  - こんにちは!動物の赤ちゃん（NHK総合）
  - 今夜はテレビでケータイ短歌（NHK総合、NHKラジオ第1）
- 12月22日
  - 魔術台風!リュー・チェン上陸!（フジテレビ）
  - 環境スペシャル パタゴニア 〜さいはての風を日本へ運べ〜（TBS）
  - 天空のロストワールド〜南米アマゾン・ギアナ高地 地球創世の記憶〜（テレビ朝日）
  - ひばりちゃんさぶちゃんみんなが夢見た華麗な舞台（NHK総合）
  - 柴咲コウ 孤独の中の輝き（NHK総合）
- 12月23日
  - 来た!見た!泊まった!田舎暮らし最前線（TBS）
  - カリスマ白書〜禁断の絶対タブー本人告白…（TBS）
  - 茶馬古道 もうひとつのシルクロード（NHK総合）
  - ネクスト・スペシャル 小池栄子のトンガリTV（NHK総合）
- 12月25日 - 大食いなでしこが行く!全国デカ盛り店ベスト30（テレビ東京）
- 12月26日
  - 鶴瓶カレンダー2009（テレビ東京）
  - 絆さがして夫婦旅 これが世界の円満ルール（NHK総合）
  - 「命の舞い」〜隠岐・復活への1年間の記録（NHK総合）
- 12月27日 - 爆笑問題vs安住紳一郎 平成ニッポン20年史!（TBS）
- 12月28日
  - エコ甲子園（2008年）
    - 映画監督チャン・イーモウ北京オリンピックを語る（NHK総合）
- 12月29日
  - クラッシュ!!（日本テレビ）
  - 久本雅美のソコほじっていいですか?（日本テレビ）
  - 島田紳助の想い出オークション（テレビ朝日）
  - 全日本ソーダン選手権[74]（テレビ東京）
- 12月30日
  - パンドラの豆知識（日本テレビ）
- 12月31日
  - ご当地お正月グルメ大事典（テレビ朝日）
  - 大みそかシネマスペシャル オリヲン座からの招待状（テレビ東京）

### シリーズ
- 1月1日
  - カワズ君の検索生活2008ネットで話題のレア動画見せますSP
  - まだまだ日本はよふけ2008謹賀新年SP
  - 26時間ちょっとテレビ（日本テレビ）
    - ぐるぐるナインティナインおもしろ荘 レア芸人だけで生放送 祭りだオッパッピー!
    - 幹事さまぁ〜ず 女だらけの大新年（生）アイドルいちご祭り2008
    - 大笑点2008

  - 今年も生だよ!新春9時間笑いっぱなし伝説〜2008年最も売れる吉本No.1芸人は誰だ!？〜
  - 森田の新春天気!!08初日の出スペシャル
  - はじめてのおつかい!爆笑!元日スペシャル
  - 新春クイズスペシャルQUIZ!50/50（TBS）
  - 正月恒例!伊東四朗のすし!丼!ラーメン!（TBS）
  - 最強の男は誰だ!壮絶筋肉バトル!!スポーツマンNo.1決定戦XXXVII（TBS）
  - ザ・決断!運命の一瞬
  - 第41回初詣!爆笑ヒットパレード2008（ヒットパレード以外に、新春ゴールデンピンクカーペット、鶴瓶大新年会、爆笑ゴールデンカーペットを内包放送）
  - 第45回新春かくし芸大会2008（フジテレビ）
  - おめでとう!2008!元旦・初出し大放送（テレビ朝日）
  - みのもんた・おめでとう!日本の歌謡曲（テレビ朝日）
  - 志村&所の戦うお正月（テレビ朝日・朝日放送）
  - 朝までたけし的ショー 新春!記者暴走!たけスポ”（テレビ朝日、朝まで暴走たけし軍団の続編）
  - 仲間由紀恵の蒼い地球2“温暖化 人類に迫る…自然界の逆襲”（テレビ東京）
  - 人気者で行こう!#芸能人格付けチェック2008（朝日放送）
- 1月1日、3月25日、9月23日 - 開運!なんでも鑑定団SP
- 1月1日、3月19日、4月2日、9月24日、12月24日 - はねるのトびらSP
- 1月2日
  - エンカ四人姫びっくり!!新年会すっぴん!
  - 有田&山崎のおしゃべり太郎（テレビ東京）
  - 東野・岡村のプライベートでごめんなさい…インドの旅（TBS）
  - 世界の村で発見!こんなところに日本人（朝日放送）
  - 初笑い浪花の陣（朝日放送）
  - 2008関西財界フォーラム〜関西に勝算あり〜（朝日放送）
  - 超『ぷっ』すま!正月早々松も米倉も深キョンも韓流スターもぶっつけ大本番スペシャル!!（テレビ朝日）
  - 日本ど真ん中!三枝のグルメご当地料理自慢8（ANN中部ブロックネット）[75]
  - 1月2日（2004年から毎年1月2日）関根&優香の笑うお正月（テレビ朝日）
- 1月2日、12月28日（2006年1月8日、2006年3月25日、2007年1月2日） - 徳光・所の世界記録工場
  - 1月2日、12月30日 - 的中王（日本テレビ）
- 1月3日
  - 新春クラシックスペシャル2008大植英次の「運命」「田園」（朝日放送）
  - 芸能人ウワサの美人妻顔出し解禁100連発スペシャル（日本テレビ）
  - ゴールドラッシュ2008〜今年こそブレイクしたい芸人が開く新しきイロモネアの夜明け!!
  - 初笑い東西寄席（NHK総合）
  - 平成教育委員会2008ねずみ年だよ謹賀新年今年も考えチューSP
  - 夢対決!とんねるずのスポーツ王は俺だ!スペシャル2008
  - 一攫千金!日本ルー列島
  - オヤジバンドショー（日本テレビ）
  - さんタク
  - VSマジック
  - クイズ!洋楽TV
  - 新春特番!出たな妖怪
- 1月3日（2007年7月16日） - 東京マスメディア会議2
- 1月3日、4月3日 - お笑い芸風革命 爆笑スタイルチェンジ（日本テレビ）
- 1月3日、4月4日、11月21日 - わかるテレビ（フジテレビ）
- 1月3日、4月11日、10月10日 - 史上最強のメガヒットカラオケBEST100 完璧に歌って1000万円!!
- 1月4日
  - 新春!オールスター赤面申告!ハプニング大賞2008
  - さんま・玉緒のお年玉あんたの夢をかなえたろかスペシャル
  - 新春クイズ・ドレミファドン!2008
  - タイマン即興コントバトル アドリブキング（テレビ東京）
- 1月4日、4月4日、10月3日 - 笑福亭鶴瓶のメインキャスト!
- 1月4日、7月5日 - 地球危機2008〜何気なく暮らしている人たちへ〜（テレビ朝日）[76]
- 志村けんのバカ殿様
  - 1月4日 - 志村けんのバカ殿様2008!笑いのお年玉スペシャル
  - 6月24日 - カスペ!・志村けんのバカ殿様祝!50回スペシャル
  - 10月3日 - 志村けんのバカ殿様秋の豪華爆笑スペシャル
- 1月5日
  - プロ野球オールスタースポーツフェスティバル（一部地域除く）
  - 欽ちゃん&香取慎吾の第79回全日本仮装大賞
  - 中井正広の大ブラックバラエティ
  - 激録!交通警察24時2008
  - イチ流（テレビ朝日）
- 1月7日
  - 平成20年間1億3000万人のがんばった大賞（フジテレビ）
  - 中居正広の(生)スーパードラマフェスティバル2008
  - ものまねバトル 決定!ベストアーティストアワード2008
- 1月5日、6月28日 - 『元祖!大食い王決定戦』全国予選
- 1月5日 - 史上空前!! 笑いの祭典 ザ・ドリームマッチ'08
  - 7月22日 - ザ・ドリームマッチ'08 真夏の若手芸人祭り!!（TBS）
- 1月6日、5月5日、12月23日 - ACTION 日本を動かすプロジェクト（日本テレビ）
- 1月4日、5月30日、7月25日、9月24日 - テレブリッド（BSイレブン）
- 1月6日、3月2日、7月6日、11月2日 - 完成!ドリームハウス
  - 2008年10月19日 - 開店!ドリームショップ（テレビ東京）
- 1月9日
  - ザ・放送ヲ阻止セヨ!!これ知られたら芸能界明日から生きてけない絶体絶命スペシャル!
  - 遭遇難易度ランキングTV
- 1月10日、4月26日 - タモリのヒストリーX
- 1月11日 - 踊る!大警察24時逮捕の瞬間100連発SP（フジテレビ）
  - 10月10日 - 踊る!大警察24時2008湾岸署密着SP
- 1月12日、9月22日 - カジキと戦う男たち（テレビ朝日）
- 1月13日、3月30日、9月28日 - 大改造!!劇的ビフォーアフター2時間スペシャル（朝日放送）
- 1月14日、4月2日 - あらすじで楽しむ世界名作劇場
- 1月16日
  - 経済エンターテイメント ヘルメスの悪戯（テレビ東京）
  - 世界一奇妙なクイズ
- 1月20日、2月16日、3月2日、3月30日 - S-Concept（関西テレビ）[77]
- 1月22日（カスペ!）、12月 - 世界びっくり人間!ニッポン珍滞在記
- 1月28日、5月12日、（6月25日）、8月23日、10月14日-THE THREE THEATER（フジテレビ）
- 2007年5月29日、1月29日、7月8日、11月25日 - カスペ! お客様は王様かよっ!?（フジテレビ）
- 2月11日、7月21日、10月13日 - 女たちの中国（日本テレビ）
- 2月12日- 緊急来日!史上最強の予言者ジュセリーノ 未来を変える5つの警告（テレビ東京）
  - 10月9日 - 史上最強の予言者 ジュセリーノ 新たなる5つの警告 緊急公開スペシャル[78]（テレビ東京）
- 2月17日（2007年11月23日） - リヤカーマンのでっかい地球!大冒険
- 2月21日 - ド短期ツメコミ教育!豪腕!コーチング!!サぁー開幕!世界卓球福原愛も猛スマッシュ日本女子代表が参戦!
  - 3月11日 - ド短期ツメコミ教育!豪腕!コーチング!!〜芸能人こそ一浪して東大へ行け!プロジェクト〜
- 2月25日、6月16日、9月26日、12月29日 - 人志松本のゆるせない話
- 2月26日、9月16日 - ギャル曽根 世界を喰う!（フジテレビカスペ!）
- 2月27日、4月24日、10月23日 - モクスペ ナイナイメモリー（日本テレビ）
- 3月3日（フジテレビ登龍門）、4月20日、8月10日 - 人生交換プログラム ライ⇔トレ（関西テレビ）
- 3月4日、5月6日、8月19日 - お笑い芸人歌がうまい王座決定戦スペシャル
- 3月8日、7月5日、9月7日、12月2日 - キャッシュキャブ（フジテレビ）
- 3月15日、9月21日 - 世界おもしろ珍メダル バカデミービデオ大賞
- 3月17日、9月15日 - 5000番組10万人総出演 がんばった大賞
- 3月21日
  - 発祥発見バラエティーご起源さん!（TBS）
  - よくある質問
- 3月22日
  - よくある質問（テレビ朝日）
  - ドスペ2内村プロデュース内P芸人Vs内Pを知らない芸人SP
- 3月22日、10月16日 - 世界一短いギャグ祭り!お笑いメリーゴーランド（TBS）
- 3月23日 - ザ!2007年度検定
- 3月24日 - みのもんたの全国警察凶悪犯罪捜査網24時SP
- 3月25日、7月1日、10月7日 - 一攫千金ヤマワケQ! "責任者はお前だ!"
- 3月25日、6月21日、12月27日 - 人志松本のすべらない話ザ・ゴールデン
- 3月26日（2007年12月30日） - 偉大なる未来図鑑
- 3月27日
  - みのもんたのなつかし歌謡曲（テレビ朝日）
- 3月27日、6月24日、9月25日 - クイズタイムショック 芸能界最強クイズマスター決定戦
- 3月27日 - スーパー$ミリオネア
  - 9月18日 - クイズ$ミリオネアみのVS世界のたけし!空前絶後の直接対決SP
  - 12月9日 - クイズ$ミリオネア緊急生放送SP
- 3月27日 - 島田紳助がオールスターの皆様に芸能界の厳しさ教えますスペシャル!
- 3月28日、9月26日 - 世界の子供がSOS!マチャアキの仕事人バンク[79]（朝日放送）
- 3月28日、9月30日 - 恐怖のアポなし訪問者 和田アキ子の今晩泊めろよコノヤロー!（TBS）
- 3月28日、10月10日 - 人生最大のサプライズプロポーズ大作戦!（TBS）
- 3月29日
  - 桜咲いてもさだまさし
  - 最強のカラオケヒットソング全部ご本人の歌でお見せしますSP6
  - 報道特捜!桜満開!列島“春の嵐”スペシャル（テレビ朝日）
  - 野球 ZERO 開幕SP
- 3月29日、9月27日 - オールスター感謝祭
- 3月30日 - おとなの学力検定スペシャル小学校教科書クイズ!3!!
  - 9月30日 - おとなの学力検定SP!!小中学校教科書クイズ
- 3月30日
  - 地球デイプロジェクト・消えゆく命の物語（フジテレビ）
  - 元祖!大食い王決定戦〜打倒ギャル曽根!爆食戦国絵巻〜
- 3月31日
  - 東京レトロ（フジテレビ）
  - ミスキャンパスクイーンコンテスト決定戦（フジテレビ）
  - 知力・体力・家族の絆 日本列島 大家族クイズ（日本テレビ）
  - スーパービンゴナイト!
- 3月31日、10月6日 - クイズ!!シャムロック（日本テレビ）
- 4月1日 - ガイアの夜明け6周年スペシャル 農村少女と中国の6年（テレビ東京）
- 4月1日、9月30日、12月30日 - 爆笑そっくりものまね紅白歌合戦スペシャル（フジテレビ）
- 4月1日、5月30日、6月20日 - 松本見聞録（TBS）
- 4月2日 - 世にも奇妙な物語春の特別編
- 4月5日、それゆけ!ダイダマン（テレビ朝日）
  - 6月27日 - 関ジャニ∞の代打屋シリーズ それゆけ!ダイダマンZ（テレビ朝日）
- 4月6日 - 驚きの嵐!世紀の実験 学者も予測不可能SP4（日本テレビ）
- 4月7日 - 笑っていいとも!春の祭典2008SP（フジテレビ）
- 4月7日、9月22日 - ものまねバトル（日本テレビ）
- 4月8日 - 難病と闘う子供たち!私たちはこんな病気と闘っています4（TBS）
- 4月8日 - FBI超能力捜査官 第13弾 ジミー佐古田×ジョゼフ・マクモニーグルコールドケースSP
- 4月8日、9月23日 - 全国アカペラ甲子園ハモネプリーグ
- 4月8日、7月4日、12月29日 - 芸能界かがく部（テレビ朝日）
- 4月9日 - ザ・ベストハウス123 春の3時間プレゼン祭りSP（フジテレビ）
- 4月9日、10月1日
  - Run for money 逃走中
  - 痛快!ビッグダディ（[80] テレビ朝日）
- 4月10日 - アメトーーーーク!春の売れっ子芸人30人祭り 徹子の部ーーー屋スペシャル
- 4月13日 - 行列のできる法律相談所SP23（日本テレビ）
- 4月14日 - 世界の超決定的瞬間!常識ヤブリ!の大事件愛と勇気の（秘）映像SP（日本テレビ）
- 4月15日
  - 7男4女爆笑ビンボー大家族! 笑いと涙の5年間 春の値上げラッシュで大変だぁSP（日本テレビ）
  - 最終警告!たけしの本当は怖い家庭の医学 2時間スペシャル（朝日放送）
- 4月17日 - 浜田警察 緊急出動スペシャル! 〜本当にあった男と女のサスペンス劇場〜（よみうりテレビ）
- 4月28日 - ドラマレジェンドスペシャル 世にも奇妙な物語SMAPの特別編
- 4月30日 - 徳光和夫の世界感動スペシャル 海を越えた家族愛9（テレビ東京）
- 5月3日
  - 平成教育委員会2008春スペシャル
  - 欽ちゃん&香取慎吾の第80回全日本仮装大賞（日本テレビ）
- 5月6日、5月7日 - アフリカ銃弾114日の旅
- 5月8日 - 謎缶（NHK総合）
- 5月9日、9月18日 - 拝啓 十五の君へ〜アンジェラ・アキと中学生たち〜（NHK総合）
- 5月11日 - 真夜中なのに生放送! 連休明けもさだまさし「早稲田から生放送!」
- 5月11日 - メデューサの瞳 〜人を見抜く天才たち〜メデューサ王座決定戦SP
  - 9月8日 - あなたは人を見抜けるか?メデューサの瞳
- 5月16日、10月3日 - 石ちゃんと愉快な仲間達 ふるさと発見!新デブの旅（テレビ東京）[81]
- 5月23日 - 激録 警察密着24時!!（テレビ東京）
- 5月25日（日曜ワイド）、6月15日（日曜ワイド）、9月12日、9月16日 - 情報整理バラエティ ウソバスター（テレビ朝日）[82]
- 6月16日 - 世界驚愕リサーチ 数字は嘘をつかない![83]（テレビ東京）
- 6月21日[40]、10月3日 - 芸能人検定2008（日本テレビ）
- 6月22日 - 上田晋也の日本の宿題（テレビ朝日）
- 6月29日 - ニッポンを釣りたい!芸人VSアイドル荒波で失神?秘境に大物女優楽園マグロ（テレビ新広島）
- 7月4日 - 第39回 夏祭りにっぽんの歌（テレビ東京）
- 7月8日、8月12日、9月10日 - O.tone TV（北海道文化放送）[84]
- 7月17日 - モクスペ 今夜は芸人が超本気!最強デュエット歌合戦4
- 7月21日
  - 歴史大河ロマンスペシャル「今夜歴史が変わる!古代エジプトミステリー天才考古学者ザヒ・ハワース博士の新発見PART2」&「女たちの中国」（日本テレビ）
  - モヤモヤさまぁ〜ず2SP（テレビ東京）
- 7月26日
  - 夏うた2008（NHK総合）
  - 徳島から生放送!真夏の夜もさだまさし（NHK総合）
- 7月30日 - ちょっと変だぞ日本の自然3風が吹けば○○が…大変だSP（NHK）
- 8月5日 - 2008年水検定（フジテレビカスペ!）
- 8月6日 - 輝く命IV（テレビ東京）
- 8月15日 - 懐かしの昭和メロディ（テレビ東京）
- 8月16日、9月13日 - 笑いの万博（日本テレビ）
- 8月25日、9月1日 - 貧乏なんかに負けないぞ!渡津家2男11女の大家族
- 8月26日
  - ほんとにあった怖い話夏の特別編2008 心とカラダのミステリーSP（フジテレビ）
  - 子供たちの大挑戦!涙と感動"からくり&ドミノ甲子園"トリック77連発!!玉が転がりモノが倒れ…奇跡の大連鎖（テレビ東京）
- 8月26日、9月2日、9月9日、9月16日 - 恋歌〜ラブソングス〜（日本テレビ）
- 8月27日 - 100円玉に愛をこめて 〜世界の子供たちのために〜[85]（テレビ東京）
- 8月30日
  - 北京ウォーカーSP!五輪メダリスト大集合小倉智昭と緊急生放送 今だから本音話します（フジテレビ）
  - 爆笑ピンクカーペット
  - 第6回MBS新世代漫才アワード（毎日放送）
- 8月31日 - 平成教育委員会真夏の頂上決戦SP（フジテレビ）
- 9月1日 - 世界で密かにメジャー級!SUGOI☆日本人3（テレビ東京）
- 9月2日 - お笑い芸人親子で漫才王座決定戦スペシャル（フジテレビ）
- 9月5日 - 全国高等学校クイズ選手権（日本テレビ）
- 2007年12月27日、9月13日 - ロードオブザエンゲージリング（フジテレビ）
- 9月15日
  - 第32回鳥人間コンテスト選手権大会（読売テレビ）
  - はじめてのおつかい秋SP（日本テレビ）
- 9月17日 - 帰ってきた緊急!ビートたけしの独裁国家で何が悪い!?（読売テレビ）
- 9月18日 - アメトーーーーーク!売れ筋家電アニメ芸人ポイント還元ベロ祭（テレビ朝日）
- 9月19日 - さんま&槇原敬之の世界に一つだけの歌2（朝日放送）
- 9月21日 - DOORS 2008（TBS）
- 9月22日 - ものまねバトル（日本テレビ）
- 9月19日、9月23日 - 学べる!!ニュースショー!スペシャル（テレビ朝日）
- 9月23日
  - 99プラス!さらに4倍プラススペシャル（日本テレビ）
  - サクセス道場 〜偉人に学ぶ幸せのヒント〜（TBS）
- 9月24日
  - CDTVスペシャル!15周年プレミアライブ（TBS）
  - ザ!世界仰天ニュース秋の4時間半仰天まつり
  - クイズ雑学王秋の最強雑学王座決定戦3時間SP
- 9月25日、10月22日 - 銀座の母スペシャル 驚異の的中率で悩める芸能人が今夜も駆け込んで来た…（TBS）
- 9月26日
  - 中居正広の金曜日のスマたちへスペシャル（TBS）
  - 一攫千金!日本ルー列島スペシャル
  - ピン子の時間II（TBS）
  - アドリブキング（テレビ東京）
- 7月12日 - 高田純次の値切り交渉の旅必見!夏休み直前SP〜房総編〜（フジテレビ）
  - 9月27日 - 高田純次の秋の京都お取り寄せの旅〜“若返り”の逸品を探せ〜（フジテレビ）
- 9月27日
  - 世界の超人大集合（日本テレビ）
  - イタリアで夢を追う!若き日本のTRY人（テレビ東京）
- 9月28日
  - 行列のできる法律相談所SP37
  - タモリのボキャブラ天国大復活祭'08!!
  - 元祖!大食い王決定戦
- 9月29日
  - 『ぷっ』すま3時間スペシャル
  - 人生が変わる言葉SP（日本テレビ）
- 9月30日 - 笑う犬2008秋（フジテレビ）
- 10月2日 - 全国一斉!日本人テストSP
- 10月2日、10月26日 - たった一言で大爆笑!笑撃!ワンフレーズ（TBS）
- 10月6日
  - 2008年上期検定（フジテレビ）
  - 笑っていいとも!秋の祭典2008
  - 日テレ人気番組深イイ話2時間SP
- 10月7日 - ウチくる!?SP（フジテレビ）
- 10月7日、12月25日 - あなたが聴きたい歌の4時間スペシャル[86]（TBS）
- 10月8日 - 爆笑レッドカーペット満点コラボ祭り3時間SP（フジテレビ）
- 10月10日 - ワールド井戸端会議世界の衝撃&仰天映像TV初公開!100連発（TBS）
- 10月12日、1月4日 - ネオコラ! neo-collage TV 東京環境会議（フジテレビ）
- 10月25日 - お台場から生放送!秋の夜長もさだまさし（NHK総合）
- 11月2日 - 2008秋平成教育委員会インテリ大激突スペシャル
- 11月15日、12月5日 - 怪盗!!シノビーナ[87]（テレビ朝日）
- 11月12日、12月3日 - 日本史サスペンス劇場SP
- 11月22日
  - たけしの日本教育白書2008（フジテレビ）
  - テレキャン（テレビ朝日）[88]
- 2007年11月23日、2008年11月24日 - ステキOL☆研究所!（テレビせとうち）
- 11月24日 - 追跡!通販ヒットの法則2 年末直前SP（TBS）
- 12月5日 - 一攫千金!日本ルー列島 これが国民の声だ!2008年総決算!ニッポン知識王決定戦3時間スペシャル
- 12月6日
  - 明石家さんまの映画大辞典III（WOWOW）
  - 青木さやか列伝〜序章〜マサイの王子をおもてなしスペシャル（フジテレビ）
  - 小学生クラス対抗30人31脚（テレビ朝日）
  - 世界を彩るクリスマス（旅チャンネル）
- 12月6日、12月7日 - Merry Christmas in Canada（旅チャンネル）
- 12月13日 - メルヘンの世界!ドイツ・クリスマスの旅〜クリスマスマーケットへの誘い〜（旅チャンネル）
- 12月18日 - 全国一斉!日本人テスト 冬の陣2時間スペシャル
- 12月20日
  - さんま&SMAP!美女と野獣のクリスマススペシャル'08
  - 第2回月がとっても青いから全国カラオケコンクール（TBS）
- 12月21日
  - そこが知りたい2008 路線バス途中下車の旅（TBS）
  - 3男7女12人ワケあり大家族 密着600日!裸の子育て奮闘記（フジテレビ）
  - M-1グランプリ2008
- 12月23日
  - 天皇誕生日 〜皇室この一年〜（NHK総合）
  - パパサウルス 冬のスペシャル パパ楽（たの）!子どもで世界が広がる（NHK総合）
  - 年忘れ漫才競演（NHK総合）
  - まるごとプッチーニ 生誕150年記念・その人と音楽大全集（NHK BShi）
  - 1万人の第九 with CHEMISTRY（毎日放送）
- 12月24日
  - 笑っていいとも!クリスマスイブ特大号
  - 明石家サンタの史上最大のクリスマスプレゼントショー2008
  - オンタマSP（テレビ朝日）
- 12月25日
  - ズームイン!!SUPER NG投稿SP（日本テレビ）
  - 愛と感動の生しゃべり!お笑い芸人泣ける話No.1決定戦!!2（読売テレビ）
  - クリスマスの約束（TBS）
  - 勝俣州和の地球と遊ぼう!ぼくらのてっぺん こころみ学園（テレ朝チャンネル）[89]
- 12月26日 - 太田総理SP!太田内閣の証人喚問2008（日本テレビ）
  - バラエティ番組誕生50年記念!8時だヨ!全員集合年末スペシャル!!（TBS）
  - ロンブーXマス聖夜は芸人も大忙しSP（テレビ朝日）
- 12月27日
  - サラリーマンNEO 冬"宴"2008（NHK総合）
  - キッチンワゴンがゆく 日本列島・海岸線の旅 千葉県 銚子→九十九里浜（NHK総合）
  - 人間60年 沢田研二スペシャル（NHK総合）
  - スーパーライブ Perfume in 武道館（NHK BS2）
  - エンタの神様 もう一度見たい傑作ネタSP（日本テレビ）
  - なぎたおすもんすけ（北海道放送）
- 12月28日
  - 大相撲・とことん言います!2008（NHK総合）
  - スポーツハイライト2008（NHK総合）
  - 驚きの嵐!世紀の実験 学者も予測不可能SP5（日本テレビ）
  - 中居正広の7番勝負!超一流アスリートVS芸能人どっちが勝つの?SP（日本テレビ）
  - 情熱大陸extra（毎日放送）
- 12月28日、12月29日 - お笑いDynamite!（TBS）
- 12月29日
  - まちかど情報室スペシャル2008（NHK総合）
  - 緒形拳がみたプラネットアース 地球徒歩トボ（NHK総合）
  - SAVE THE FUTURE年末スペシャル（NHK総合）
  - 男自転車ふたり旅〜イタリア1200キロをゆく〜（NHK総合）
  - みのもんたの今夜あなたは目撃者!全国警察犯罪捜査網47（日本テレビ）
  - めざましテレビココ調スペシャル（フジテレビ）
  - 中居正広プロ野球革命2008 タブーに挑戦!朝まで徹底討論会（テレビ朝日）
- 12月29日、12月30日 - 築地市場AtoZ（NHK総合）
- 12月30日
  - ニュースハイライト2008（NHK総合）
  - 高専ロボコン2008 ロボットが2足歩行に挑戦!（NHK総合）
  - 多元同時進行ドキュメント 新宿 歌舞伎町（NHK総合）
  - 古代エジプト3大ミステリーザヒ・ハワース博士の新発見III（日本テレビ）
  - プロ野球を戦力外になった男たち2008（TBS）
  - アメトーーーーーク!歳末イケてる家電芸人 今一番売れてますスペシャル（テレビ朝日）
  - UFO・謎の生物・超能力・大予言 ビートたけしのオカルト大爆発!超常現象ファイル2008（テレビ朝日）
  - 今すぐ使える最強雑学を年末予習スペシャル 雑学ベスト20（テレビ朝日）
  - お宝名場面アワード2008（テレビ朝日）
- 12月31日
  - あの人からのメッセージ2008（NHK教育）
  - 第59回NHK紅白歌合戦
  - ダウンタウンのガキの使いやあらへんで!!大晦日年越しSP（日本テレビ）
  - FNS2008年クイズ!（フジテレビ）
  - ウシシもぅ大変!東西ドーム10万人集結!!年越しジャニーズ生歌合戦（フジテレビ）
  - 2008年お笑い総決算 YOSHIMOTO OWARAI ORCHESTRA 4 吉本お笑いオーケストラ4（テレビ朝日）
  - 全国おもしろニュースグランプリ（テレビ朝日）
  - 今すぐ使える豆知識 年越し雑学王（テレビ朝日）
  - 年忘れにっぽんの歌 さようなら新宿コマ劇場（テレビ東京）
  - 大晦日も夢中!2008 今年最後の大放出SP（TOKYO MX）
  - 言いたい放だい2008大晦日スペシャル 立川談志が今夜復活!緊急対談（TOKYO MX）
  - 爆笑プレミアステージ（読売テレビ）